# Boulogne-sur-Mer
Pour les articles homonymes, voir Boulogne.
Ne doit pas être confondu avec Boulogne Sur Mer en Argentine
Boulogne-sur-Mer   (acronyme : BSM) est une commune française, sous-préfecture du département du Pas-de-Calais en région Hauts-de-France. Ses habitants sont appelés les Boulonnais. La commune est membre de la communauté d'agglomération du Boulonnais dont le siège est à Boulogne-sur-Mer.
Avec 41 039 habitants intra-muros au dernier recensement en 2022, la ville est la troisième du département par sa population, loin derrière Calais et juste derrière Arras, et première par sa densité de population. Boulogne-sur-Mer est également le centre de la communauté d'agglomération du Boulonnais qui regroupe 112 264 habitants en 2021 sur 22 communes.
Située au bord de la Manche, face aux côtes anglaises, la ville est connue pour être le premier port de pêche de France, pour avoir été un important port de liaison avec l'Angleterre jusqu'à la fin du XXe siècle (place aujourd'hui reprise par Calais) et pour ses 2 000 ans d'histoire mouvementés, principalement marqués par les désirs de conquête de Jules César et Napoléon Ier.
Classée « station de tourisme », celle couramment appelée la « capitale de la Côte d'Opale » est l'une des principales destinations touristiques de la région grâce à son riche patrimoine historique, à sa plage et celles des stations balnéaires voisines, ainsi qu'au centre national de la mer Nausicaá, l'un des sites touristiques français les plus visités au nord de Paris, considéré comme « le plus grand aquarium d'Europe » depuis sa dernière extension de 2018. La ville, depuis 2015, a initié le festival « Parcours d'Art urbain – Street art » où des graffeurs de France et de l'international ont réalisé une centaine d'œuvres sur les murs de la cité portuaire.

## Géographie

### Localisation
Boulogne-sur-Mer se situe dans le nord de la France, sur la Côte d'Opale, au bord de la Manche et à l'embouchure de la Liane, à 30 km au sud-ouest de Calais, 100 km à l'ouest de Lille et 215 km au nord de Paris, à vol d'oiseau.
Du fait de son éloignement avec Lille et Arras (respectivement capitales régionale et départementale), Boulogne et son arrondissement possèdent des services particuliers (instances judiciaires, direction des affaires maritimes, douanes, etc.) n'existant pas dans les autres villes de même taille de la région.
La position de la ville dans le Pas-de-Calais a justifié l'installation d'un marégraphe côtier numérique (HT 200), installé à l'extrémité de la darse Sarraz-Bournet dans le port, dans l'ex-usine Comilog.
Appartenant historiquement à la Picardie, Boulogne-sur-Mer est rattachée au département du Pas-de-Calais à la Révolution française, puis à la région Nord-Pas-de-Calais au XXe siècle et, depuis 2016, à la région Hauts-de-France.

#### Périphérie
Boulogne-sur-Mer et sa banlieue forment la communauté d'agglomération du Boulonnais (CAB) qui s'étend sur 22 communes. De plus, Boulogne-sur-Mer exerce une influence importante sur tout le territoire du Boulonnais qui regroupe 74 communes proches de Boulogne-sur-Mer, dans lequel est incluse la CAB. Ce territoire appartient en quasi-totalité au parc naturel régional des Caps et Marais d'Opale, à l'exception de ses cinq communes les plus urbaines (dont Boulogne-sur-Mer). L'espace maritime boulonnais fait quant à lui partie du parc naturel marin des estuaires picards et de la mer d'Opale.
Considérée comme la « capitale de la Côte d'Opale »,, la ville bénéficie par sa situation géographique de la proximité avec quelques sites naturels remarquables (comme le cap Gris-Nez, point du littoral français le plus proche de l'Angleterre) et quelques stations balnéaires parmi les plus attractives de la région (Wimereux, Wissant, Hardelot-Plage ou Le Touquet-Paris-Plage).
À l'intérieur des terres, le paysage, majoritairement rural, à dominante agricole, offre un décor de bocage (plus ou moins relictuel) et d'habitat dispersé (contrairement à une grande partie du Nord et du Pas-de-Calais).
La commune de Saint-Martin-Boulogne, limitrophe à l'est, constitue un véritable prolongement de Boulogne-sur-Mer en accueillant, à proximité de la limite entre les deux communes, de nombreux établissements scolaires, culturels, médicaux, sportifs et de loisirs souvent considérés par la population locale comme étant à Boulogne plutôt qu'à Saint-Martin. La fusion des deux communes a d'ailleurs fait l'objet de discussions à plusieurs reprises,.
Boulogne-sur-Mer est limitrophe des cinq communes.
Les communes limitrophes sont Outreau, Le Portel, Saint-Martin-Boulogne, Wimereux et Wimille.

### Géologie et relief

#### Géologie

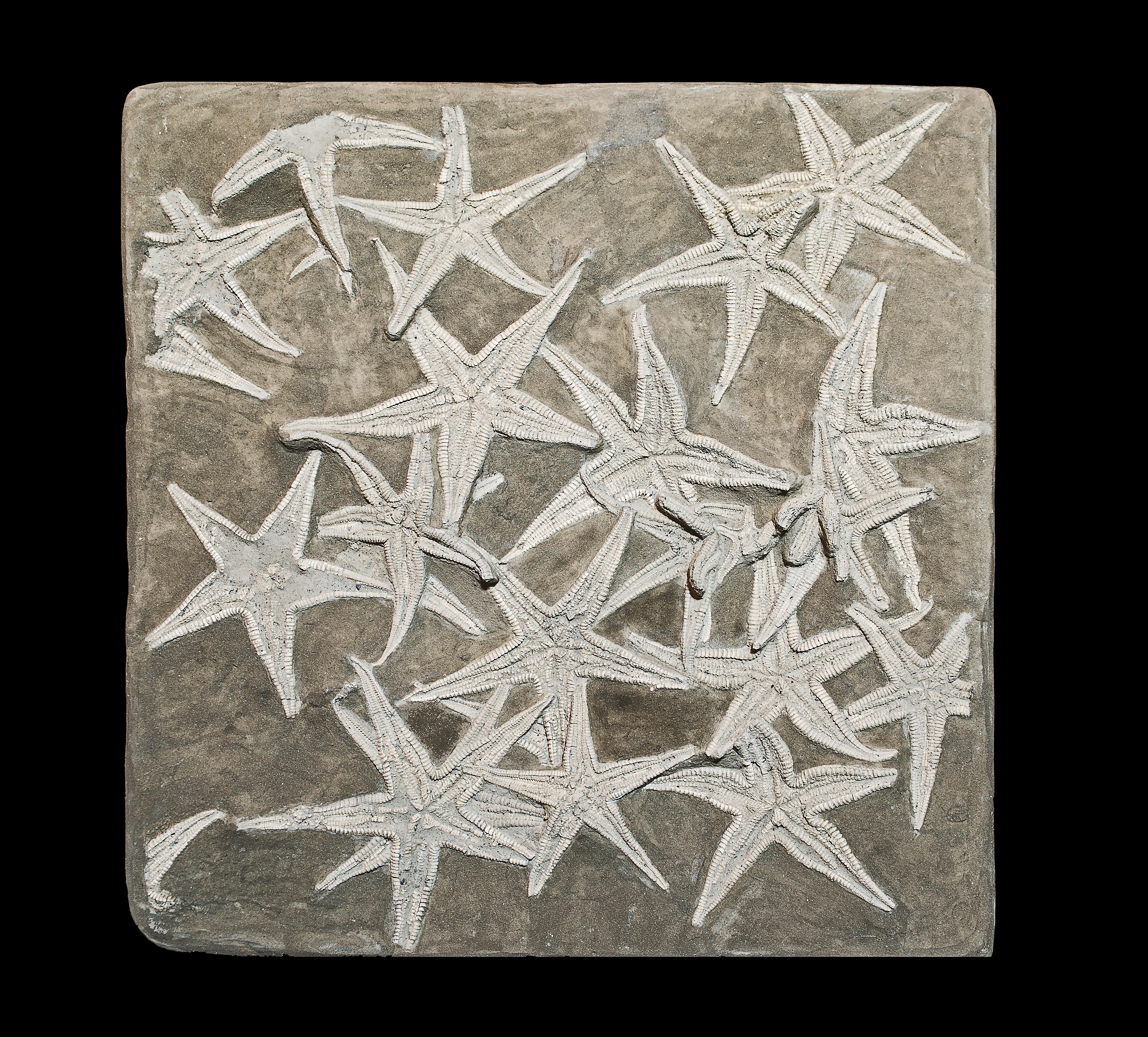
Astropecten lorioli.

La superficie de la commune est de 8,42 km2.
Le territoire se situe géologiquement au cœur de la boutonnière du Boulonnais, qui se prolonge sous l'eau jusque dans le Kent, au-delà des côtes anglaises voisines. Les terrains sont du Jurassique supérieur (Tithonien). Boulogne-sur-Mer est connue en paléontologie pour ses étoiles de mer : Astropecten lorioli.
La plage est sableuse, mais la ville s'inscrit en limite sud d'une façade rocheuse (pointe de la Crèche).

#### Relief
Dans cette région plutôt plate, Boulogne-sur-Mer et ses environs se démarquent par des paysages assez vallonnés, avec de nombreuses pentes dans la ville, dont certaines avoisinent ou dépassent les 10 %. L'altitude varie de 0 m dans le nord-ouest (au niveau de la plage) à 110 m au niveau de la pointe Est de la ville (centre hospitalier) vers le mont Lambert (qui culmine à 189 m dans la commune voisine). Le quartier du Chemin Vert se situe sur une colline à 70-80 mètres d'altitude. La vieille ville est sur une autre colline, à environ 60 m d'altitude, ce qui lui vaut le surnom de Haute ville, en opposition à la Basse ville qui comprend le centre-ville et les quartiers près du port et de la plage.

### Hydrographie

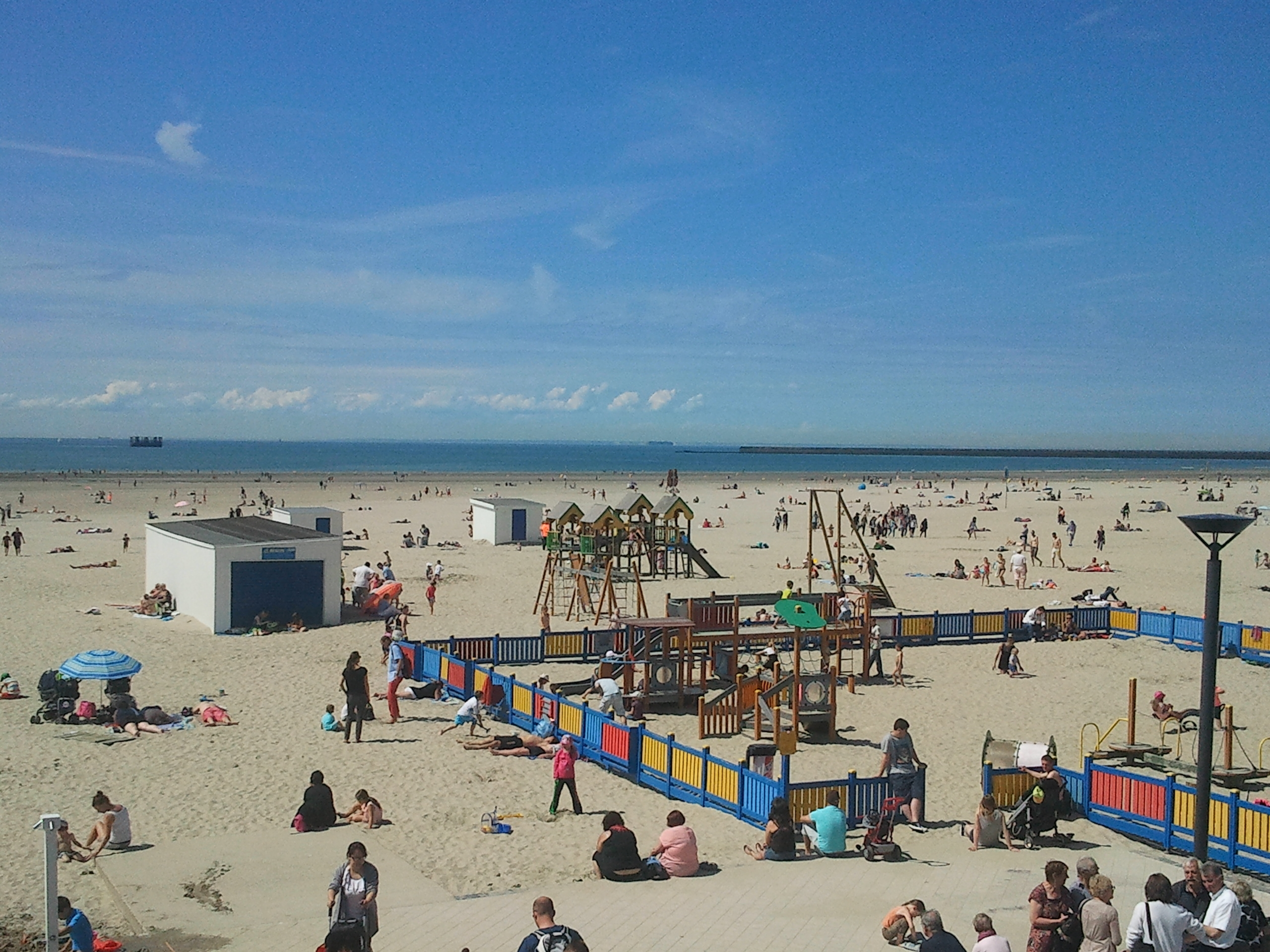
La plage.

Le territoire de la commune est situé dans le bassin Artois-Picardie.
La ville est bordée à l'ouest par la Manche. La commune ne dispose que d'une seule plage située dans le nord-ouest, le reste du bord de mer étant occupé par les installations portuaires. Longtemps classée parmi les moins propres de la région (notamment à cause de sa localisation, à côté du port et de la Liane, récupérant ainsi toutes les sources potentielles de pollution de la ville, du port et de la pluie), la qualité des eaux de baignade affiche, en 2024, une « qualité insuffisante » sur le site du gouvernement, et ce, malgré les investissements réalisés dans les années 2010, symbolisés par la création d'un bassin de rétention de 13 000 m3 place de France.
Boulogne-sur-Mer est traversée par la Liane, fleuve côtier de 38 km de long, qui se jette dans la Manche à Boulogne. Son embouchure a favorisé les installations portuaires. La Liane est canalisée et artificialisée à l'approche de l'estuaire. La digue Carnot protège le port.

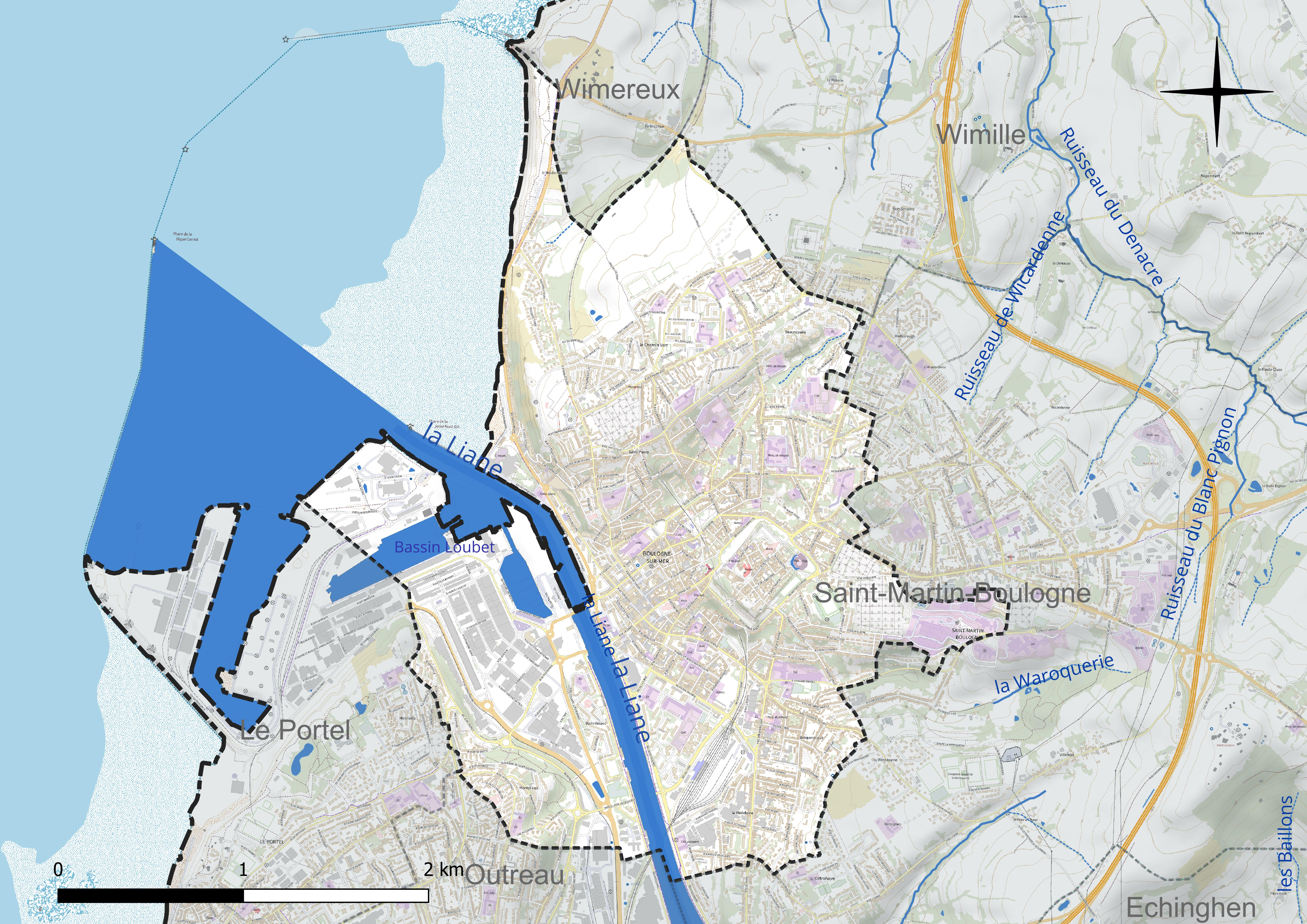
Réseau hydrographique de Boulogne-sur-Mer.

### Climat
Pour des articles plus généraux, voir Climat des Hauts-de-France et Climat du Pas-de-Calais.
Selon une étude du CNRS de 2010 s'appuyant sur une série de données couvrant la période 1971-2000, le climat de la commune est de type océanique franc. En 2020, Météo-France publie une typologie des climats de la France métropolitaine dans laquelle la commune est exposée à un climat océanique et est dans la région climatique « Côtes de la Manche orientale » (caractérisée par un faible ensoleillement, une forte humidité de l'air et des vents forts fréquents.
Le climat océanique à Boulogne-sur-Mer se manifeste par des amplitudes thermiques faibles, des hivers doux et des étés frais. Les jours de gelée et de neige sont peu nombreux. Boulogne-sur-Mer peut connaitre cependant d'importantes périodes d'enneigement comme durant l'hiver 2012-2013 et d'importantes canicules estivales comme en 2003.
Le temps est variable à cause des vents, très fréquents et parfois violents, qui influencent le climat en fonction de leur direction. Les vents dominants venant du sud-ouest et de l'ouest (façade maritime) apportent un air relativement pur et poussent les nuages vers l'arrière-littoral, ce qui permet notamment à Boulogne d'être l'une des villes plus ensoleillées du nord de la France avec plus de 1 650 heures de soleil par an. Il existe également des vents froids en provenance du nord ou de l'est. Les précipitations se répartissent tout au long de l'année, avec un maximum en automne et en hiver.
Pour la période 1991-2020, la température annuelle moyenne est de 11,2 °C, avec une amplitude thermique annuelle de 12,7 °C. Le cumul annuel moyen de précipitations est de 824 mm, avec 14 jours de précipitations en décembre et 8 jours en juillet,.
Le changement climatique est visible, les jours de pluie ont doublé entre 1955 et 2016, avec un risque d'inondations élevé dans certains zones de l'agglomération en pied de relief ou proches des cours d'eau (comme ce fut le cas à l'hiver 2023-2024). Le risque de submersion marine est cependant moindre par rapport à Calais et Dunkerque de par l'altitude. Pour l'avenir, les paramètres climatiques de la commune estimés pour 2050 selon différents scénarios d'émission de gaz à effet de serre sont consultables sur un site dédié publié par Météo-France en novembre 2022.
| Mois                                  | jan.             | fév.             | mars            | avril         | mai            | juin          | jui.          | août          | sep.           | oct.            | nov.            | déc.            | année      |
| ------------------------------------- | ---------------- | ---------------- | --------------- | ------------- | -------------- | ------------- | ------------- | ------------- | -------------- | --------------- | --------------- | --------------- | ---------- |
| Température minimale moyenne (°C)     | 3,4              | 3,4              | 5               | 7             | 9,8            | 12,5          | 14,7          | 15,3          | 13,2           | 10,3            | 6,8             | 4,1             | 8,8        |
| Température moyenne (°C)              | 5,3              | 5,4              | 7,4             | 9,8           | 12,7           | 15,3          | 17,4          | 18            | 15,8           | 12,6            | 8,8             | 6               | 11,2       |
| Température maximale moyenne (°C)     | 7,1              | 7,3              | 9,7             | 12,7          | 15,6           | 18,1          | 20,1          | 20,7          | 18,5           | 14,9            | 10,8            | 7,9             | 13,6       |
| Record de froid (°C) date du record   | −13,4 12.01.1987 | −13,6 01.02.1956 | −7,8 07.03.1971 | −2 14.04.1966 | 1,6 07.05.1997 | 4 02.06.1962  | 8 04.07.1965  | 9 31.08.1956  | 5,8 22.09.1979 | −1 29.10.1947   | −5,6 30.11.1978 | −9,6 29.12.1996 | −13,6 1956 |
| Record de chaleur (°C) date du record | 16,4 01.01.22    | 18,9 26.02.19    | 22,7 30.03.17   | 26 16.04.1949 | 31,2 27.05.05  | 33,3 29.06.19 | 39,6 19.07.22 | 34,8 11.08.03 | 32,6 10.09.23  | 27,2 01.10.1985 | 19,1 01.11.15   | 17,2 10.12.1978 | 39,6 2022  |
| Précipitations (mm)                   | 77               | 56               | 48              | 48,1          | 54,6           | 48            | 54,3          | 63,2          | 69,6           | 95,8            | 106,8           | 103,1           | 824,5      |

### Paysages
Pour un article plus général, voir Paysage en France.

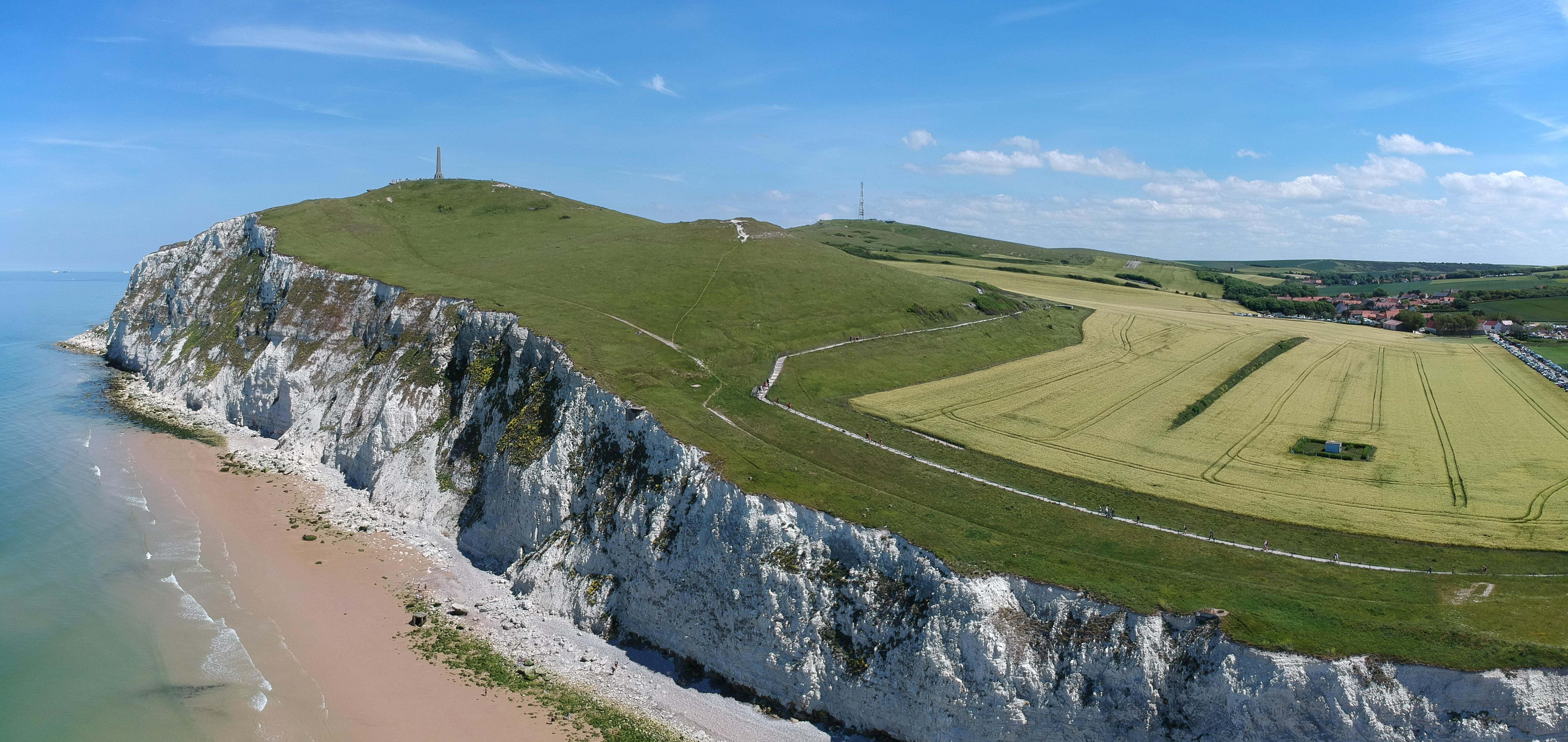
Une vue de ces « paysages des falaises d'Opale » et le cap Blanc-Nez.

La commune s'inscrit dans les « paysages des falaises d'Opale » tels qu'ils sont définis dans l'atlas de paysages de la région Nord-Pas-de-Calais, conçu par la direction régionale de l'Environnement, de l'Aménagement et du Logement (DREAL),.
Ces « paysages des falaises d'Opale », qui concernent 30 communes, s'étendent le long de la côte, d'Équihen-Plage à Sangatte, sur une bande d’environ 50 kilomètres de long et d’un maximum de 5 kilomètres de large, l'autoroute A 16 étant la frontière à l'est. Ils sont constitués, d’une part, par les falaises d’Opale où se trouve le grand site des Deux Caps qui, avec le cap Blanc-Nez, culmine à 150 mètres, ces falaises offrent un belvédère sur le pas de Calais  avec la possibilité de voir les côtes d'Angleterre, et d'autre part, vers l'intérieur des terres, avec les paysages littoraux qui jouxtent ceux des « coteaux calaisiens et du pays de Licques », d'un paysage alternant collines, vallons et bocages.
L'occupation des sols se répartit en 43 % de cultures pour les paysages arrière-littoraux, 20 % de sols artificialisés, 20 % de prairies et forêts et 10 % de plage.
Les crans, constituent une des particularités de ces côtes à falaises. Les crans sont des vallées suspendues qui se sont retrouvées le « nez en l’air », soit du fait de l'affaissement du pas de Calais, soit par la baisse du niveau de la mer, comme le cran d'Escalles, le cran Mademoiselle, le cran Poulet, le cran Barbier, le cran des Sillers, le cran de Quette et le cran aux Œufs, situés, eux, sur la commune d’Audinghen.
Ces paysages sont traversés par trois fleuves côtiers, la Liane, le Wimereux et la Slack, et par le sentier de grande randonnée GR 120 ou GR littoral, appelé aussi sentier des douaniers, qui chemine le long de ces paysages.

### Milieux naturels et biodiversité

#### Espaces protégés et gérés
La protection réglementaire est le mode d’intervention le plus fort pour préserver des espaces naturels remarquables et leur biodiversité associée.
Dans ce cadre, la commune fait partie de deux espaces protégés :
- la pointe de la Crèche, terrain acquis par le Conservatoire du littoral, d'une superficie de 30 ha[30] ;
- la pointe de la Crèche, protégée par un arrêté préfectoral de protection de biotope, d'une superficie de 57 ha[31].

#### Zone naturelle d'intérêt écologique, faunistique et floristique
L’inventaire des zones naturelles d'intérêt écologique, faunistique et floristique (ZNIEFF) a pour objectif de réaliser une couverture des zones les plus intéressantes sur le plan écologique, essentiellement dans la perspective d’améliorer la connaissance du patrimoine naturel national et de fournir aux différents décideurs un outil d’aide à la prise en compte de l’environnement dans l’aménagement du territoire.
Le territoire communal comprend une ZNIEFF de type 1 : la pointe de la Crêche et falaise entre Boulogne-sur-Mer et Wimereux. Cette ZNIEFF constituée d'une falaise littorale jurassique d’argiles, de sables, de grès et de marnes est revêtue, au nord, de sable plaqué.

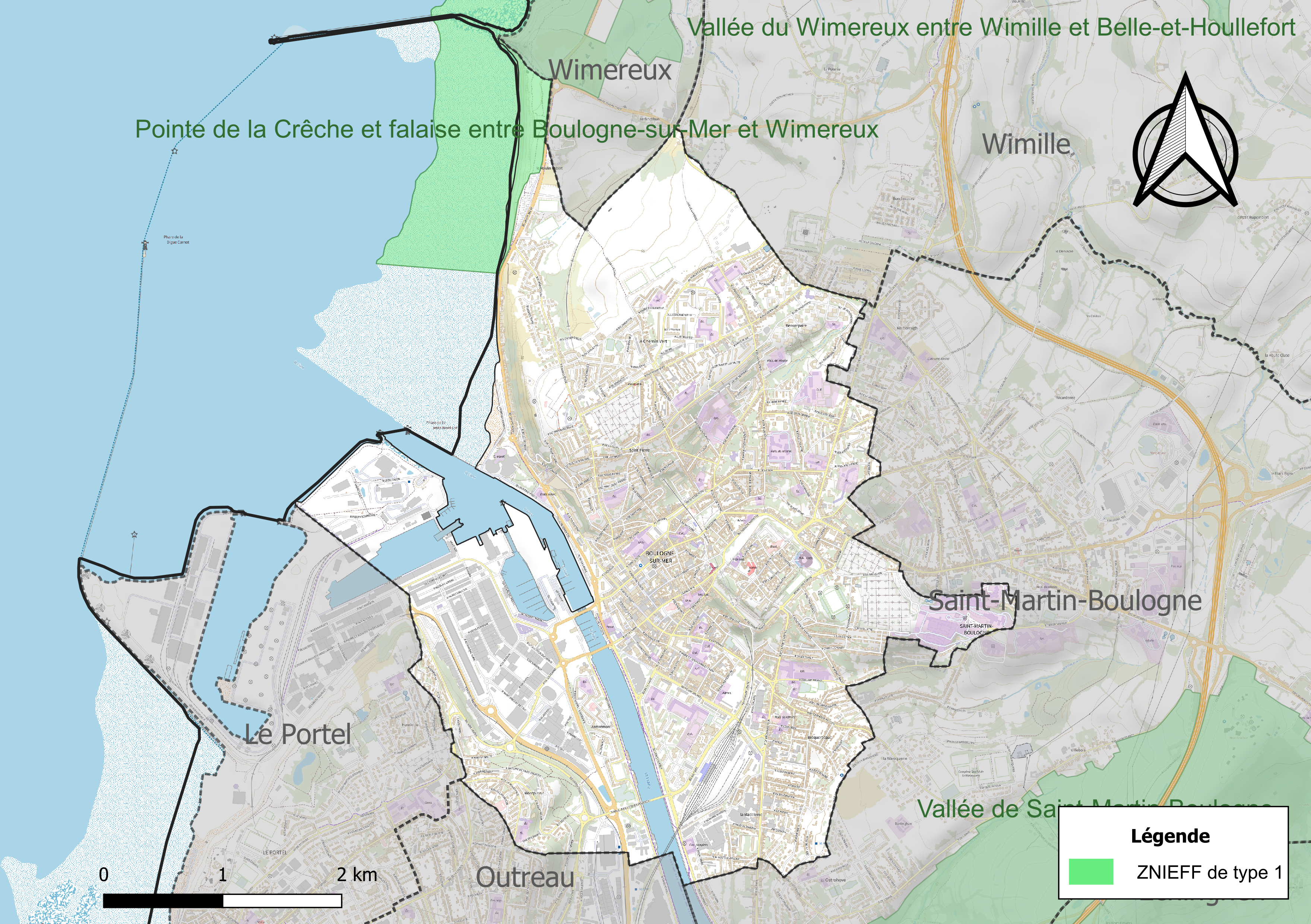
Carte de la ZNIEFF dans la commune.

#### Inventaire national du patrimoine géologique
Les formations kimméridgiennes et tithoniennes des falaises de la pointe de la Crèche, d'une superficie de 461 hectares; sont inscrites à l'inventaire national du patrimoine géologique. L'altitude de ces falaises varient de 6 m, au nord avant Wimereux, à 33 m au sommet du pli de la Crèche.

## Urbanisme

### Typologie
Au 1er janvier 2024, Boulogne-sur-Mer est catégorisée grand centre urbain, selon la nouvelle grille communale de densité à sept niveaux définie par l'Insee en 2022.
Elle appartient à l'unité urbaine de Boulogne-sur-Mer, une agglomération intra-départementale regroupant huit communes, dont elle est ville-centre,,. Par ailleurs la commune fait partie de l'aire d'attraction de Boulogne-sur-Mer, dont elle est la commune-centre,. Cette aire, qui regroupe 80 communes, est catégorisée dans les aires de 50 000 à moins de 200 000 habitants,.
La commune, bordée par la Manche, est également une commune littorale au sens de la loi du 3 janvier 1986, dite loi littoral. Des dispositions spécifiques d’urbanisme s’y appliquent dès lors afin de préserver les espaces naturels, les sites, les paysages et l’équilibre écologique du littoral, tel le principe d'inconstructibilité, en dehors des espaces urbanisés, sur la bande littorale des 100 mètres, ou plus si le plan local d’urbanisme le prévoit.

### Occupation des sols
L'occupation des sols de la commune, telle qu'elle ressort de la base de données européenne d’occupation biophysique des sols Corine Land Cover (CLC), est marquée par l'importance des territoires artificialisés (85,8 % en 2018), une proportion identique à celle de 1990 (85,8 %). La répartition détaillée en 2018 est la suivante : zones urbanisées (69,1 %), zones industrielles ou commerciales et réseaux de communication (16,6 %), prairies (8,2 %), eaux maritimes (3,2 %), terres arables (1,5 %), zones humides côtières (1,3 %). L'évolution de l’occupation des sols de la commune et de ses infrastructures peut être observée sur les différentes représentations cartographiques du territoire : la carte de Cassini (XVIIIe siècle), la carte d'état-major (1820-1866) et les cartes ou photos aériennes de l'IGN pour la période actuelle (1950 à aujourd'hui).

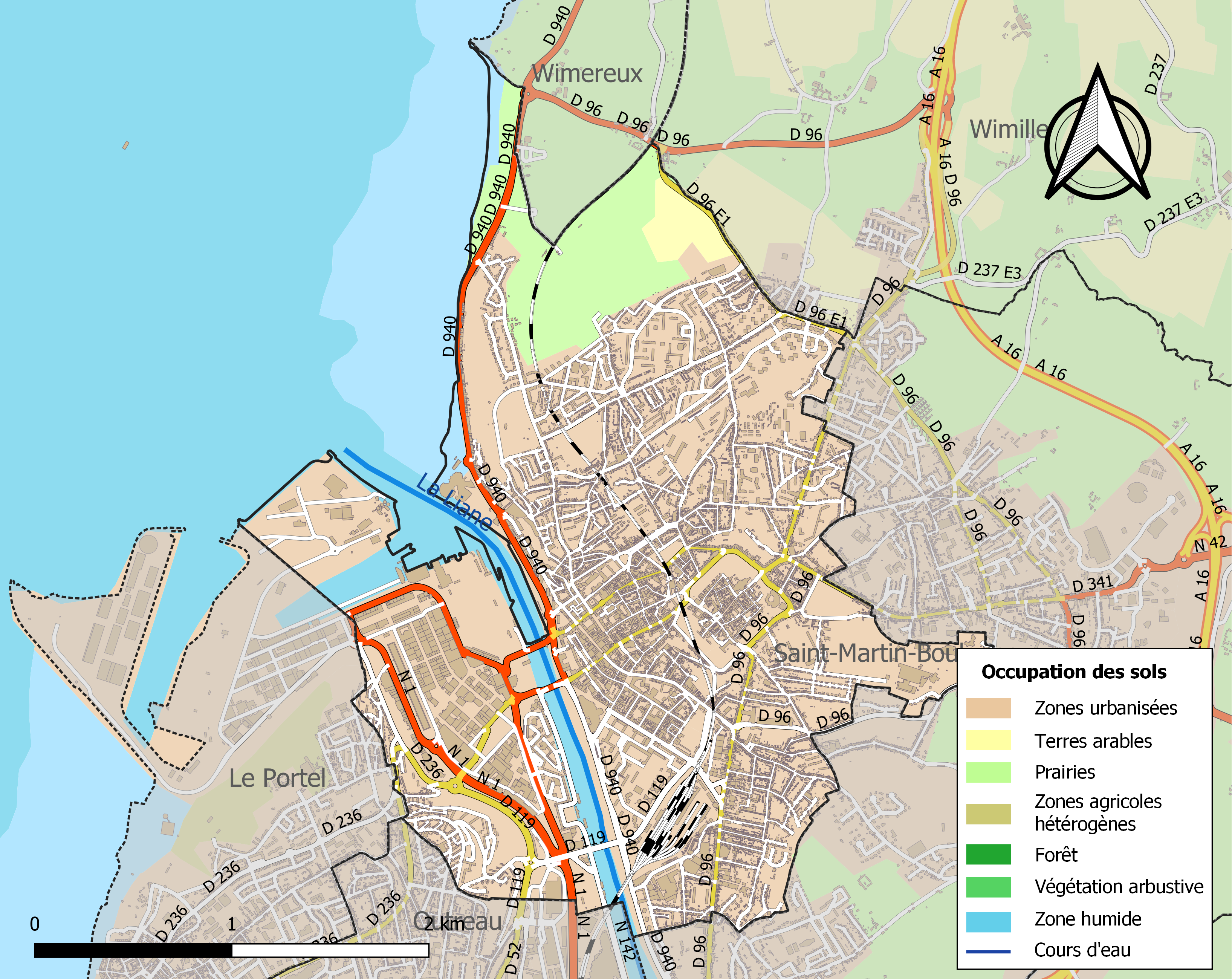
Carte des infrastructures et de l'occupation des sols de la commune en 2018 (CLC).

### Morphologie urbaine

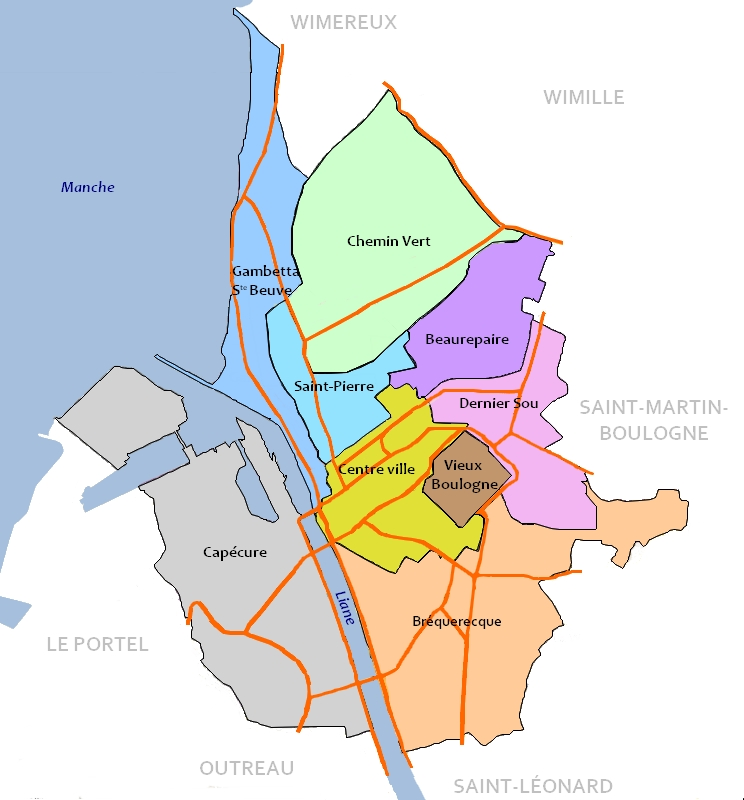
Les quartiers et les grands axes.

La ville se divise en neuf quartiers, tous différents par leur histoire, par le niveau social de leurs habitants, par la nature et l'architecture de leurs bâtiments, etc.
L'architecture de Boulogne-sur-Mer se caractérise par son important contraste selon les quartiers entre les bâtiments typiques en pierre et en marbre du Boulonnais (qui se distinguent des bâtiments à briques rouges typiques du Nord de la France) juxtaposés aux grands ensembles d'après-guerre.

#### Centre-ville
C'est le quartier central de Boulogne. Il s'agit d'un quartier qui regroupe un grand nombre de bâtiments historiques et administratifs ainsi que de nombreux logements, commerces, banques, églises, équipements culturels et de loisirs, rues piétonnes et places.

#### Vieille ville
Le Vieux Boulogne est un lieu chargé d'histoire où se trouvent la basilique Notre-Dame, le château-musée, le beffroi, le palais impérial mais également l'hôtel de ville et le palais de justice. Paradoxalement, ce quartier important est le plus petit et le moins peuplé de la ville.
Il conserve encore de nombreuses rues pavées et d'anciens bâtiments occupés aujourd'hui par une population relativement aisée. La vieille ville est entourée de remparts, érigés au XIIIe siècle, très appréciés par les promeneurs.

#### Gambetta-Sainte-Beuve
Le quartier Gambetta-Sainte-Beuve se situe au nord-ouest, sur le bord de mer. Il se compose des rues proches de la plage et de la rive Est du port. Quartier touristique, surtout l'été, on y trouve peu de commerces mais de nombreux restaurants et cafés.
L'axe majeur du quartier, constitué par le boulevard Gambetta et le boulevard Sainte-Beuve (qui ont donné leurs noms au quartier), longe la mer et les quais du port sur 3 km. Le boulevard Sainte-Beuve est considéré comme l'une des avenues les plus « chics » de la ville.
Le quartier abrite la chambre de commerce et d'industrie et le centre Nausicaá.

#### Capécure
Capécure se situe dans le sud-ouest de la ville, entre les zones industrielles d'Outreau au sud et le port de Boulogne au nord.
Il est divisé depuis les années 1950 en deux secteurs : la zone industrielle et économique (très peu habitée, qui abrite de nombreuses entreprises, en particulier dans la filière halieutique, qui font de Capécure le premier transformateur européen des produits de la mer) et le secteur de Damrémont (petit quartier situé sur les rives de la Liane, à vocation résidentielle et sportive, qui abrite le palais des sports Damrémont, principal complexe sportif de la ville, et les clubs d'aviron et de canoë).
Quartier dynamique jusqu'à sa destruction lors de la Seconde Guerre mondiale, la commune lance à la fin des années 2000 un programme pour lui redonner vie avec un casino construit en 2008 (en remplacement de celui qui se trouvait jadis à l'emplacement actuel de Nausicaá), une salle de spectacles L'Embarcadère et un nouveaux cinéma dont les travaux s'achèveront en 2024, et plusieurs résidences (hébergement, tourisme, seniors).

#### Le Dernier Sou
Le Dernier Sou est situé dans l'Est de Boulogne. Quartier principalement résidentiel, il est très dynamique en période scolaire du fait de la présence de nombreux établissements (écoles, collèges, lycées) au sein et à proximité du quartier. On y trouve beaucoup de commerces de proximité et de petits restaurants.

#### Le Chemin Vert
Né dans les années 1950 dans le nord de la commune, notamment pour accueillir les habitants des quartiers détruits pendant la Seconde Guerre mondiale, le Chemin Vert est aujourd'hui un quartier prioritaire de la politique de la ville comptant plus de 4 000 habitants,. Depuis 2004, différents projets d'aménagement urbain visent à rénover les bâtiments du quartier pour changer son visage et améliorer sa réputation. Le quartier est connu pour avoir vu naître et grandir le footballeur Franck Ribéry.

#### Saint-Pierre
Perché sur une falaise dominant la mer, cet ancien quartier de marins et de pêcheurs abritait près d'un tiers de la population au début du siècle dernier. Il a dû être reconstruit après la Seconde Guerre mondiale. Aujourd'hui, il se compose de ruelles avec des maisons mitoyennes et abrite le calvaire des marins et le sémaphore de Boulogne.

#### Beaurepaire
Quartier populaire situé au nord-est de la ville, il est, en majorité, composé de maisons mitoyennes et de logements collectifs.

#### Bréquerecque
Le quartier Bréquerecque est le quartier sud de la ville. Quartier assez dynamique, on y trouve de nombreux logements et commerces ainsi que le centre hospitalier et la gare de Boulogne-Ville. C'est le quartier le plus peuplé et le plus étendu de la ville.

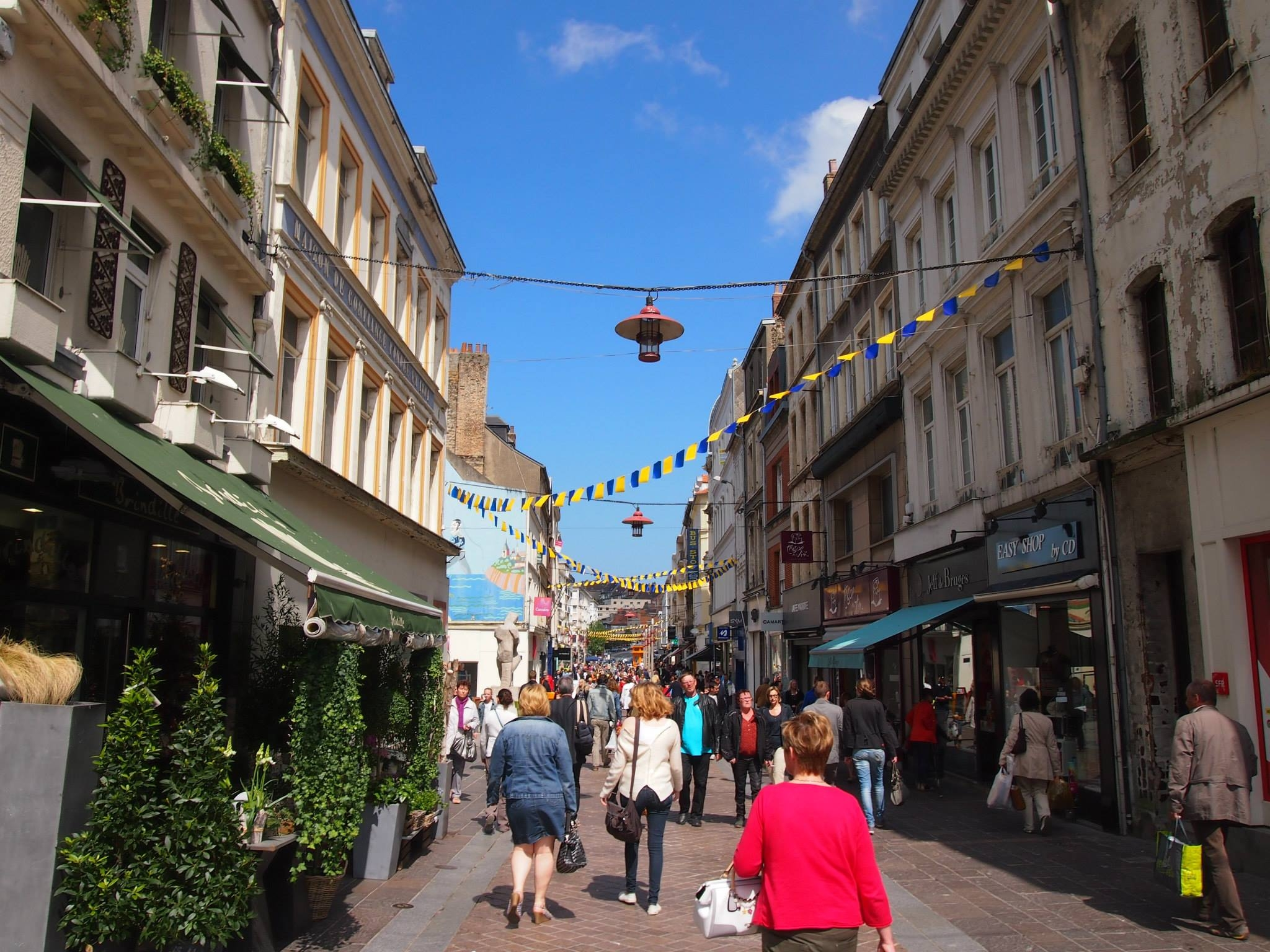
La rue Thiers, dans le centre-ville.
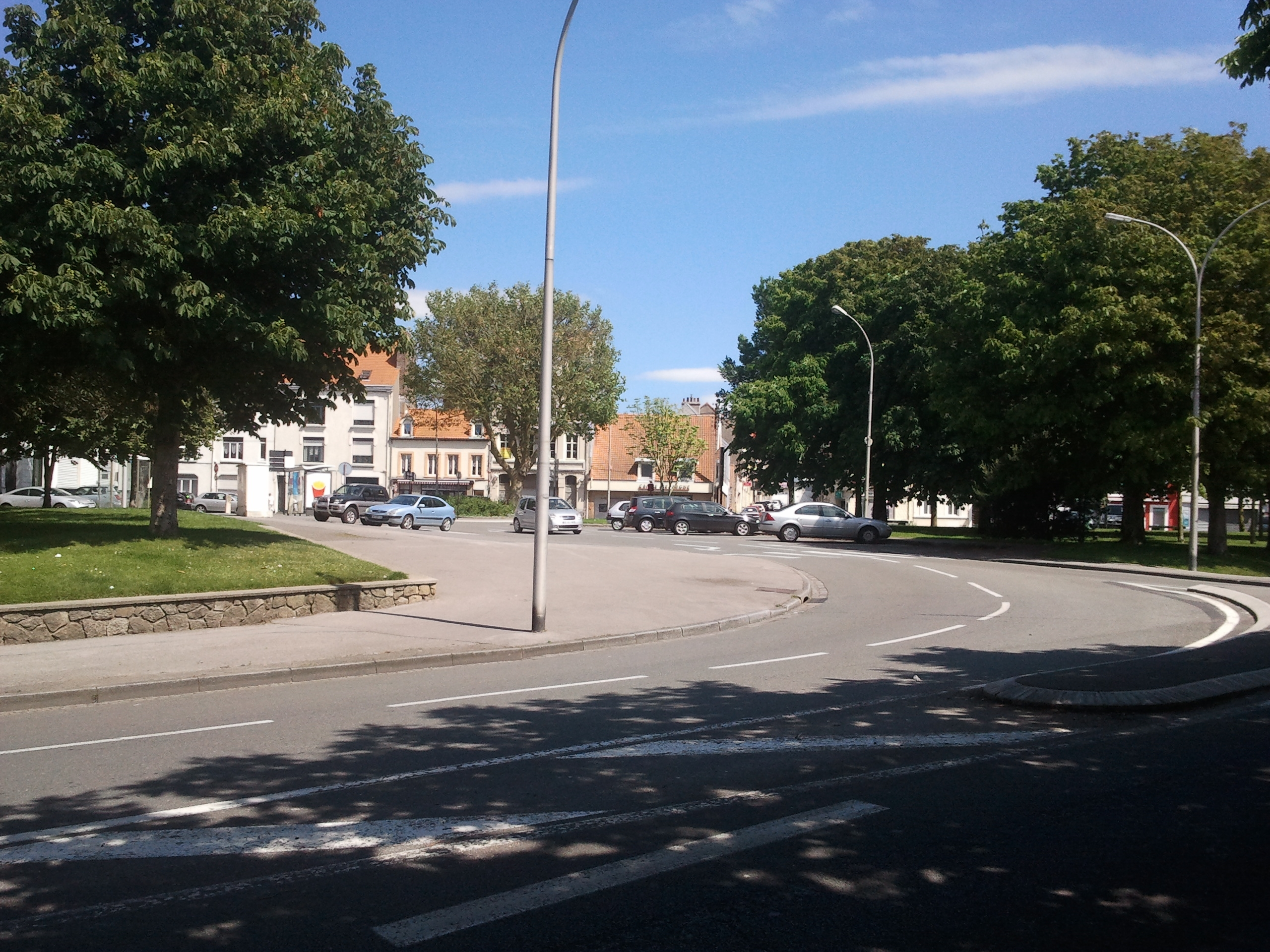
Le boulevard Beaucerf, dans le quartier Bréquerecque.
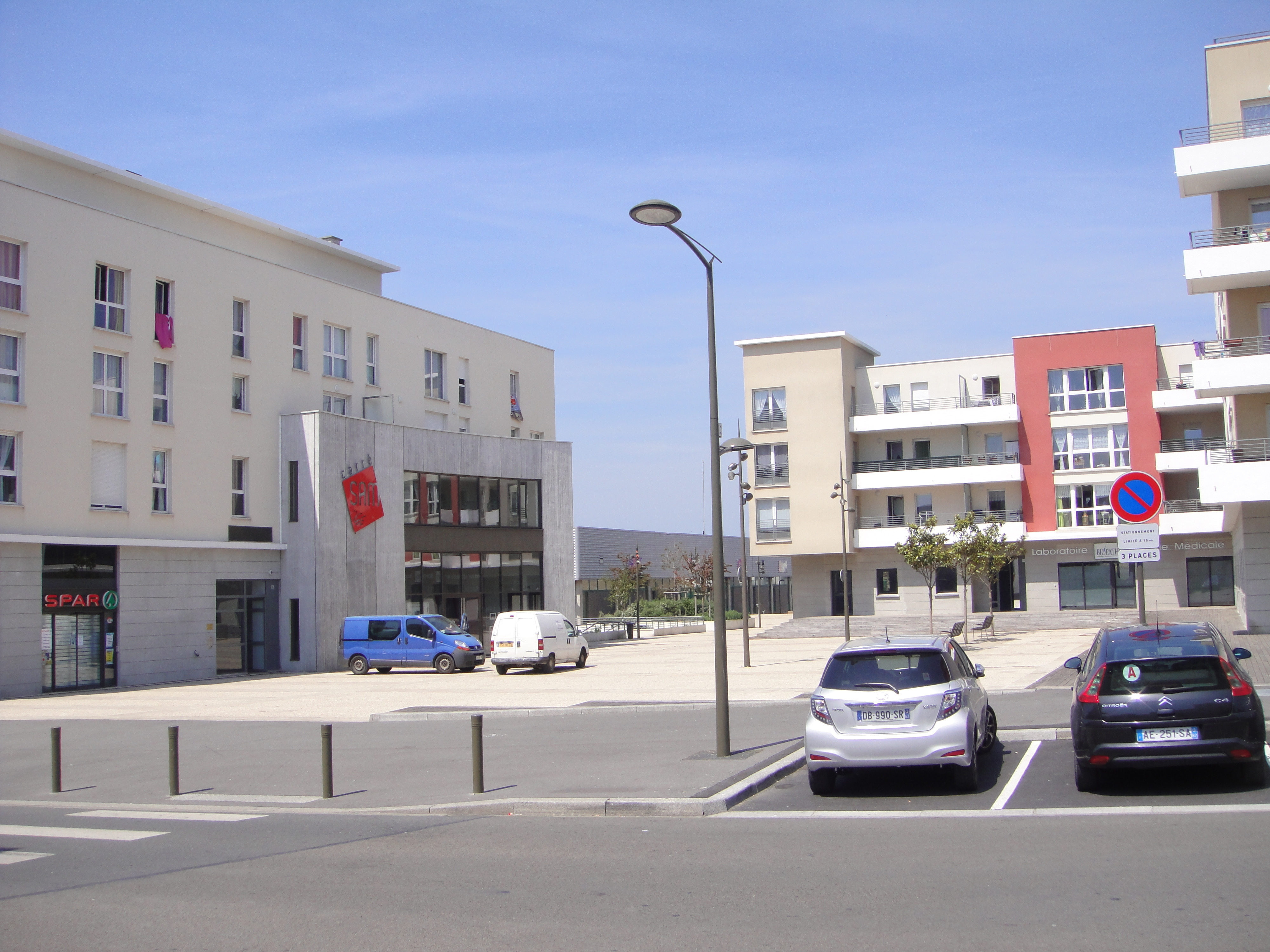
La place d'Argentine, dans le quartier du Chemin Vert.

### Logement
En 2021, le nombre total de logements dans la commune était de 23 678, alors qu'il était de 23 112 en 2015 et de 22 139 en 2010.
Parmi ces logements, 87,0 % étaient des résidences principales, 2,7 % des résidences secondaires et 10,3 % des logements vacants. Ces logements étaient pour 26,6 % d'entre eux des maisons individuelles et pour 72,6 % des appartements.
Le tableau ci-dessous présente la typologie des logements à Boulogne-sur-Mer en 2021 en comparaison avec celle du Pas-de-Calais et de la France entière. Une caractéristique marquante du parc de logements est ainsi la faible proportion des résidences secondaires et logements occasionnels (2,7 %) par rapport au département (6,5 %) et à la France entière (9,7 %).
| Typologie                                               | Boulogne-sur-Mer | Pas-de-Calais | France entière |
| ------------------------------------------------------- | ---------------- | ------------- | -------------- |
| Résidences principales (en %)                           | 87,0             | 86,1          | 82,2           |
| Résidences secondaires et logements occasionnels (en %) | 2,7              | 6,5           | 9,7            |
| Logements vacants (en %)                                | 10,3             | 7,3           | 8,1            |

### Projets d'aménagement
Les principaux projets d'aménagement terminés ou en cours de réalisation sont les suivants :
- depuis 2004 : rénovation urbaine du quartier du Chemin Vert (250 millions € sur environ 20 ans dans le cadre du programme de l'ANRU) ;
- depuis le début des années 2010 : projet « Axe Liane »[51] : importants travaux le long du fleuve (aménagement des berges, création d'un écoquartier pour remplacer les friches industrielles derrière la gare principale, construction d'un nouveau stade nautique destiné au canoë et à l'aviron, construction de nouveaux logements, commerces et établissements, etc). L'Axe Liane englobe également les projets cités ci-après. Certains éléments de ce projet ont mis du temps à voir le jour, voire ne sont pas encore réalisés, faute d'investisseurs[52] ;
- 2015-2018 : projet « Terrasses de la Falaise » (40 millions €) : construction sur un terrain à très fort dénivelé entre les quartiers Gambetta-Sainte-Beuve et Saint-Pierre de 176 logements, de quelques commerces et d'un parking de plus de 1 000 places destiné à mieux desservir le port, la plage et Nausicaá[53] ;
- 2015-2018 : projet « Nausicaá IV » (100 millions €) : extension du centre national de la mer, pour en faire « le plus grand aquarium d'Europe »[54]. Une partie des travaux s'est terminée en 2018, une autre partie est reportée à 2026 et 2027[55] ;
- 2016-2019 : aménagement du port de Boulogne et du quartier Capécure (investissement de 33 millions €) : modernisation de la gare de marée et des installations portuaires, aménagement de l'ancienne gare maritime, réfection de la voirie, agrandissement du port de plaisance et construction d'une marina, etc[56].

La ville était candidate en 2003 à l'implantation d'une antenne du musée du Louvre, mais le gouvernement a préféré la construire à Lens afin de « tenter d'apporter un attrait touristique à une agglomération en grave crise économique ».

### Voies de communication et transports

#### Réseau routier
L'automobile reste le moyen de transport individuel privilégié par les Boulonnais, le vélo n'étant que peu utilisé, pour partie en raison du relief de la ville et pour partie par insuffisance d'aménagements adaptés. L'agglomération connaît aux heures de pointe des phénomènes de circulation difficile. Le 11 juillet 2013, la ville et l'association Rivages Propres essaient d'inverser la tendance avec le Cycleco, service de vélos en libre-service qui propose 34 vélos (dont 8 électriques) à louer.
Boulogne-sur-Mer est reliée à l'autoroute A16, qui lie la région parisienne à la frontière avec la Belgique via Beauvais, Amiens, Abbeville, Calais et Dunkerque. Plusieurs sorties de l'A16 desservent Boulogne-sur-Mer : la sortie no 29 dessert Boulogne-Sud et le port, les sorties no 30 et no 31 desservent Boulogne-Est et la sortie no 32 dessert Boulogne-Nord et permet de rejoindre la plage.
La ville est également sur le trajet de plusieurs routes départementales et nationales, dont la route nationale 42, voie express permettant de rejoindre rapidement Saint-Omer et l'autoroute A26 (qui part vers Reims et Troyes).
Le tableau suivant présente les grands liens routiers autour de Boulogne-sur-Mer et les distances, à vol d'oiseau, vers les grandes villes proches.
| Ville         | Distance à vol d'oiseau | Voie routière      | Distance automobile | Temps de parcours automobile |
| ------------- | ----------------------- | ------------------ | ------------------- | ---------------------------- |
| Calais        | 30 km                   | A16                | 35 km               | 30 minutes                   |
| Dunkerque     | 65 km                   | A16                | 75 km               | 50 minutes                   |
| Abbeville     | 70 km                   | A16                | 80 km               | 50 minutes                   |
| Arras         | 95 km                   | RN42 - A26         | 115 km              | 1 h 15                       |
| Lille         | 100 km                  | A16 - A25 RN42     | 140 km 115 km       | 1 h 25 1 h 30                |
| Amiens        | 105 km                  | A16                | 125 km              | 1 h 15                       |
| Bruges        | 125 km                  | A16 - A18          | 145 km              | 1 h 30                       |
| Rouen         | 150 km                  | A16 - A28          | 180 km              | 1 h 40                       |
| Londres       | 150 km                  | A16 - Tunnel - M20 | 200 km              |                              |
| Saint-Quentin | 155 km                  | RN42 - A26         | 180 km              | 1 h 45                       |
| Bruxelles     | 195 km                  | A16 - A18 - A10    | 230 km              | 2 h 10                       |
| Paris         | 215 km                  | A16                | 260 km              | 2 h 35                       |
| Reims         | 240 km                  | RN42 - A26         | 275 km              | 2 h 30                       |

#### Transports en commun

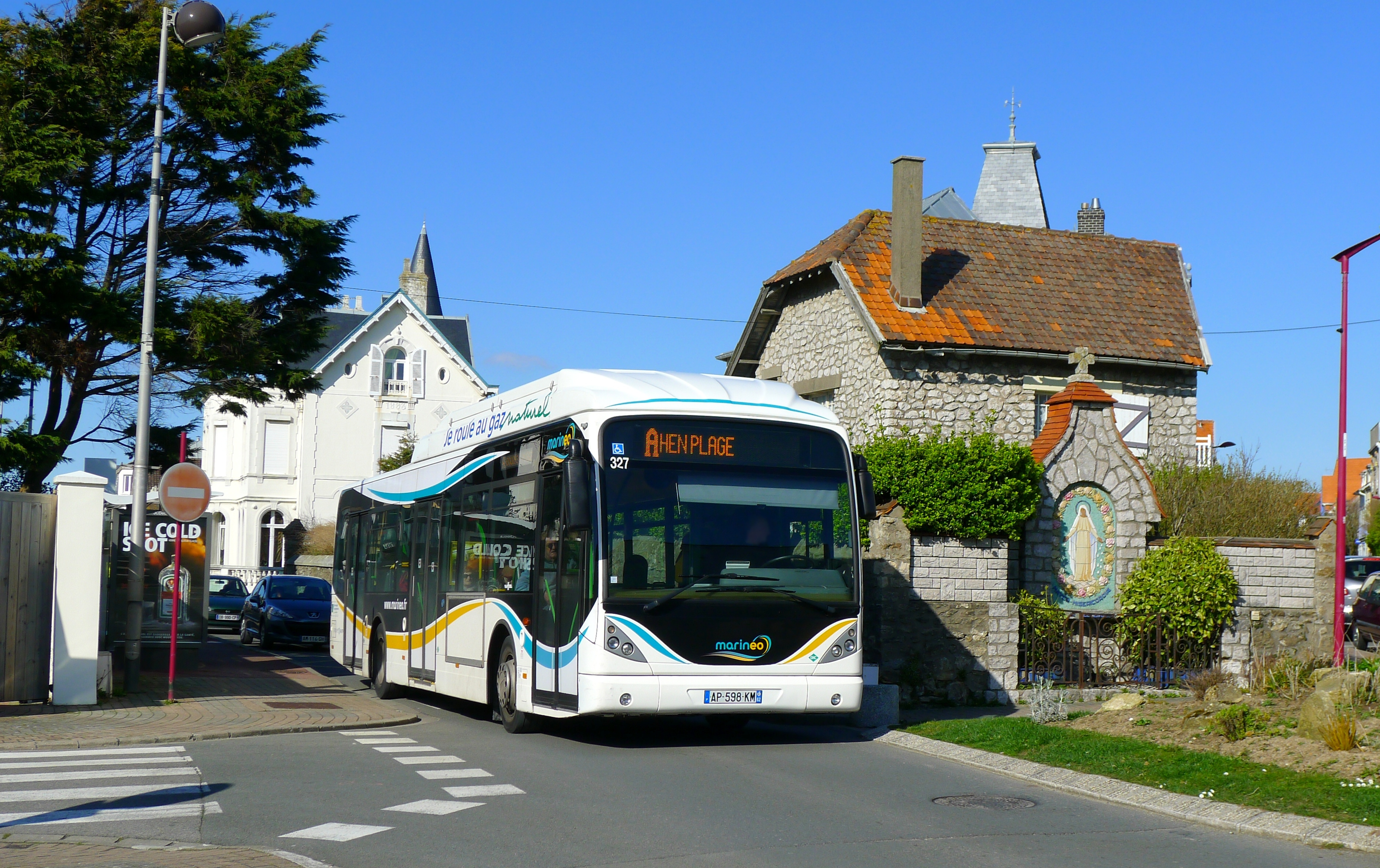
Un bus du réseau Marinéo.

Les lignes de bus du réseau Marinéo (anciennement TCRB) assurent les déplacements dans l'agglomération et vers les autres communes du Boulonnais. La ville est également desservie par les autocars du réseau Oscar (département du Pas-de-Calais). Elle dispose d'une gare routière nommée Station Liane, historiquement située place de France dans le centre-ville, et déplacée à 200 m de là, boulevard Daunou, en 2017.
Liée à plusieurs grandes villes d'Europe grâce à la société Megabus entre 2012 et 2015, la ville est desservie depuis le 10 décembre 2015 par la ligne Dunkerque-Paris de FlixBus.
Durant la période estivale, un petit train routier touristique relie la plage à la ville fortifiée, en passant par le centre-ville.

#### Transport ferroviaire
La gare de Boulogne-Ville, située dans le sud de la commune, est la gare principale de Boulogne. Elle permet de rejoindre Paris, Lille, Amiens ou encore Calais-Fréthun (qui assure les liaisons vers Londres) mais également des localités proches en TER Hauts-de-France.
La gare de Boulogne-Tintelleries, située dans le centre-ville, est desservie par des TER entre Boulogne-Ville et Calais.
Boulogne abritait deux autres gares ferroviaires, les gares de Boulogne-Maritime et de Boulogne-Aéroglisseurs, fermées dans les années 1990.
La commune était le point de départ de la ligne de chemin de fer Boulogne - Bonningues, une ancienne ligne de chemin de fer qui reliait de 1909 et 1935 la commune à Bonningues-lès-Ardres (entre Boulogne-sur-Mer et Saint-Omer).

#### Transport maritime

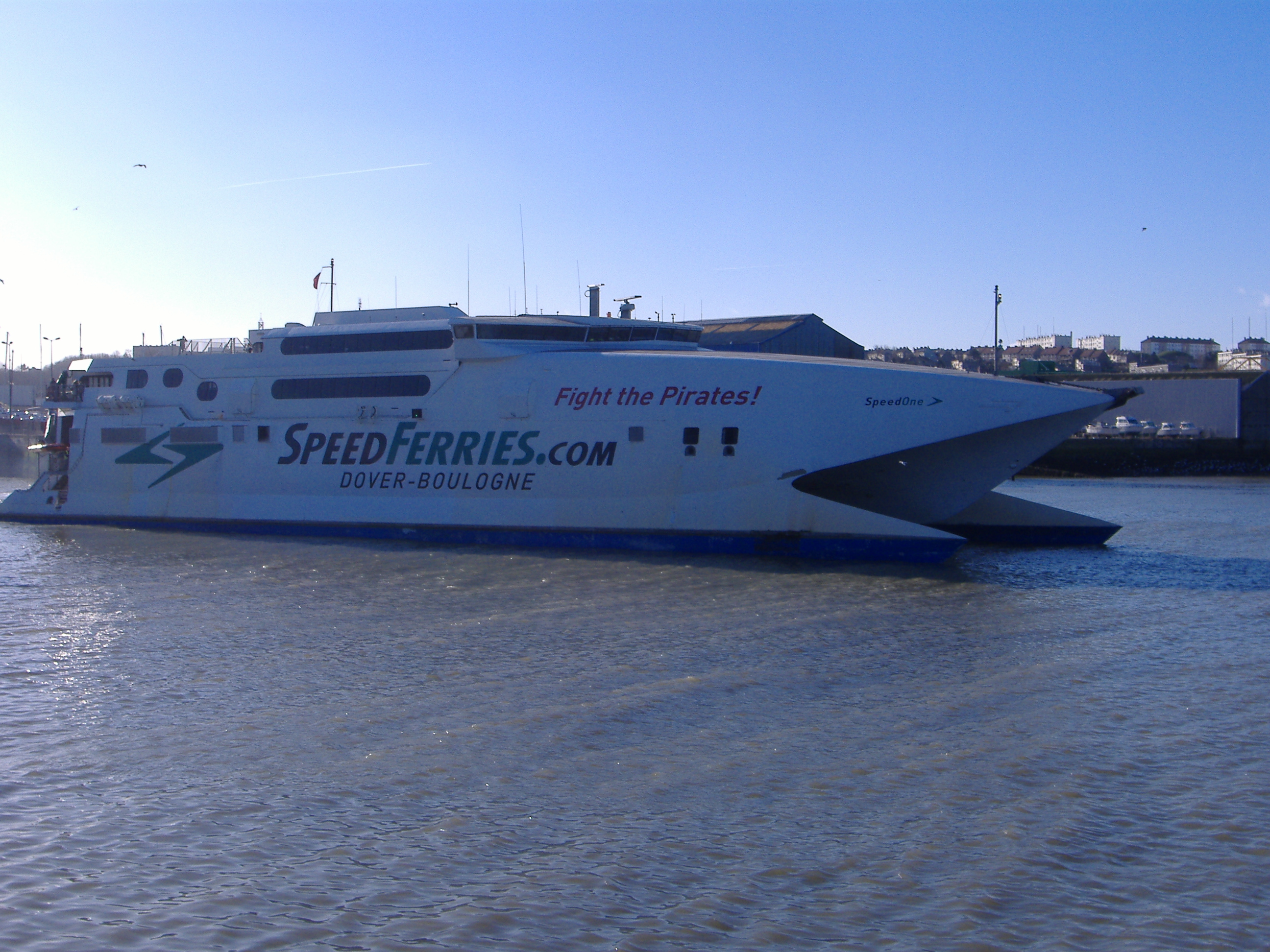
Un ferry pour l'Angleterre dans le port en 2008.

Jusqu'à la fin du XXe siècle, le port de Boulogne-sur-Mer était bien développé pour le transport de passagers vers l'Angleterre et proposait de nombreuses traversées de la Manche en ferry vers Douvres et Folkestone. La construction du tunnel sous la Manche et la croissance du port de Calais ont entraîné la baisse du trafic du port de Boulogne et la fermeture progressive des lignes orchestrées par les différents opérateurs transmanche, qui ont préféré consacrer leurs efforts sur la ligne Calais-Douvres, jusqu'au départ de la dernière compagnie en 2010.
Le trafic fluvial reste néanmoins dense, avec des bateaux de pêche et de loisir, et ceux des douanes maritimes.

#### Transport aérien
L'aéroport le plus proche est l'aéroport du Touquet-Côte d'Opale, à environ 20 km. Les aéroports plus importants de la région sont ceux de Lille-Lesquin (à 130 km) et de Beauvais (à 180 km). Il existe également un aérodrome situé au Portel, dans la banlieue sud de Boulogne-sur-Mer.

#### Autres voies de communication
La ville est le point de départ ou d'arrivée de deux routes cyclables européennes majeures : la LF1 jusqu'au Helder aux Pays-Bas, et l'Euroroute R1, commune avec la route précédente jusqu'à La Haye, et qui bifurque ensuite à l'est pour rejoindre l'Allemagne, la Pologne et les pays baltes jusqu'à Saint-Pétersbourg.
L'EuroVelo 4 qui relie la Bretagne à l'Ukraine, passe également par Boulogne-sur-Mer. Cette dernière, appelée la Vélomaritime en France, longe les côtes de la Manche.

### Risques naturels et technologiques

#### Risque inondation
À la suite du passage des tempêtes Ciarán, Domingos et Elisa et des inondations et coulées de boue qui se sont produites, la commune est reconnue, par arrêté du 14 novembre 2023, en état de catastrophe naturelle pour inondations et coulées de boue sur la période du 2 au 12 novembre 2023, comme 179 autres communes du département.

#### Risque sismique
Le risque sismique est faible sur l'ensemble du territoire communal (zone 2 sur 5 du zonage mis en place en mai 2011), comme dans la majorité du Pas-de-Calais. Une faille sismogène existe néanmoins en Belgique, parallèle à la frontière franco-belge. Dans l'Histoire, plusieurs tremblements de terre importants semblent avoir eu un épicentre dans le pas de Calais, entre la France et l'Angleterre. Parmi eux, le tremblement de terre du 6 avril 1580 a touché Boulogne-sur-Mer et Calais ainsi qu'un petit tsunami qui aurait mis en difficulté des navires en mer, mais dans cette région qui a subi de nombreuses guerres, il reste peu de témoignages précis de cette époque. Plus récemment, le 19 septembre 1810, un petit tsunami a également touché le port de Boulogne-sur-Mer, évalué de degré 3 par le BRGM, c'est-à-dire d'une intensité assez forte, pouvant causer des inondations des côtes en pente douce, l'endommagement de constructions légères près des côtes ou encore l'inversion des cours d'eau dans les estuaires jusqu'à une certaine distance en amont.

## Toponymie

### Attestations anciennes
Le nom de la localité est attesté sous les formes Portus Itius en 54 av. J.-C. Τὸ Ἰτιον, Gesoriacum, Portus Morinorum Britannicus au Ier siècle ; Γησοῤῥιακον , Portus Gessoriocensis au IIe siècle ; Gesoriacum quod nunc Bononia au IIIe siècle ; Bononia Oceanen, Bolonia quam Galli prius Gesoriacum vocabant au IVe siècle ; Βόνωνία, Βουϐωνία πόλις τῆς Γαλατίας en 408 ; Civitas Bononiensium, Portus Œpatiaci au Ve siècle ; Bolungne, Bolunenes au XIIe siècle ; Boloigne en 1259 ; Boloingne de 1263 à 1270 ; Bouloigne, Bouloignhe en 1295 ; Bouloinghe, Boulogne-sour-le-meir en 1296 ; Boloigne-sur-la-mer au XIIe siècle ; Bouloine en 1319 ; Boulloigne en 1347 ; Boulonne en 1360 ; Boulonia en 1372 ; Boulongne en 1376 ; Bouloigna en 1478 ; Bulloyne en 1545 ; Boullongn, Bollongn en 1556 ; Boloigne, Bolloigne au XVIe siècle ; Beunen ou Bouloigne en 1660 ; Port-de-l’Union.

### Étymologie

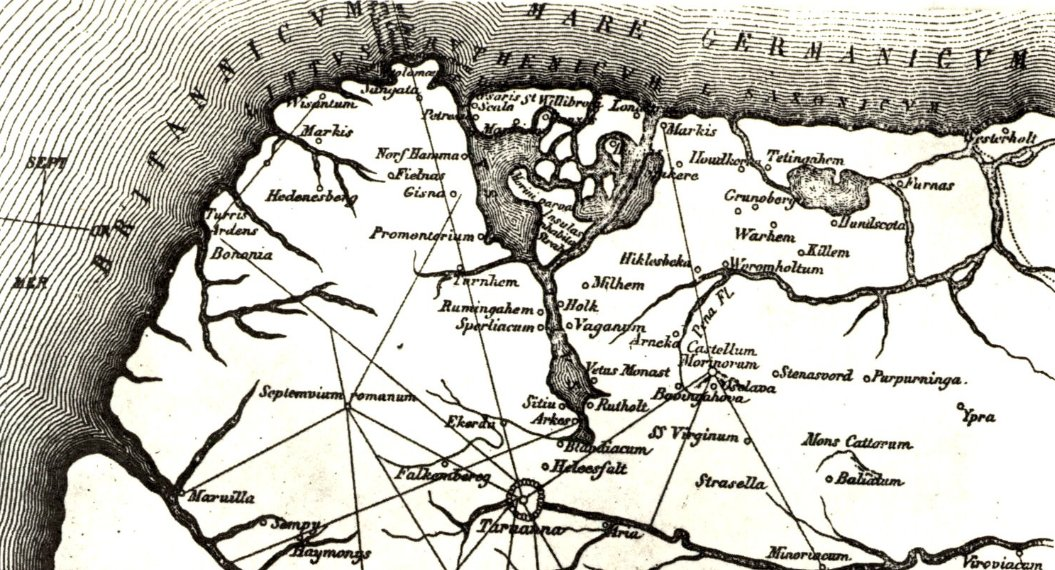
Au Moyen Âge, Taruanna (devenu Thérouanne) est le centre névralgique régional et Boulogne est encore nommée « Bononia » (copie d'une carte ancienne, exécutée au XVIIe siècle).

Des toponymistes comme Albert Dauzat ou des historiens comme Camille Jullian ont rapporté le nom de Portus Itius, un port ainsi dénommé par Jules César, à la ville de Boulogne, bien que les recherches d’Albert Grenier prenant en compte le littoral du nord de la France à cette époque, les différentes répliques de cartes anciennes, et l'étymologie des noms des villes voisines, placent plus probablement la ville de Saint-Omer alors Sithiu, au titre de Portus Itius. Ernest Nègre quant-à-lui se contente des formes du type Bononia attestées à partir du IVe siècle.
En revanche, Gesoriacum est clairement identifié à Bononia dans les phrases latines Gesoriacum quod nunc Bononia du IIIe siècle et Bolonia quam Galli prius Gesoriacum vocabant du IVe siècle (voir supra). Il s'agit d’une formation toponymique en -(i)acum, suffixe gaulois (celtique) de localisation puis de propriété, précédé du radical gaulois gaiso- > geso- « javelot » (cf. vieil irlandais gae, moyen gallois gwaew, moyen breton goa « lance »), mais le -r- intermédiaire (intervocalique) n'est pas expliqué. On le retrouve également dans l'anthroponyme gaulois Gesorius.
Ensuite Bononia devient Bolonia par dissimilation à partir du IIIe siècle, c'est une formation toponymique probablement issue elle aussi du gaulois (celtique) bona « fondation, ville » (cf. vieil irlandais bun, gallois bon « base, souche, partie postérieure »), appellatif toponymique fréquent, suivi d’un suffixe -onia, et également à l'origine du nom de la ville italienne homonyme Bologne,,, ainsi que de très nombreux toponymes et microtoponymes Boulogne en France, dont certains sont identifiés par des formes anciennes du type Bononia.
Pendant la Révolution française, la ville fut appelée de manière transitoire Port-de-l'Union.
Le nom picard de la ville est Boulonne ou Boulonne-su-Mér, et son nom flamand est Bonen.

### Noms dérivés de celui de Boulogne
Boulogne-sur-Mer a donné son nom à la région naturelle du Boulonnais, qui regroupe plusieurs communes proches de Boulogne-sur-Mer. Les habitants de la ville et de cette région sont aujourd'hui appelés les Boulonnais.
Boulogne-Billancourt, ville de région parisienne, doit son nom à Boulogne-sur-Mer. En effet, Boulogne-la-Petite, créée en 1330 pour proposer des pèlerinages mariaux plus près de Paris que ceux très populaires du Boulonnais, est devenue en 1790 Boulogne-sur-Seine, puis en 1926 Boulogne-Billancourt.
Boulogne-sur-Mer est souvent appelée simplement Boulogne par la population locale et sur certains panneaux signalétiques. Le nom défini par le code officiel géographique, Boulogne-sur-Mer, est surtout utilisé de façon administrative ainsi qu'à l'échelle nationale pour la distinguer de Boulogne-Billancourt.
Une ville d'Argentine de la banlieue nord de Buenos Aires porte le nom de Boulogne Sur Mer, ainsi qu'une rue du quartier de Balvanera de Buenos Aires, en hommage à la ville française où mourut en exil, en 1850, le général José de San Martín, héros de l'indépendance argentine.
En Espagne, en Andalousie, Bolonia est le nom d'un port sur la côte du détroit de Gibraltar. Une ville romaine antique avait été fondée non loin, à Baelio Claudia, basée sur la pêche et la salaison de thons pour l'exportation. cf. le musée sur place.

## Histoire

### Premières occupations humaines et Antiquité
Après une probable occupation préhistorique, le site est habité par les Morins, peuple celte.
Boulogne est dès l'Antiquité l'une des villes les plus importantes du nord de la Gaule. Elle est desservie par d'importantes voies de communication, comme la via Agrippa de l'Océan vers Rome (passant par l'actuelle région parisienne et Lyon, alors capitale de la Gaule).
C'est à Boulogne que les Romains, sous l'ordre même de Caligula selon Suétone (Vie de Caligula, chap. XLVI), construisent vers l'an 39 une tour « d'une hauteur prodigieuse… à l'instar du Pharos » en vue d'une campagne contre les Celtes du pays de Galles, les Silures.
En 43, la flotte militaire de l'empereur Claude, la Classis Britannica, dont les casernements sont installés au nord de la ville fortifiée (à l'emplacement actuel du parking de l'Enclos de l’Évêché), conquiert définitivement et entièrement l'ile de Bretagne (actuelle Grande-Bretagne).
Boulogne est d'abord nommée en latin Gesoriacum sous l'empereur Claude, puis Bononia ou Bolonia (nom d'origine celtique) vers le IIIe siècle.
À la fin du IIIe siècle, le préfet Carausius, d'origine ménapienne, commandant de la flotte de Gesoriacum s'allie aux Francs, fait sécession de l'empire et prend le contrôle de la Bretagne et du Nord de la Gaule.

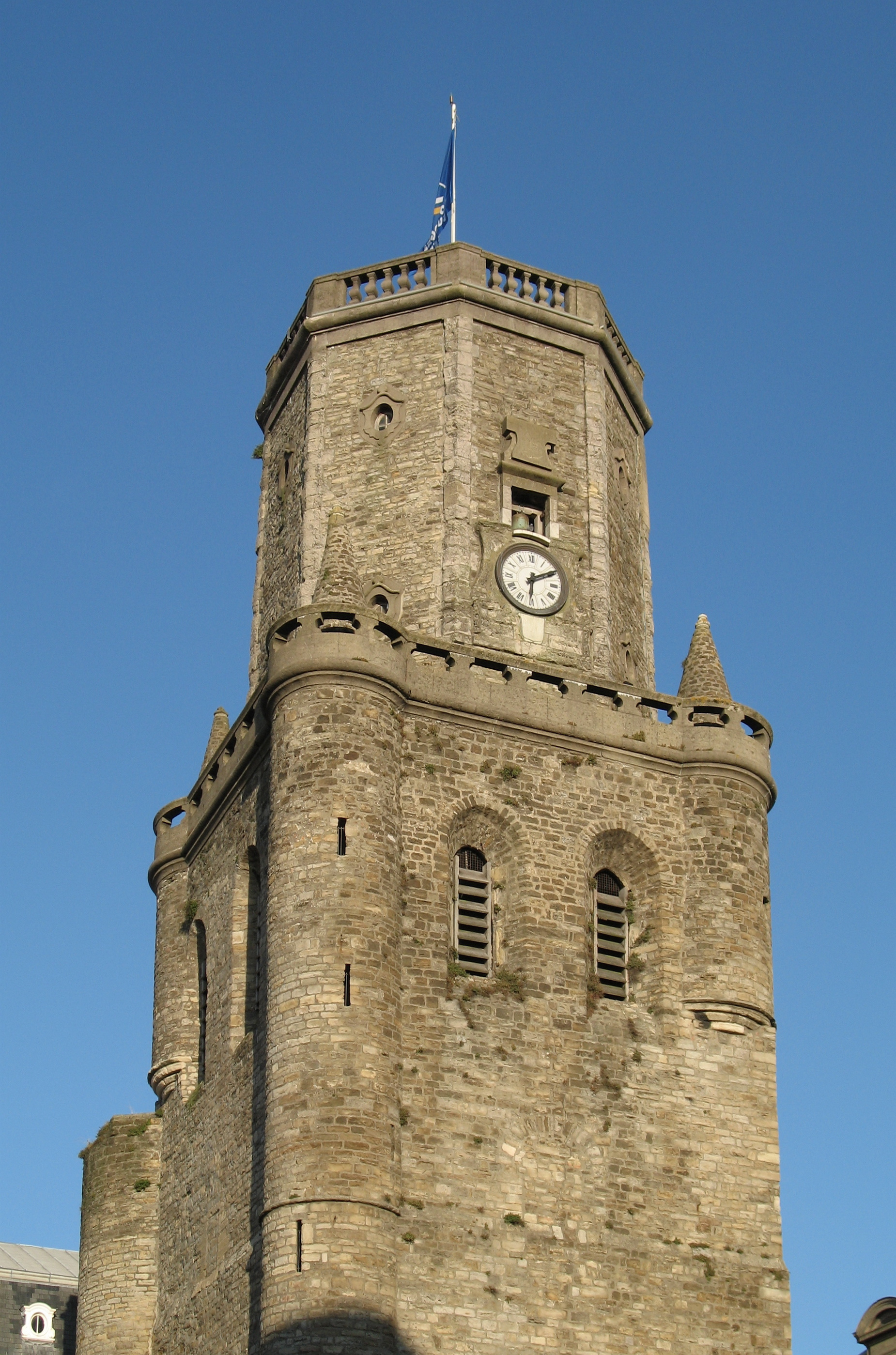
Le beffroi (1191-1214).

### Moyen Âge
Au Moyen Âge, Boulogne est le siège du comté de Boulogne. Un de ses comtes, Eustache II as grenons (« aux belles moustaches »), envahit l'Angleterre avec le duc de Normandie Guillaume. Il est le mari de sainte Ide et le père de Godefroy de Bouillon. Un autre, Étienne de Blois, est roi d'Angleterre au XIIe siècle. Alphonse de Portugal, mari de la comtesse de Boulogne Mathilde II, est roi de Portugal. Baudouin de Boulogne, comte de Boulogne, frère de Godefroy de Bouillon, est le premier roi chrétien de Jérusalem.
Au XIVe siècle, des architectes originaires de Boulogne s'illustrent en Allemagne : Henri Arter, né à Boulogne en 1321, a été maître des œuvres de sa ville natale en 1350. Mort en 1381, on lui attribue les plans de la cathédrale d'Ulm. Il aurait également travaillé à la cathédrale de Prague avec Pierre Arter, probablement son fils. Pierre Arter aurait succédé à Mathieu d'Arras ou à son successeur comme maître d'œuvre de la dite cathédrale qu'il termina en 1386, de même que le château de Karlstein également commencé par Mathieu d'Arras.

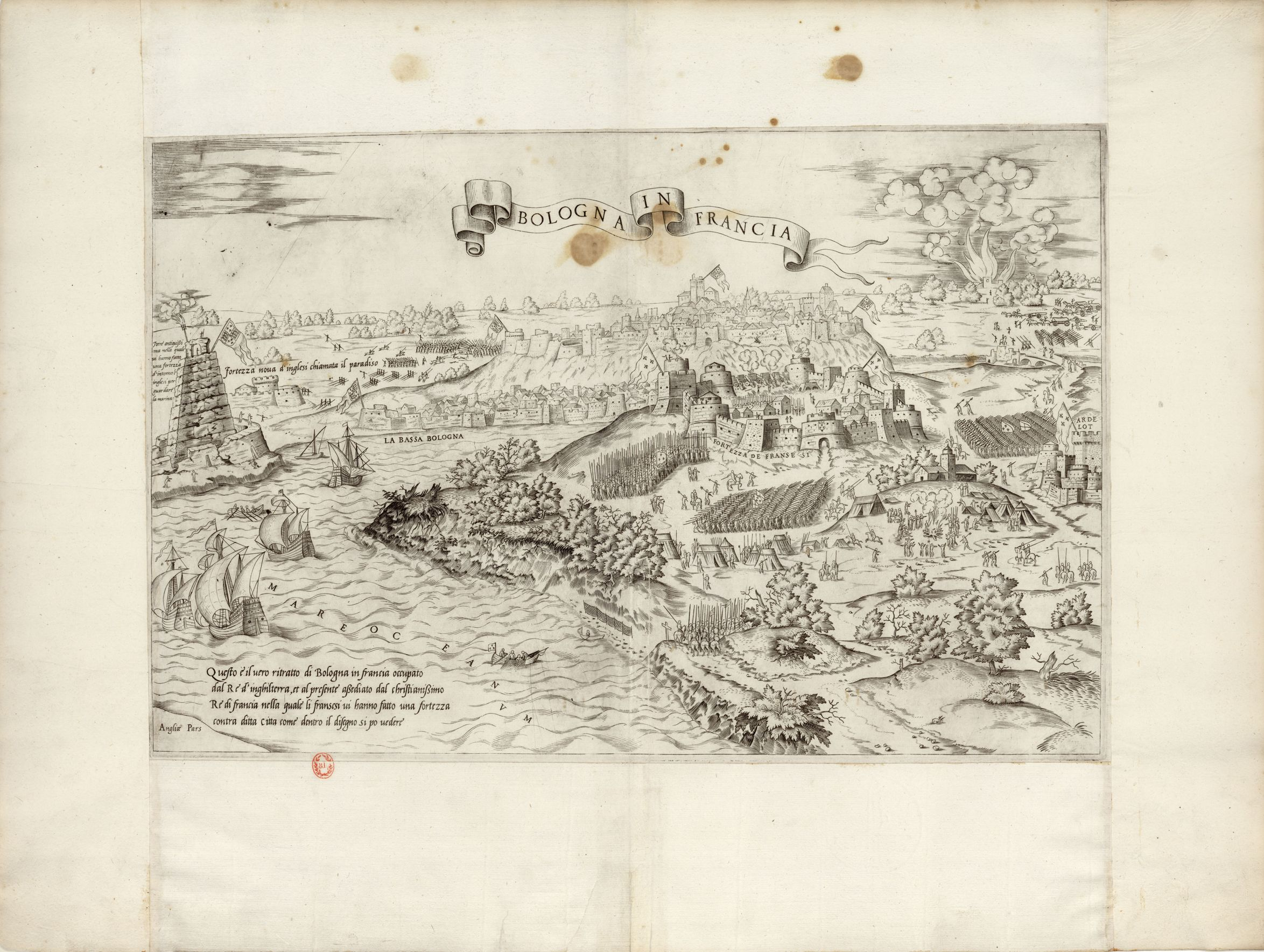
Vue de Boulogne-sur-Mer assiégée par les Français en août 1549.

En 1477, la victoire du roi Louis XI sur le duc de Bourgogne Charles le Téméraire permet le rattachement du comté de Boulogne au royaume de France, il est inclus jusque 1789 dans la généralité d'Amiens.

### Époque moderne
Boulogne est attaquée à trois reprises par les Anglais depuis l'enclave de Calais pendant la première moitié du XVIe siècle. Il faut attendre le siège mené par Henri II (en 1549 et 1550) et le traité d'Outreau, signé le 24 mars 1550 (rachat de 400 000 écus d'or), pour que la ville redevienne française. Ronsard y fait allusion dans son Hymne d'Henri II :
« Et sans en faire bruit, par merveilleux effortz,
Tu avois ja conquis de Boulongne les forts,
Et par armes contraint cette arrogance Angloise
A te vendre Boulongne et la faire Françoise. »
(v. 1581-1584)

Profils des deux villes de Boulogne-sur-Mer en Picardie, par Bernard de Montfaucon, 1724.

En 1662, les Boulonnais, bourgeois et paysans, se révoltent contre le roi de France, en raison de la pression fiscale accrue et des réquisitions pour le financement des guerres incessantes.
La révolte des Lustucru est soutenue en sous-main par les agents du roi d'Espagne, avec qui la guerre reprend en 1667. En effet, jusqu'à 1678 (paix de Nimègue), la frontière entre le royaume de France et les Pays-Bas espagnols passe encore entre Longueville et Escœuilles. Le pouvoir central exerce alors une répression féroce dans la région : de nombreux habitants des campagnes sont massacrés. Trois mille survivants, qui n'ont pu s'enfuir de l'autre côté de la frontière, sont envoyés aux galères.
Au XVIIIe siècle, Boulogne est un port de pêche en déclin (hareng à l'automne et maquereau au printemps), qui voit la montée en puissance de la contrebande entre l'Angleterre et la France. Cette fraude, appelée smogglage, concerne surtout des produits courants (thé, tissus) ou des alcools (eaux-de-vie, vins, genièvre), surtaxés en Angleterre. Encouragé par les autorités françaises, ce trafic atteint des sommets dans les années 1780, avec près de six millions de livres de rapport annuel, contre 500 000 livres pour toutes les pêches.
Durant ce siècle, les corsaires boulonnais sont très actifs, notamment pendant la guerre de Succession d'Espagne (1701 à 1714), la guerre de succession d'Autriche (1740-1748) et la Guerre de Sept Ans (1756 à 1763).

### Époque contemporaine

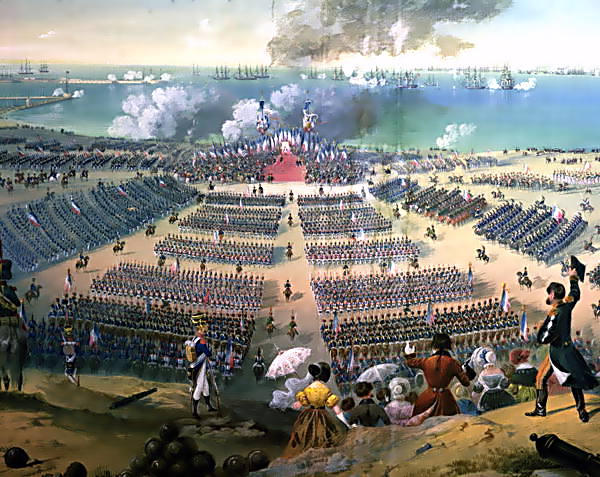
Inspection de l'armée le 15 août 1804 - Peinture anonyme.

Le 21 juillet 1798, vente à l'encan de la cathédrale, du palais épiscopal et des dépendances pour la somme de 510 000 francs. Tout est démoli pierre à pierre par les adjudicateurs. Le 19 juin 1800, la première vaccination contre la variole en France est effectuée sur trois petites filles de la rue des Pipots : Mlles Beugny, Hédouin et Spitalier.
Les corsaires boulonnais font de nombreuses prises et annoncent les grands succès durant la Révolution française et l'Empire, emmenés par le fameux baron Bucaille (Jacques-Oudart Fourmentin).
C'est autour de Boulogne que Napoléon Ier assemble entre 1803 et 1805 l'armée des côtes de l'Océan ou « Grande Armée » ; la deuxième distribution de la Légion d'honneur a lieu au camp de Boulogne, le 16 août 1804.
Boulogne-sur-Mer bénéficie de grands travaux portuaires. Cet ensemble de structures passe pour être à l'origine de la prospérité de Boulogne au XIXe siècle. L'idée d'un débarquement en Angleterre fut abandonnée en août 1805, Napoléon préféra envoyer son Armée soutenir la campagne d'Allemagne (victoire de la bataille d'Austerlitz).
La « Société humaine de Boulogne », première société en France chargée de la surveillance des plages et des baigneurs, est créée en 1825, elle devient la « Société Humaine et des Naufrages » dont la mission est le sauvetage en mer, elle est devenue, de nos jours, la Société nationale de sauvetage en mer (SNSM).
Puis le XIXe siècle est marqué par différents projets d'aménagement qui accompagnent la croissance de la ville et le développement du tourisme balnéaire :
- en 1825 est inauguré le Palais de Neptune[92], premier établissement marquant le début d'un essor rapide de la vogue des bains de mer ;
- la ligne de chemin de fer Paris - Amiens - Boulogne est achevée en 1848, (le maire Alexandre Adam joue un rôle central dans cette réalisation) et celle Boulogne - Calais (qui traverse le coteau de la haute-ville par les tunnels de la Hauteville et d'Odre) est mise en service en 1867 par la Compagnie des chemins de fer du Nord ;
- le 19 juin 1863, un casino municipal, à orientation très mondaine et pourvu d'équipements d'hydrothérapie en sous-sols, est inauguré ;
- un réseau de tramway fonctionne de 1881 à 1897, avec une ligne hippomobile à voie normale, puis, jusqu'en 1951, deux lignes de tramways électriques[93].

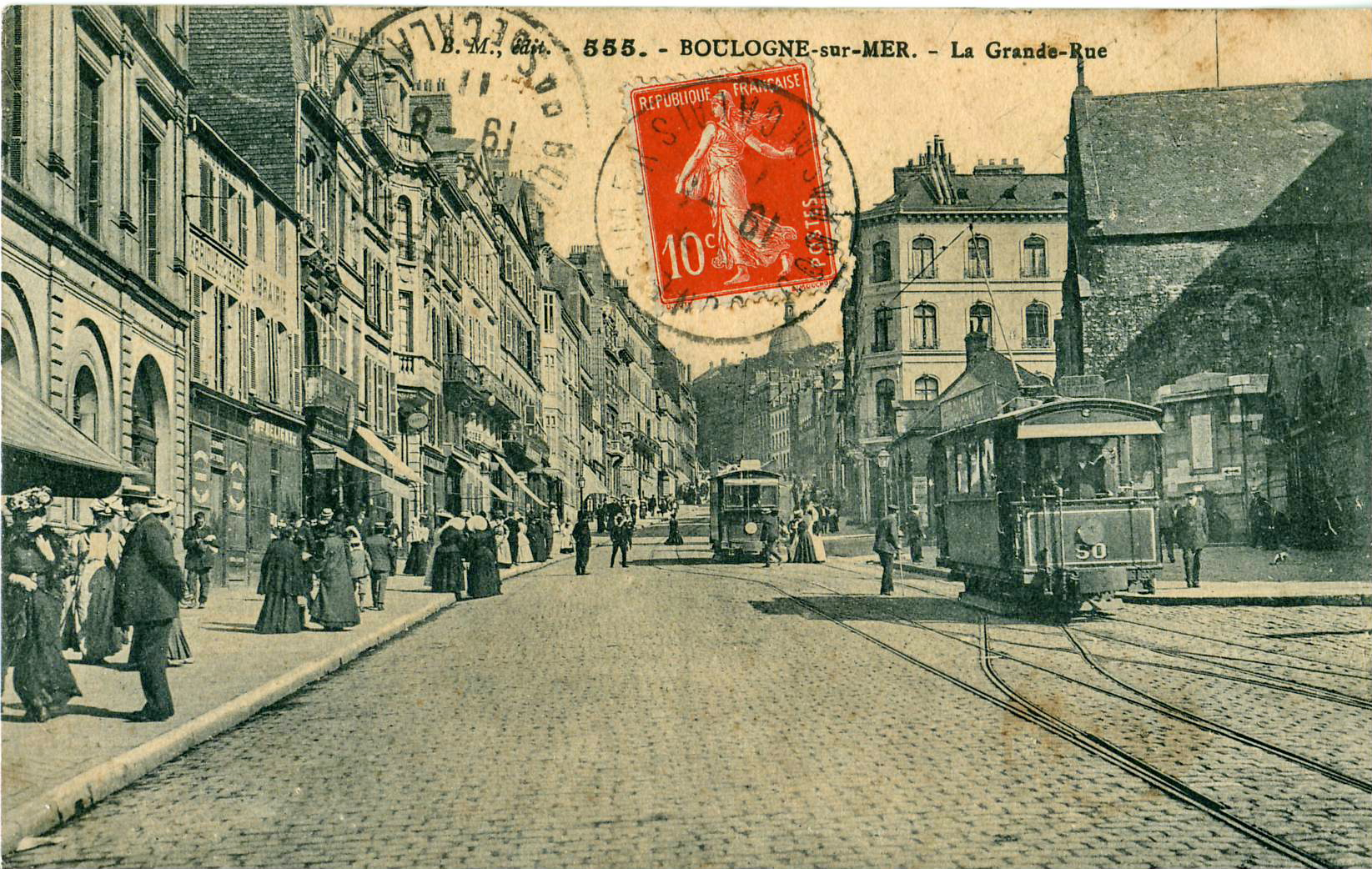
Le tramway dans la Grand Rue (centre-ville).
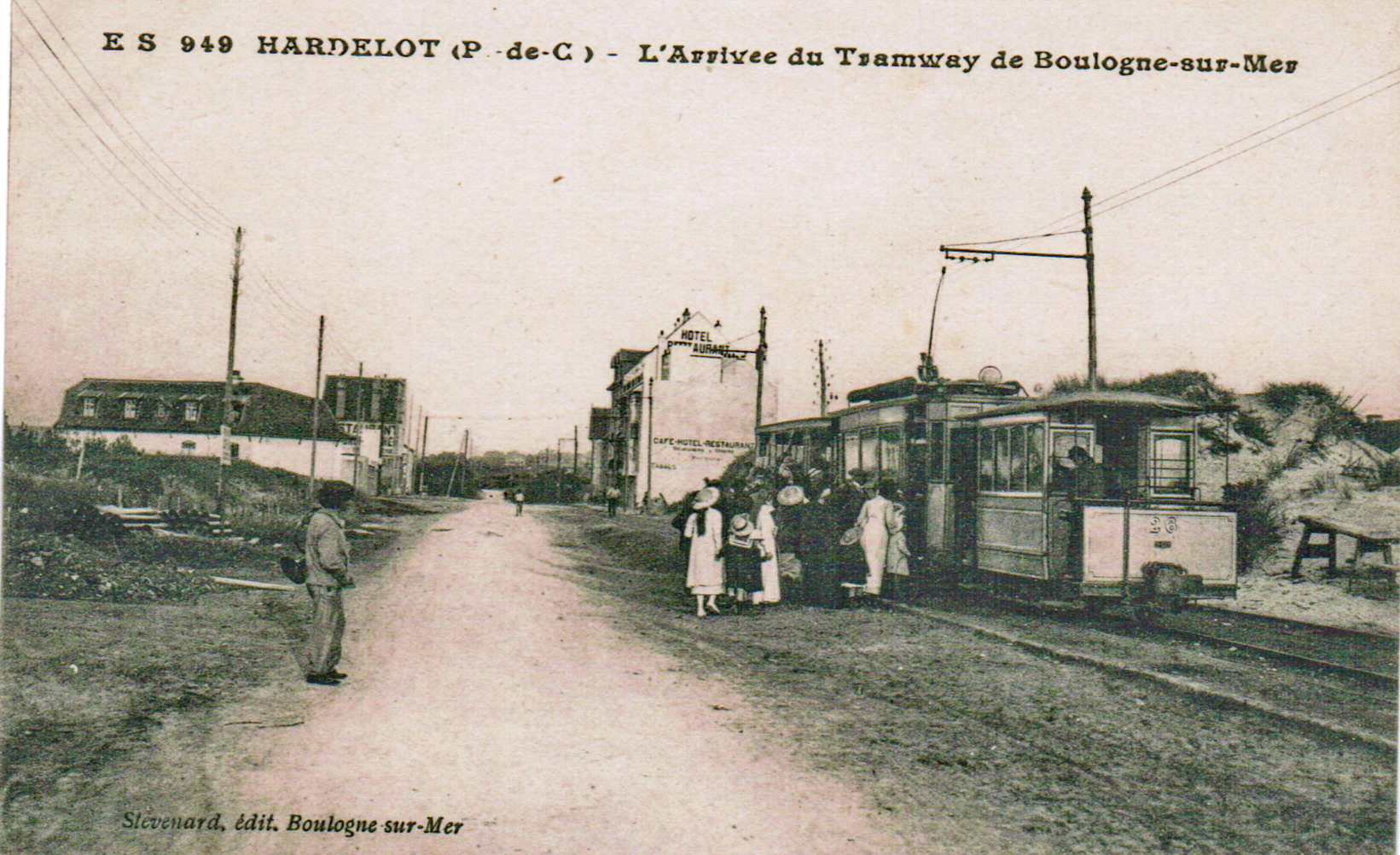
Le tramway de Boulogne à son terminus de Hardelot, avant 1914.
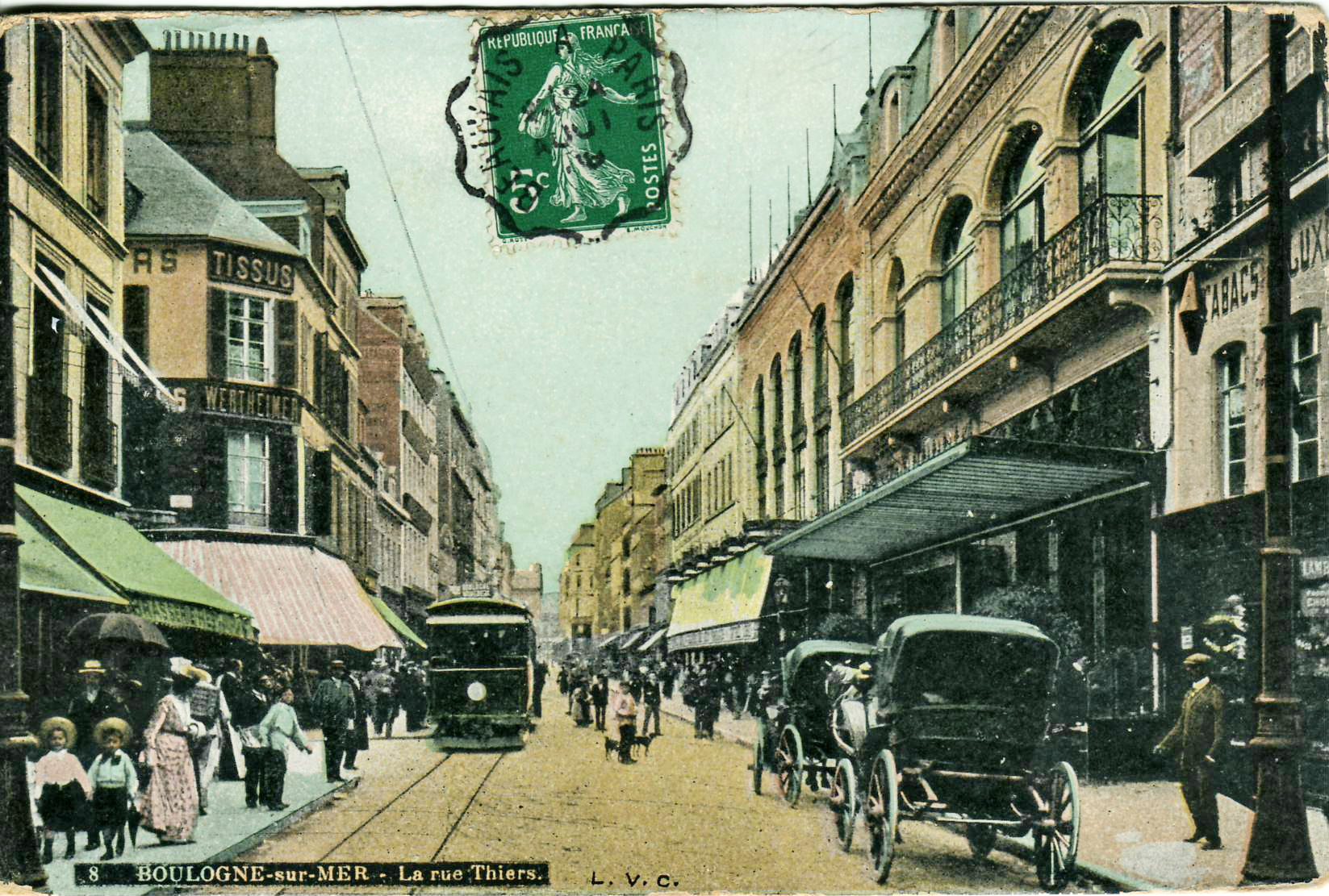
Le tramway dans la rue Thiers (centre-ville).
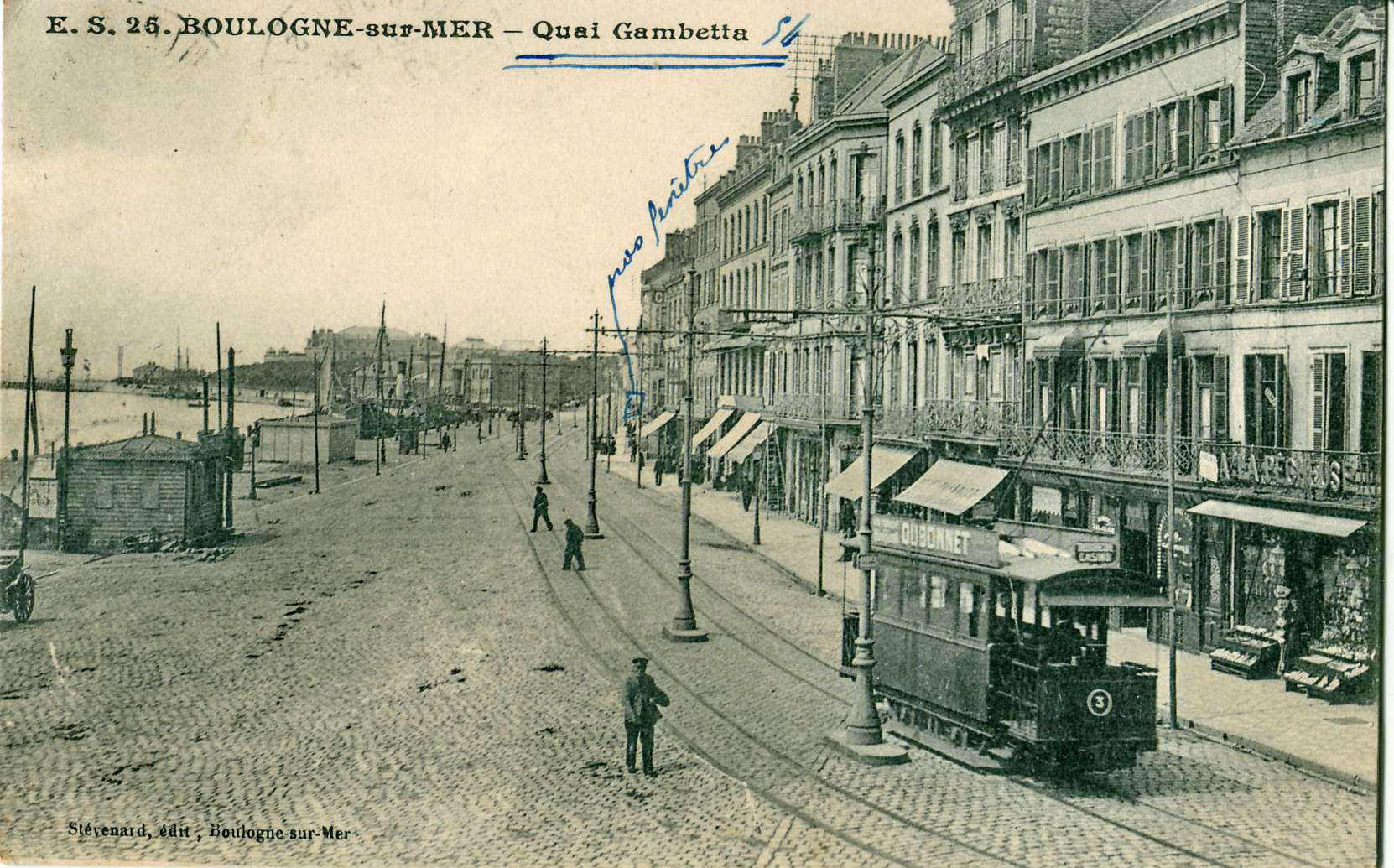
Un tramway sur le quai Gambetta.
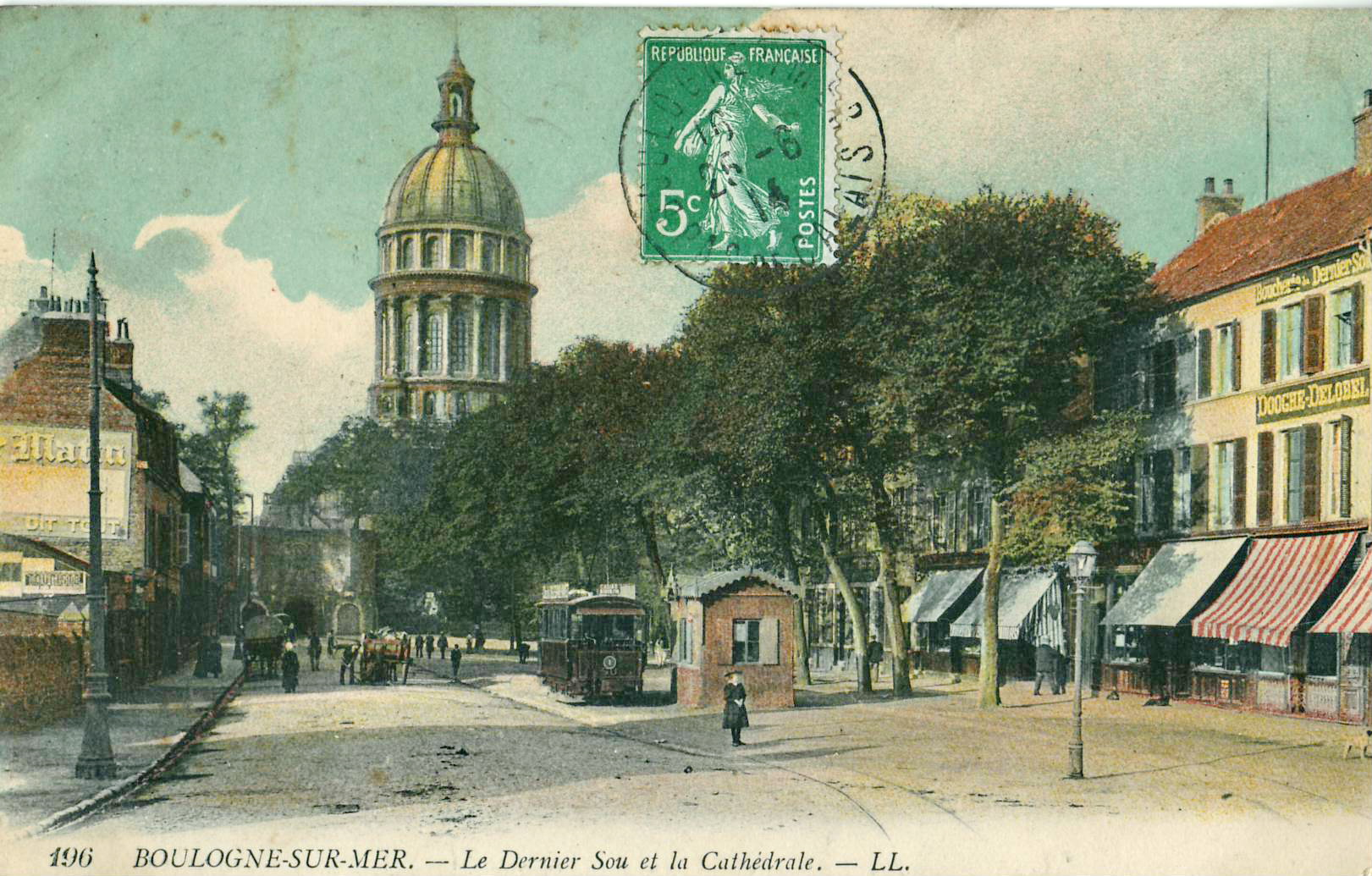
Le tramway dans le quartier du Dernier Sou.

En 1894, Boulogne-sur-mer réunit 150 médecins au premier congrès international des bains de mer et d'hydrologie, autrement dit de thalassothérapie. La ville fait figure de pionnière avec Dieppe et Trouville dans l'usage des bains de mer, pour améliorer la santé dans un premier temps.
Boulogne devient le premier port de pêche français et une station balnéaire très attractive, grâce notamment aux bains de mer, directement importés d'Angleterre. Jusqu'en 1885, Boulogne est la ville la plus peuplée du département et l'une des villes les plus peuplées de la région (deuxième derrière Lille jusqu'en 1850). On compte, en 1854, 5 000 Anglais (et jusqu'à 15 000 en été) sur plus de 30 000 habitants.

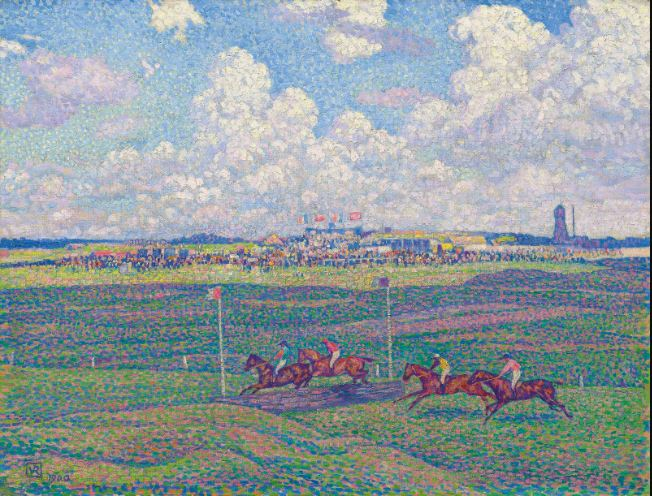
Champ de course à Boulogne-sur-Mer
Théo Van Rysselberghe, 1900
Collection privée

Comme de nombreux ports le long de la côte, Boulogne-sur-Mer est devenue une station balnéaire populaire pour les Parisiens fortunés, après l’arrivée d’une liaison ferroviaire vers la capitale. C’était également l’un des principaux ports pour les services de ferry transmanche vers l’Angleterre, ce qui a entraîné le développement d’une industrie touristique florissante dans la ville. Le peintre belge Van Rysselberghe s'est installé en 1899 dans la petite ville d’Ambleteuse probablement pour assister aux courses, qui étaient un événement sportif social populaire au tournant du siècle.

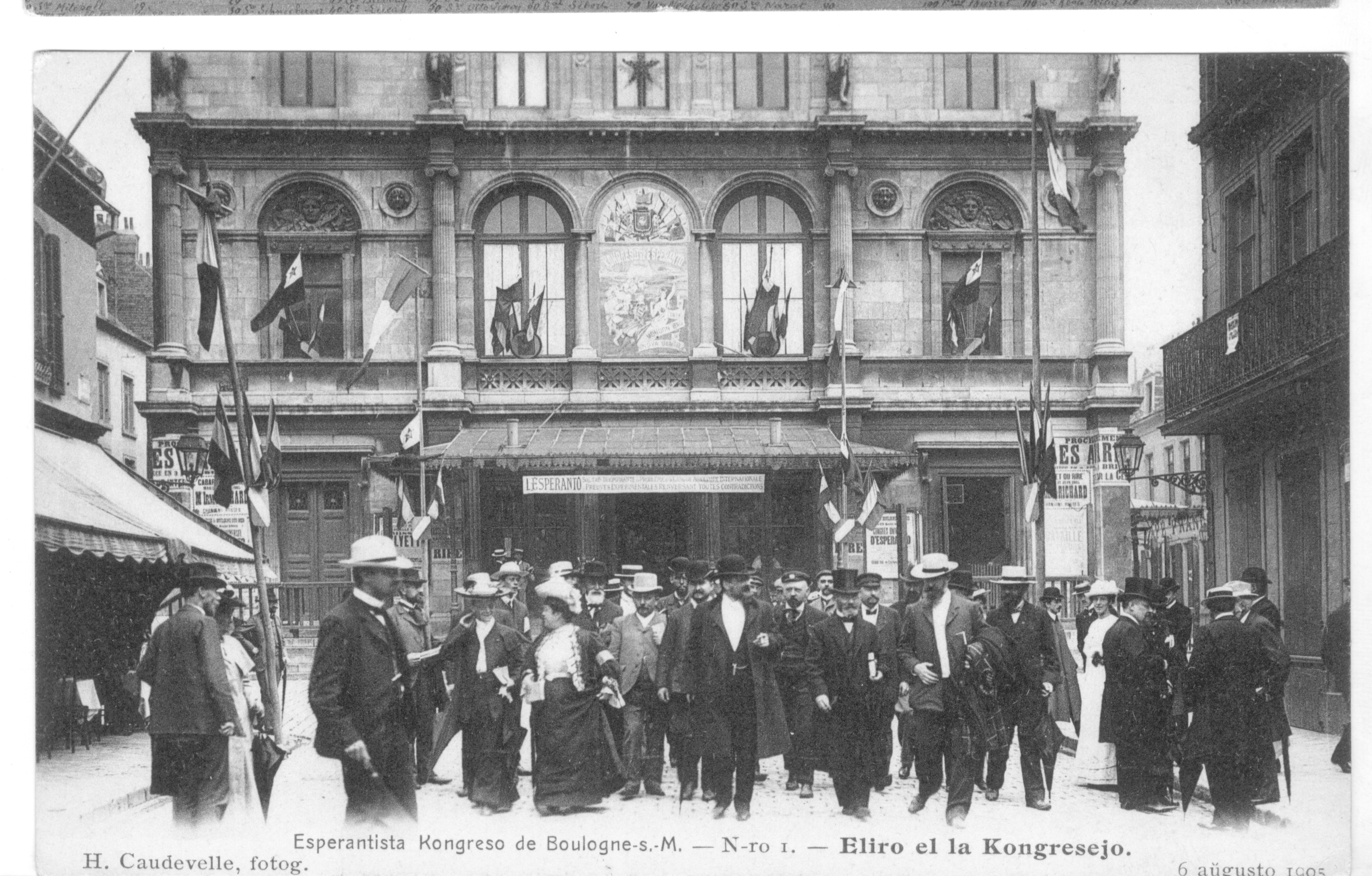
Espérantophones devant le palais des Congrès en 1905.

En 1905, a lieu à Boulogne-sur-Mer, le premier congrès mondial d'espéranto, en présence de Louis-Lazare Zamenhof, l'initiateur de l'espéranto, avec 688 participants de vingt pays,.

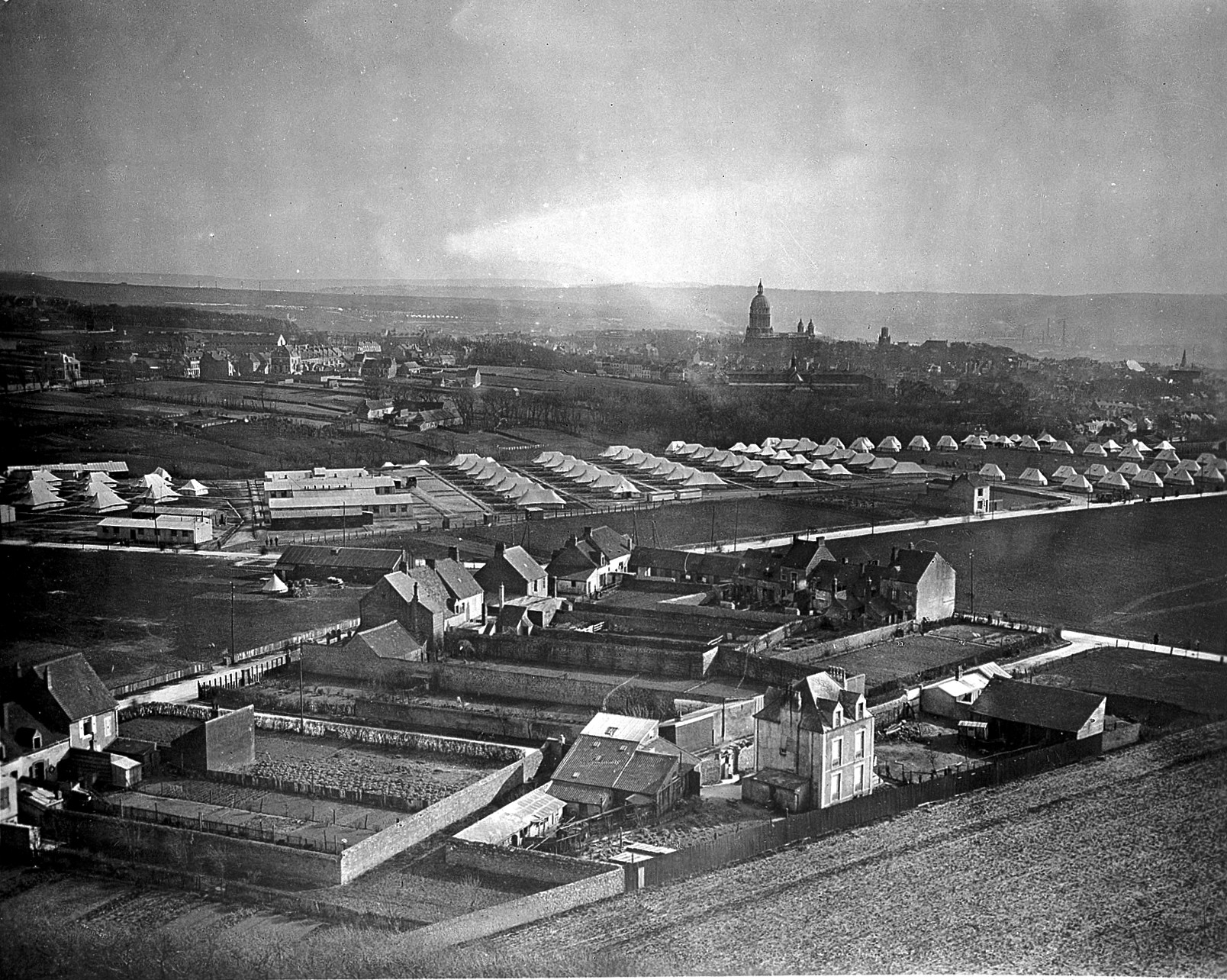
Zone de repos et de soins de Boulogne lors de la Première Guerre mondiale, photographiée depuis la colonne de la Grande Armée.

Le 21 septembre 1909, le capitaine Ferber, pionnier de l'aviation, se tue lors d'un meeting aérien.
Lors de la Première Guerre mondiale, la ville se trouve assez loin du front pour être épargnée mais les populations souffrent et en conservent des séquelles visibles sur le monument aux Morts. La ville sert de cantonnement des alliés, en particulier des Britanniques, mais aussi de zone de repos et de soins. Demeure aussi un dépôt de munitions immergées en mer non loin du port. Pendant le conflit, des camps travailleurs chinois venus travailler en France (notamment du corps de travailleurs chinois travaillant pour l'armée britannique) sont installés autour de la ville. C'est à Boulogne que les premières troupes américaines, menés par John Pershing, débarquent en France dans la liesse populaire, le 13 juin 1917, deux mois après leur entrée officielle en guerre.
La commune est décorée de la croix de guerre 1914-1918 par décret du 4 novembre 1919, distinction également attribuée à 276 autres communes du Pas-de-Calais.
Tout au long de la guerre, est installé à Boulogne un important hôpital militaire britannique. Le cimetière britannique situé le long du Cimetière de l'Est comporte plus de 5 000 tombes de soldats du Commonwealth morts dans cet hôpital.
Pendant la Seconde Guerre mondiale, la ville est assiégée en mai 1940 par les Allemands pour empêcher le transit de soldats et de matériel entre la France et l'Angleterre.
Le 17 décembre 1940, les juifs de Boulogne-sur-Mer, juifs de familles de vieille souche française, et de Béthune sont internés dans un camp à Troyes.

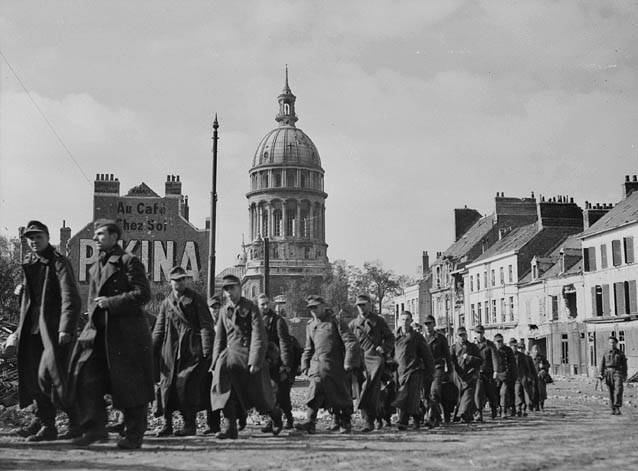
Prisonniers de guerre allemands marchant dans Boulogne après sa libération par les Canadiens en 1944.

Par la suite, les Boulonnais furent très actifs contre l'occupant allemand : dès septembre 1941, intervenaient les premiers sabotages par ce qui allait devenir le front national de la résistance de Boulogne, créé par Roger Thierry, Eugène Blamangin et Émile Popelier, qui regroupa jusqu'à quatre cents résistants encadrés par Firmin Blondeel et Louis Fourrier. Les Allemands comme les Alliés épargnent la ville fortifiée et ses monuments, ainsi que les maisons bourgeoises de l'ancien rivage. Cela n'empêche pas la ville d'être violemment bombardée entre 1943 et 1944, en particulier les quartiers Capécure et Saint-Pierre qui sont presque entièrement rasés, ce qui explique l'architecture typique de l'après-guerre qui caractérise aujourd'hui ces quartiers.
Boulogne, tenue par une garnison de 10 000 Allemands commandée par Ferdinand Heim, est libérée entre le 17 et le 23 septembre 1944 au cours de l'opération Wellhit, par des Canadiens qui ont surpris les Allemands en arrivant au cœur de la citadelle par un souterrain secret.
À la fin de la guerre, Boulogne est détruite à 85 %. La ville qui comptait plus de 52 000 habitants en 1939, n’en avait plus que 16 000 en 1945. De fin 1940 à 1944, les Boulonnais dormaient le plus souvent dans des caves. Le réalisateur Alain Resnais évoque ce traumatisme dans son film Muriel ou le Temps d'un retour.
La commune est décorée de la croix de guerre 1939-1945 le 11 novembre 1948, distinction également attribuée à 28 autres communes du Pas-de-Calais, et de l'ordre national de la Légion d'honneur le 10 juillet 1947.

### Début duXXIesiècleet déclin économique
Les dernières décennies du XXe siècle sont marquées par le déclin de l'une des villes les plus dynamiques du pays jusque-là. La population, l'activité touristique et les revenus des habitants baissent, le taux de chômage et le taux de pauvreté augmentent et le port de Boulogne, poumon économique de la ville, souffre de la concurrence.
De nombreuses entreprises ferment. Celle qui a le plus marqué est celle des hauts fourneaux de la Comilog en 2003. Ils fabriquaient du ferromanganèse et était l'un des sites de production les plus importants du monde. Outre le licenciement des employés, le trafic du port de commerce est réduit de 60 %, ce qui fait passer le port de Boulogne à la vingtième place des ports de commerce français ; la communauté d'agglomération du Boulonnais est également privée de plusieurs millions d'euros de taxe professionnelle.

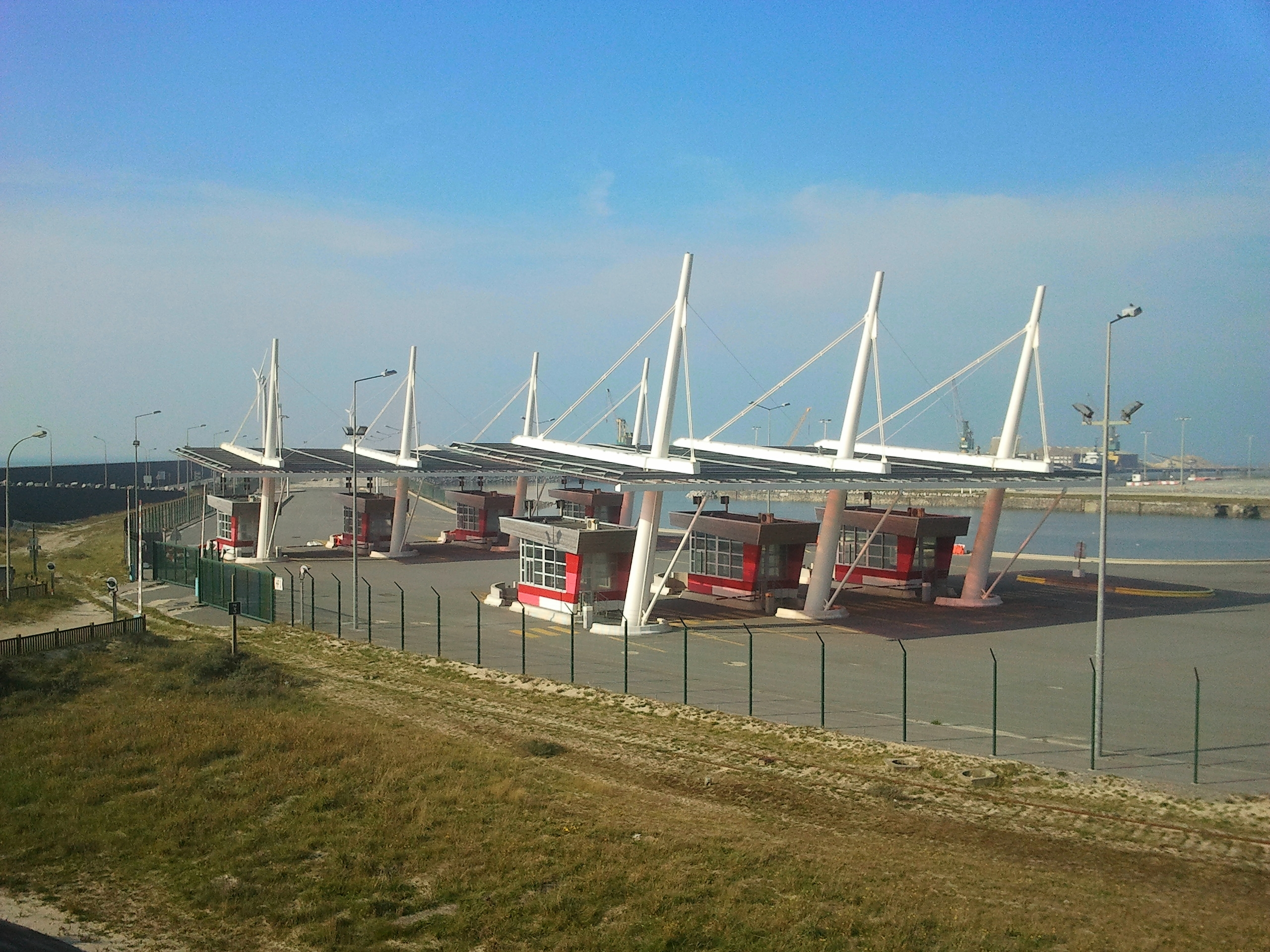
Construit en 2009 pour 46 millions d'euros, le hub port n'a quasiment jamais été utilisé.

La forte baisse du trafic du port du commerce (causée par ces fermetures) et du trafic des voyageurs vers l'Angleterre due à la concurrence face au port de Calais et à l'ouverture du tunnel sous la Manche. En 2007, la CCI de Boulogne, gestionnaire du port, soutenue par la région Pas-de-Calais, semble avoir gain de cause. Un hub port destiné aux escales BGV et aux marchandises remplace la moitié des 40 ha de la friche Comilog, le reste est utilisé pour des entreprises halieutiques.
D'après une étude de la DIRECCTE parue en avril 2015, le Boulonnais est l'une des zones de la région et du pays les plus en déclin depuis les années 1960. La croissance économique est l'une des plus faibles et devrait le rester jusque 2030, selon la DIRECCTE et l'INSEE. C'est également la seule zone au sein du Nord-Pas-de-Calais à ne pas avoir tiré profit de la reprise économique dans les années 2000. Depuis la crise de 2008, l’activité économique a encore reculé de 8,6 % contre 4,5 % au niveau régional.
La situation économique de la ville est longuement abordée dans le film Chante ton bac d'abord sorti en 2014.

## Politique et administration
Boulogne-sur-Mer est le siège de la communauté d'agglomération du Boulonnais et du regroupement de trois structures intercommunales appelé Pays Boulonnais.
Le territoire de la commune est divisé en plusieurs parties, chacune rattachée à un canton : d'abord en deux de 1868 à 1984, puis en trois jusqu'en 1991, puis en quatre jusqu'en 2014. Aujourd'hui, à la suite du redécoupage cantonal visant à réduire le nombre de cantons, la ville est divisée en deux :
- le nord de la ville (quartiers Gambetta, Saint-Pierre, Chemin-Vert, Beaurepaire et une partie du centre-ville et du Dernier-Sou) abritant 23 904 habitants en 2012 (soit 56 % de la population de la ville) appartient au canton de Boulogne-sur-Mer-1 ;
- le sud de la ville (quartiers Capécure, Bréquerecque, Vieille-ville et l'autre partie du centre-ville et du Dernier-Sou) abritant 18 881 habitants en 2012 (soit 44 % de la population de la ville) appartient au canton de Boulogne-sur-Mer-2.

### Tendances politiques et résultats
Comme de nombreuses villes de la région, Boulogne-sur-Mer est une ville de gauche, privilégiant les candidats de gauche aux élections présidentielles et les plébiscitant aux élections régionales, législatives et cantonales.
Parmi les personnalités politiques importantes ayant exercé à Boulogne-sur-Mer peuvent être citées Guy Lengagne, maire de Boulogne de 1977 à 1989 et de 1996 à 2002 et ministre de la Mer de 1983 à 1986, Frédéric Cuvillier, maire de Boulogne depuis 2002, député et ministre des Transports et de l'Économie maritime entre 2012 et 2014, et Jack Lang, plusieurs fois ministre et député à Boulogne-Nord (6e circonscription du Pas-de-Calais) de 2002 à 2012.
| Élections présidentielles, résultats des deuxièmes tours. | Élections présidentielles, résultats des deuxièmes tours. | Élections présidentielles, résultats des deuxièmes tours. | Élections présidentielles, résultats des deuxièmes tours. | Élections présidentielles, résultats des deuxièmes tours. | Élections présidentielles, résultats des deuxièmes tours. | Élections présidentielles, résultats des deuxièmes tours. | Élections présidentielles, résultats des deuxièmes tours. |
| Année | Élu                                                       | Élu                                                       | Élu                                                       | Battu                                                     | Battu                                                     | Battu                                                     | Participation                                             |
| --- | --------------------------------------------------------- | --------------------------------------------------------- | --------------------------------------------------------- | --------------------------------------------------------- | --------------------------------------------------------- | --------------------------------------------------------- | --------------------------------------------------------- |
| 2002 | 80,99 %                                                   | Jacques Chirac                                            | RPR                                                       | 19,01 %                                                   | Jean-Marie Le Pen                                         | FN                                                        | 70,59 %                                                   |
| 2007 | 46,67 %                                                   | Nicolas Sarkozy                                           | UMP                                                       | 53,33 %                                                   | Ségolène Royal                                            | PS                                                        | 78,28 %                                                   |
| 2012 | 61,83 %                                                   | François Hollande                                         | PS                                                        | 38,17 %                                                   | Nicolas Sarkozy                                           | UMP                                                       | 76,87 %                                                   |
| 2017 | 55,02 %                                                   | Emmanuel Macron                                           | EM                                                        | 44,98 %                                                   | Marine Le Pen                                             | FN                                                        | 69,74 %                                                   |
| 2022 | 47,68 %                                                   | Emmanuel Macron                                           | LREM                                                      | 52,32 %                                                   | Marine Le Pen                                             | RN                                                        | 61,59 %                                                   |
| Élections législatives, résultats des deux meilleurs scores du dernier tour de scrutin.                                                                                      |                                                           |                                                           |                                                           |                                                           |                                                           |                                                           |                                                           |
| Année | Élu                                                       | Élu                                                       | Élu                                                       | Battu                                                     | Battu                                                     | Battu                                                     | Participation                                             |
| Boulogne-sur-Mer est répartie sur plusieurs circonscriptions, cf. les résultats des .                                                                                        |                                                           |                                                           |                                                           |                                                           |                                                           |                                                           |                                                           |
| Avant 2010, Boulogne-sur-Mer est répartie sur plusieurs circonscriptions, cf. les résultats des .                                                                            |                                                           |                                                           |                                                           |                                                           |                                                           |                                                           |                                                           |
| 2002 | 56,04 %                                                   | Guy Lengagne                                              | DVG                                                       | 43,96 %                                                   | Jean-Pierre Pont                                          | UMP                                                       | 56,84 %                                                   |
| 2007 | 67,80 %                                                   | Frédéric Cuvillier                                        | PS                                                        | 32,20 %                                                   | Annick Valla                                              | UMP                                                       | 59,26 %                                                   |
| Après 2010, Boulogne-sur-Mer est répartie sur plusieurs circonscriptions, cf. les résultats de .                                                                             |                                                           |                                                           |                                                           |                                                           |                                                           |                                                           |                                                           |
| 2012 | 57,43 %                                                   | Frédéric Cuvillier élu au premier tour                    | PS                                                        | 18,55 %                                                   | Laurent Feutry                                            | NC                                                        | 54,31 %                                                   |
| 2017 | 59,75 %                                                   | Jean-Pierre Pont                                          | LREM                                                      | 40,25 %                                                   | Antoine Golliot                                           | FN                                                        | 39,98 %                                                   |
| 2022 | 49,72 %                                                   | Jean-Pierre Pont                                          | LREM                                                      | 50,28 %                                                   | Antoine Golliot                                           | RN                                                        | 38,27 %                                                   |
| 2024 | 48,06 %                                                   | Antoine Golliot                                           | RN                                                        | 51,94 %                                                   | Olivier Barbarin                                          | PS / NFP                                                  | 57,13 %                                                   |
| Élections européennes, résultats des deux meilleurs scores. |                                                           |                                                           |                                                           |                                                           |                                                           |                                                           |                                                           |
| Année | Liste 1re                                                 | Liste 1re                                                 | Liste 1re                                                 | Liste 2e                                                  | Liste 2e                                                  | Liste 2e                                                  | Participation                                             |
| 2004 | 37,15 %                                                   | Henri Weber                                               | PS                                                        | 12,07 %                                                   | Carl Lang                                                 | FN                                                        | 36,47 %                                                   |
| 2009 | 26,77 %                                                   | Gilles Pargneaux                                          | PS                                                        | 16,42 %                                                   | Dominique Riquet                                          | UMP                                                       | 33,64 %                                                   |
| 2014 | 33,44 %                                                   | Marine Le Pen                                             | FN                                                        | 18,77 %                                                   | Gilles Pargneaux                                          | UG                                                        | 38,25 %                                                   |
| 2019 | 32,78 %                                                   | Jordan Bardella                                           | RN                                                        | 17,88 %                                                   | Nathalie Loiseau                                          | LREM                                                      | 47,42 %                                                   |
| 2024 | 41,68 %                                                   | Jordan Bardella                                           | RN                                                        | 13,50 %                                                   | Raphaël Glucksmann                                        | PS / PP                                                   | 43,31 %                                                   |
| Élections régionales, résultats des deux meilleurs scores. |                                                           |                                                           |                                                           |                                                           |                                                           |                                                           |                                                           |
| Année | Liste 1re                                                 | Liste 1re                                                 | Liste 1re                                                 | Liste 2e                                                  | Liste 2e                                                  | Liste 2e                                                  | Participation                                             |
| 2004 | 57,14 %                                                   | Daniel Percheron                                          | PS                                                        | 25,09 %                                                   | Jean-Paul Delevoye                                        | UMP                                                       | 58,10 %                                                   |
| 2010 | 59,46 %                                                   | Daniel Percheron                                          | PS                                                        | 20,63 %                                                   | Valérie Létard                                            | MAJ                                                       | 43,55 %                                                   |
| 2015 | 62,08 %                                                   | Xavier Bertrand                                           | LR                                                        | 37,92 %                                                   | Marine Le Pen                                             | FN                                                        | 56,54 %                                                   |
| 2021 | %                                                         |                                                           |                                                           | %                                                         |                                                           |                                                           | %                                                         |
| Élections cantonales |                                                           |                                                           |                                                           |                                                           |                                                           |                                                           |                                                           |
| Année | Élu                                                       | Élu                                                       | Élu                                                       | Battu                                                     | Battu                                                     | Battu                                                     | Participation                                             |
| Boulogne-sur-Mer est répartie sur plusieurs cantons, cf. les résultats de ceux de Boulogne-sur-Mer-Nord-Est, Boulogne-sur-Mer-Nord-Ouest, Boulogne-sur-Mer-Sud et Le Portel. |                                                           |                                                           |                                                           |                                                           |                                                           |                                                           |                                                           |
| 2001 | %                                                         |                                                           |                                                           | %                                                         |                                                           |                                                           | %                                                         |
| 2004 | %                                                         |                                                           |                                                           | %                                                         |                                                           |                                                           | %                                                         |
| 2008 | %                                                         |                                                           |                                                           | %                                                         |                                                           |                                                           | %                                                         |
| 2011 | %                                                         |                                                           |                                                           | %                                                         |                                                           |                                                           | %                                                         |
| Élections départementales |                                                           |                                                           |                                                           |                                                           |                                                           |                                                           |                                                           |
| Année | Élus                                                      | Élus                                                      | Élus                                                      | Battus                                                    | Battus                                                    | Battus                                                    | Participation                                             |
| Boulogne-sur-Mer est répartie sur plusieurs cantons, cf. les résultats de ceux de Boulogne-sur-Mer-1 et Boulogne-sur-Mer-2.                                                  |                                                           |                                                           |                                                           |                                                           |                                                           |                                                           |                                                           |
| 2015 | %                                                         |                                                           |                                                           | %                                                         |                                                           |                                                           | %                                                         |
| 2021 | %                                                         |                                                           |                                                           | %                                                         |                                                           |                                                           | %                                                         |
| Référendums. |                                                           |                                                           |                                                           |                                                           |                                                           |                                                           |                                                           |
| Année | Oui (national)                                            | Oui (national)                                            | Oui (national)                                            | Non (national)                                            | Non (national)                                            | Non (national)                                            | Participation                                             |
| 1992 | 47,72 % (51,04 %)                                         | 47,72 % (51,04 %)                                         | 47,72 % (51,04 %)                                         | 52,28 % (48,96 %)                                         | 52,28 % (48,96 %)                                         | 52,28 % (48,96 %)                                         | 62,76 %                                                   |
| 2000 | 71,56 % (73,21 %)                                         | 71,56 % (73,21 %)                                         | 71,56 % (73,21 %)                                         | 28,44 % (26,79 %)                                         | 28,44 % (26,79 %)                                         | 28,44 % (26,79 %)                                         | 27,37 %                                                   |
| 2005 | 35,48 % (45,33 %)                                         | 35,48 % (45,33 %)                                         | 35,48 % (45,33 %)                                         | 64,52 % (54,67 %)                                         | 64,52 % (54,67 %)                                         | 64,52 % (54,67 %)                                         | 63,55 %                                                   |

### Élections municipales et communautaires

#### Élections municipales de 2020
- Maire sortant : Frédéric Cuvillier (PS)
- 43 sièges à pourvoir au conseil municipal (population légale 2017 : 40 874 habitants)
- 21 sièges à pourvoir au conseil communautaire (CA du Boulonnais)

|                |                                  |                |              |              |        |        |  |  |  |
| Tête de liste  | Tête de liste                    | Liste          | Premier tour | Premier tour | Sièges | Sièges |  |  |  |
| Tête de liste  | Tête de liste                    | Liste          | Voix         | %            | CM     | CC     |  |  |  |
|                | Frédéric Cuvillier,              | PS             | 5 845        | 66,82        | 37     | 19     |  |  |  |
|                | Antoine Golliot[réf. nécessaire] | RN             | 1 357        | 15,51        | 3      | 1      |  |  |  |
|                | Denis Buhagiar                   | EÉLV           | 1 066        | 12,19        | 2      | 1      |  |  |  |
|                | Nicolas Magère                   | FI-PRCF        | 480          | 5,49         | 1      | 0      |  |  |  |
|                |                                  |                |              |              |        |        |  |  |  |
| Inscrits       | Inscrits                         | Inscrits       | 25 692       | 100,00       |        |        |  |  |  |
| Abstentions    | Abstentions                      | Abstentions    | 16 640       | 64,77        |        |        |  |  |  |
| Votants        | Votants                          | Votants        | 9 052        | 35,23        |        |        |  |  |  |
| Blancs et nuls | Blancs et nuls                   | Blancs et nuls | 304          | 1,18         |        |        |  |  |  |
| Exprimés       | Exprimés                         | Exprimés       | 8 748        | 34,05        |        |        |  |  |  |

#### Liste des maires
| Période       | Période                       | Identité                | Étiquette       | Qualité |
| ------------- | ----------------------------- | ----------------------- | --------------- | --- |
| 1945          | 1947                          | Henri Henneguelle       | SFIO            | Instituteur Député du Pas-de-Calais (1946 → 1958) |
| 1947          | 1953                          | Jean Febvay             | RPF puis Indép. | Avocat Député du Pas-de-Calais (1951 → 1955 puis 1956 → 1958) |
| 1953          | 1977                          | Henri Henneguelle       | PS              | Instituteur Sénateur du Pas-de-Calais (1967 → 1974) Député du Pas-de-Calais (1946 → 1958) Conseiller général de Boulogne-sur-Mer-Nord-Ouest (1961 → 1979) |
| 1977          | mars 1989                     | Guy Lengagne            | PS              | Professeur Député de la 5e circonscription du Pas-de-Calais (1981 → 1983 puis 1986 → 2007) Secrétaire d'État chargé de la Mer (1983 → 1986) |
| mars 1989     | octobre 1996                  | Jean Muselet,           | DVD             | Dirigeant de société Mort en fonction |
| 1996          | novembre 2002                 | Guy Lengagne            | PS              | Professeur Député de la 5e circonscription du Pas-de-Calais (1981 → 1983 puis 1986 → 2007) Secrétaire d'État chargé de la Mer (1983 → 1986) Président de la communauté d'agglomération du Boulonnais (2000 → 2008) Conseiller général de Boulogne-sur-Mer-Sud (1979 → 1988) Démissionnaire                                                                   |
| 2002          | juillet 2012                  | Frédéric Cuvillier      | PS              | Professeur de faculté Député de la 5e circonscription du Pas-de-Calais (2007 → 2012 puis 2014 → 2017) Ministre des Transports et de l'Économie maritime (2012 → 2014) Président de la communauté d'agglomération du Boulonnais (2008 → 2012 et 2016 → ) Conseiller général du Portel (2004 → 2007) Démissionnaire à la suite de sa nomination comme ministre |
| juillet 2012, | avril 2014                    | Mireille Hingrez-Céréda | PS              | Professeure de lettres classiques Vice-présidente de la communauté d'agglomération du Boulonnais (2014 → ) |
| avril 2014    | En cours (au 11 juillet 2020) | Frédéric Cuvillier      | PS              | Professeur de faculté Député de la 5e circonscription du Pas-de-Calais (2007 → 2012 puis 2014 → 2017) Président de la communauté d'agglomération du Boulonnais (2008 → 2012 et 2016 → ) Réélu pour le mandat 2020-2026, |

### Politique environnementale
Comme beaucoup de grandes villes, Boulogne-sur-Mer a intégré les préoccupations environnementales dans ses réflexions. Outre la création d'un écoquartier prévu en remplacement des friches industrielles derrière la gare de Boulogne-Ville, de nombreux projets axés sur le « développement durable » sont en cours de développement : diminution de la consommation d'énergie dans les logements, développement des pistes cyclables et des transports en commun, développement de l'éclairage basse consommation, développement des espaces verts, mise en place de containers enterrés pour la collecte, etc.
La centrale nucléaire la plus proche est celle de Gravelines, située à environ 60 km de Boulogne. Des éoliennes sont par ailleurs installées sur le port, dont la plus grande de France, installée en 2023.
La CAB assure l’alimentation en eau potable et l'assainissement avec une station d'épuration à Boulogne d'une capacité de 200 000 équivalent-habitants. Veolia assure l’entretien des équipements. La CAB a également la compétence en matière de gestion des déchets. Les ordures sont transportées au centre de stockage de déchets ultimes de Dannes (équipé d’une récupération de biogaz) ou au centre de tri de Saint-Martin-Boulogne.

### Jumelages
| Ville | Ville       | Pays | Pays        | Période     |
| ----- | ----------- | ---- | ----------- | ----------- |
|       | Deux-Ponts, |      | Allemagne   | depuis 1959 |
|       | Folkestone, |      | Royaume-Uni | depuis 1959 |
|       | La Plata,   |      | Argentine   | depuis 2000 |
|       | Safi,       |      | Maroc       | depuis 2007 |
|       | Stralsund   |      | Allemagne   | depuis 1992 |

En 1957, la rue de Boston a été rebaptisée rue de Folkestone pour rendre hommage à la ville jumelle (50° 43′ 38″ N, 1° 36′ 00″ E).

## Équipements et services publics
→ Conseils pour la rédaction de cette section.

### Espaces publics

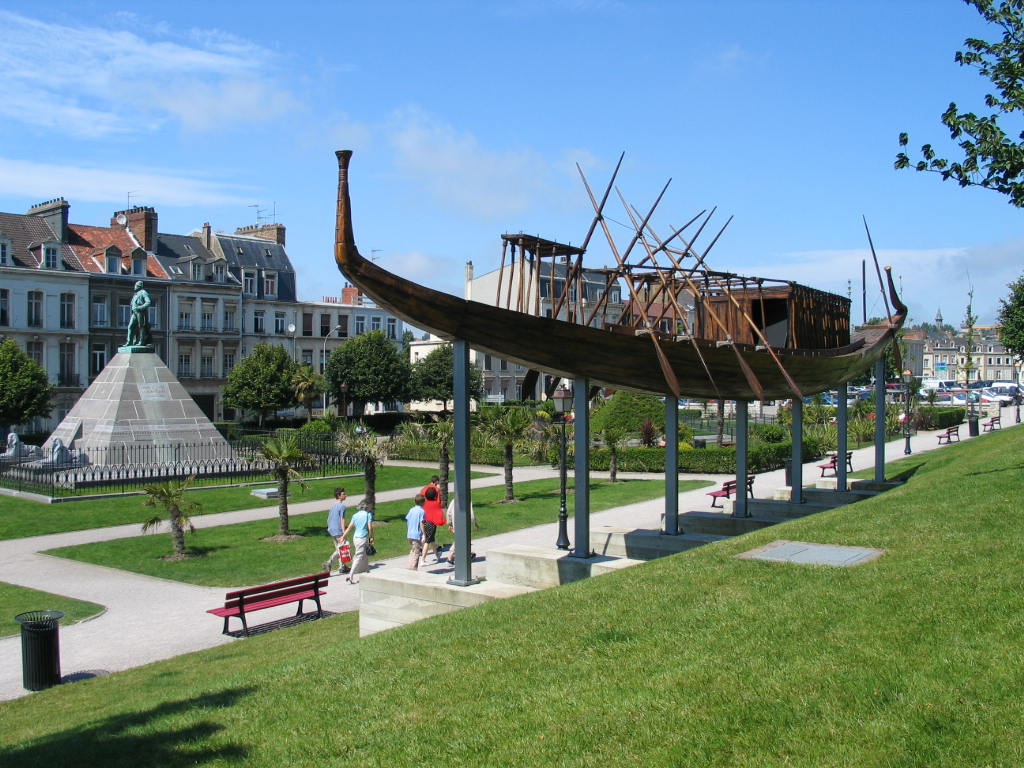
Square Mariette-Pacha, autour des remparts.

De nombreux espaces verts (pelouses, arbres, massifs fleuris, aménagements paysagers) sont présents dans les rues de Boulogne, sur le bord de mer, autour des remparts, etc. Étant très dense, la ville ne compte pas de grands espaces verts mais abrite tout de même plusieurs petits parcs et jardins comme le Square Mariette-Pacha, le Jardin Bucciali ou les Jardins de Nausicaá.
Depuis 2007, un jardin éphémère à thème est installé chaque année pendant cinq mois sur la place de l'hôtel de ville. Celui-ci rencontre un succès important.
Le jury national des Villes et Villages fleuris a décerné le label « Quatre Fleurs » à Boulogne-sur-Mer, ainsi que le « prix Coup de Cœur » en partenariat avec la revue Mon jardin et ma maison.
De nombreux espaces boisés sont présents dans le Boulonnais, dont les principaux sont les forêts de Boulogne, de Desvres, d'Hardelot et d'Écault. La surface occupée par ces espaces représente 24,2 % du territoire (contre 11,9 % dans la région).
La commune a obtenu deux arobases au label Ville Internet en 2016, auxquels se sont ajoutés deux autres en 2017.
Elle détient aussi les labels Villes d'art et d'histoire, Ville amie des enfants et Marianne d'Or.

### Enseignement
Les établissements scolaires de Boulogne-sur-Mer dépendent de l'académie de Lille et les écoles primaires dépendent de l'inspection académique du Pas-de-Calais. Pour le calendrier des vacances scolaires, Boulogne est en zone B.

#### Enseignement primaire et secondaire
La ville est équipée de plusieurs écoles maternelles, primaires, ainsi que des collèges (Daunou, Langevin, Angellier, Haffreingue, Godefroy-de-Bouillon…).

#### Lycées
- Lycée public polyvalent Mariette :

Situé dans le quartier Beaurepaire, le lycée est, avec un effectif de plus de 2 000 élèves, le plus grand de Boulogne et l'un des plus grands de la région. Il est équipé d'un internat.
Formations proposées : 2e générale ; Premières et terminales ES, L, S (SVT), STMG et ST2S ; BTS Gestion et Commerce ; CPGE littéraires (hypokhâgne-khâgne) et scientifiques (MPSI-MP).
- Lycée public polyvalent Edouard-Branly :

Il est situé dans le quartier Bréquerecque.
Formations proposées : 2e générale et technologique ; Premières et terminales ES, S (SVT-SI), STL et STI ; de nombreux BTS (industrie, automatisme, énergie, bâtiment…).
- Lycée public polyvalent Giraux-Sannier :

Le lycée est situé dans l'est de Boulogne, à la frontière entre le quartier de Bréquerecque et la commune de Saint-Martin-Boulogne.
Formations proposées : 2e générale, 2e professionnelle Gestion Administration ; premières et terminales ES, S (SVT) et STG ; Enseignement supérieur Comptabilité et Gestion.
- Lycée privé général catholique Nazareth-Haffreingue :

Situé dans le quartier du Dernier Sou, le lycée est né en 2008 de la fusion des lycées Haffreingue-Chanlaire et Nazareth. Il est régulièrement classé parmi les meilleurs lycées de la région,,.
Formations proposées : 2e générale ; premières et terminales ES, L et S (SVT, et SI en partenariat avec le lycée Saint-Joseph).
- Lycée privé technique et professionnel Saint-Joseph :

Le lycée est situé à la frontière entre le quartier du Dernier Sou et la commune de Saint-Martin-Boulogne. Il est connu pour sa réplique miniature des 24 Heures du Mans, organisée chaque année depuis 2003.
Formations proposées : 2e générale et technologique ; Premières et terminales S (SI), STI, ST2S et STG ; Baccalauréat professionnel ; BTS (ATI, IRIS, CRSA…).
- Lycée public professionnel Jean-Charles-Cazin :

Le lycée se situe dans le centre-ville. Il est l'un des plus anciens lycées professionnels (anciennement nommées « écoles pratiques ») de France.
Formations proposées : 2e professionnelle ; CAP en commerce, vente, restauration, etc. ; Bac Pro commerce, vente, vêtements, accueil et accompagnement à la personne, etc.
- Lycée public professionnel maritime de Boulogne - Le Portel :

Construit en 1959, le lycée se situe entre le quartier de Capécure et la commune du Portel.
Formations proposées : CAP Matelot ; Baccalauréat professionnel Conduite et Gestion des Entreprises Maritimes, Électromécanicien Marine, Nautisme, Capitainerie, Mécanique, etc.

#### Universités

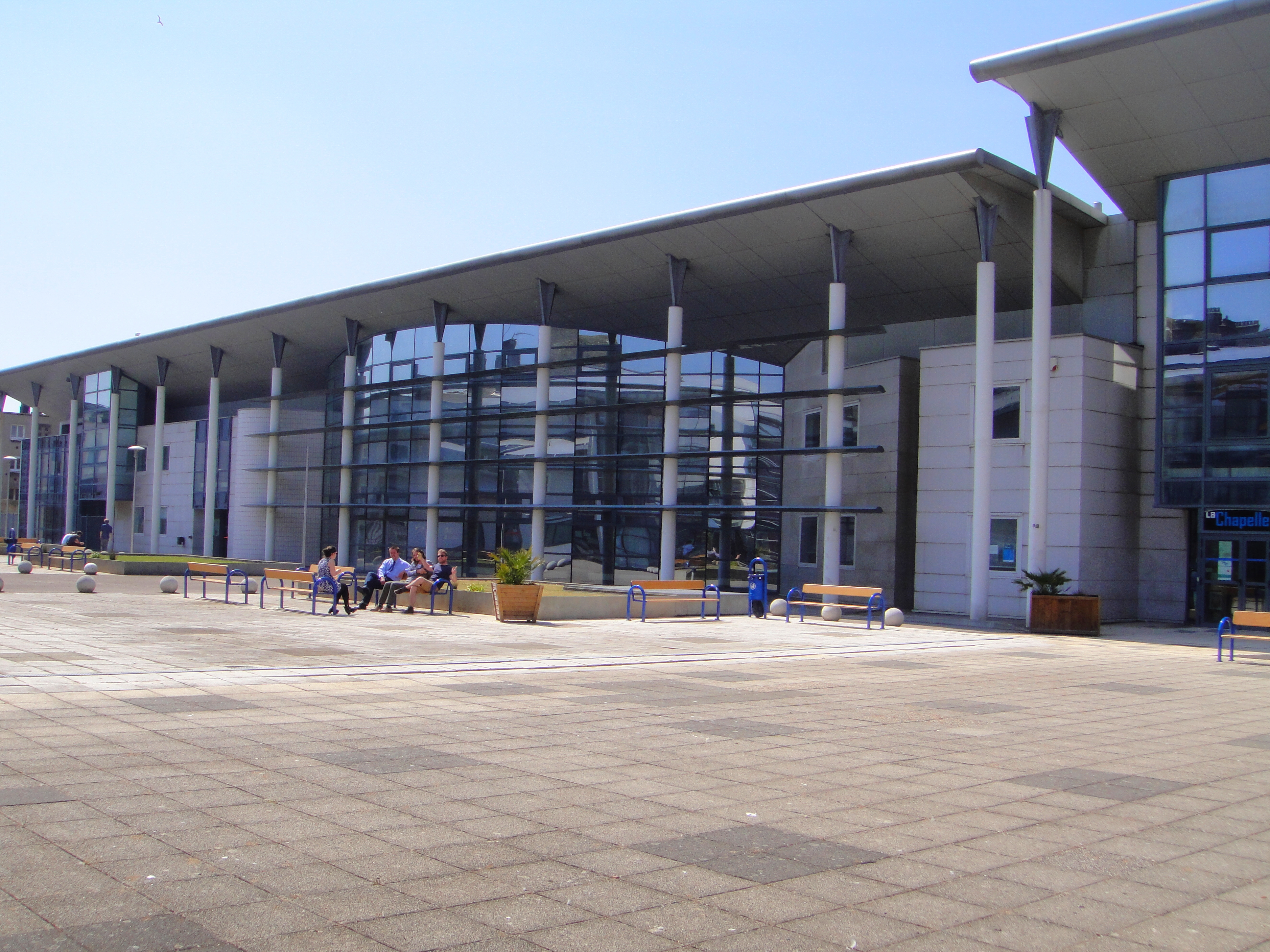
Campus Saint-Louis, le principal centre universitaire de l'ULCO à Boulogne.

Les centres universitaires Saint-Louis, Le Musée (tous deux dans le centre de Boulogne) et Capécure (dans le quartier du même nom) accueillent une partie de l'université du Littoral Côte d'Opale (ULCO) : 3 500 étudiants y sont inscrits. L'université est répartie entre cette ville, Calais, Dunkerque et Saint-Omer pour un total de 11 000 étudiants.
Plusieurs formations sont proposées à Boulogne :
- Lettres, Langues ;
- Droit, Économie, Gestion, Tourisme ;
- Histoire ;
- Santé, STAPS.

Des formations dans la filière halieutique et le monde marin sont proposées sur le site de Capécure, qui abrite aussi un institut universitaire de technologie (IUT).
Boulogne abrite plusieurs sites de recherche pour l'ULCO et des services pour les étudiants (logement, restauration, associations et manifestations étudiantes…).
Le Centre de formation aux métiers de la santé, situé à côté du centre hospitalier, propose une formation en soins infirmiers (IFSI), d'aide-soignants (IFAS) et en dentaire ainsi que l'enseignement, en partenariat avec l'université de Picardie Jules-Verne à Amiens, de la première année de médecine.

#### Université d'été
L'Université d'été de Boulogne-sur-Mer est une association avec pour but de faire découvrir à des étudiants étrangers la région de Boulogne-sur-Mer, sa culture et ses traditions, la mise en relation avec les habitants, l'accueil et l'animation.

### Santé

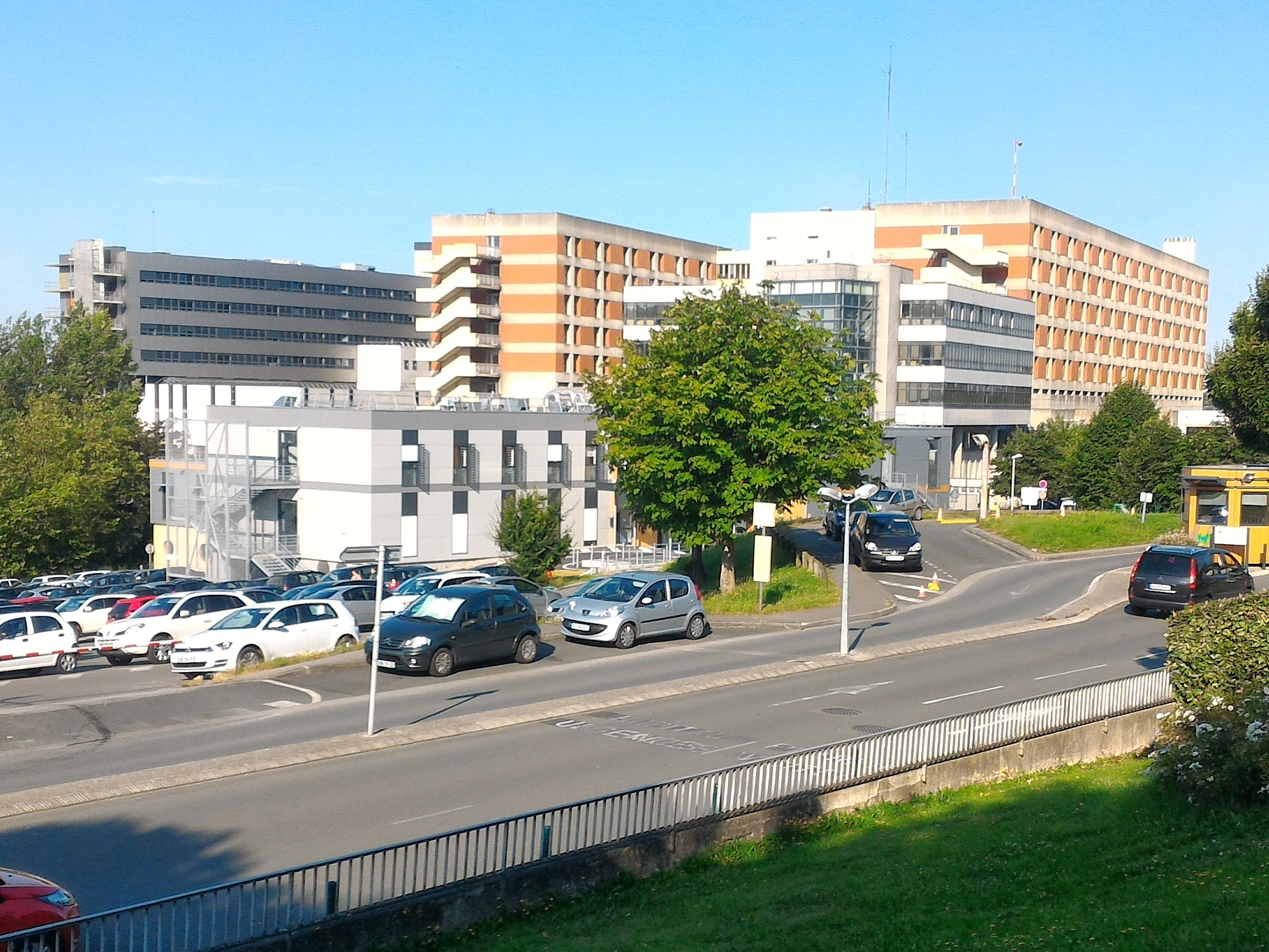
Le centre hospitalier.

Boulogne-sur-Mer dispose de deux établissements de santé, qui s'ajoutent aux différents cabinets médicaux de la ville :
Le centre hospitalier de Boulogne-sur-Mer (CHB), aussi appelé centre hospitalier Duchenne du nom du docteur Guillaume Duchenne de Boulogne, est un établissement de santé public d'une capacité de 1 080 lits et places. Il rassemble 2 030 salariés et 180 médecins. Le CHB dispose d'un service d'accueil des urgences (43 229 passages par an), d'un SMUR, d'une UHCD et assure le secours médicalisé en mer. Il s'agit du premier hôpital de la Côte d'Opale.
Ce centre hospitalier dispose également d'un plateau technique important, d'une unité de chirurgie ambulatoire, d'une unité de soins intensifs de cardiologie, d'une unité de soins intensifs de néonatalogie, d'un service de réanimation polyvalente, d'un centre de la mémoire, d'une unité neurovasculaire et permet la prise en charge de la douleur chronique rebelle et de l'obésité.
Le Centre médical chirurgical obstétrical Côte d'Opale (CMCO) de Saint-Martin-Boulogne, situé à 800 mètres de la frontière avec la ville de Boulogne, est un établissement hospitalier privé qui dispose de 246 lits et places d'hospitalisation répartis en chirurgie, médecine, gynécologie-obstétrique et cardiologie. Sur le site se trouvent également un laboratoire d'analyses médicales, les services de radiologie et de kinésithérapie ainsi que les cabinets de consultations privées des médecins.

### Justice, sécurité, secours et défense

#### Instances judiciaires et administratives

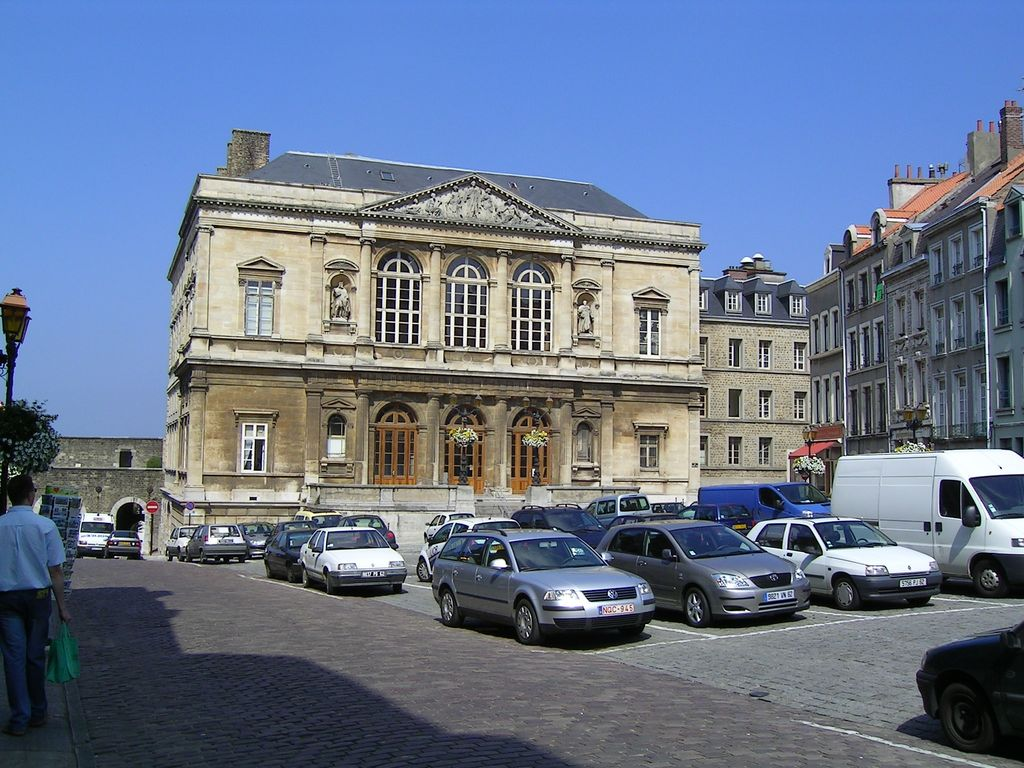
Le palais de justice.

Boulogne-sur-Mer dispose d'un palais de justice datant de 1852 situé dans sa vieille ville. De style néoclassique, il présente une façade ordonnée, d'ordre dorique au premier niveau, ionique au second. Au fronton, la loi est appuyée sur la Justice, entourée de quatre autres allégories, figurant le Commerce, l'Industrie, l'Artisanat et les Arts. Les grandes niches du premier étage abritent des statues de Charlemagne et de Napoléon Ier.
Aujourd'hui, il fait office de tribunal de grande instance et de tribunal pour enfants pour un territoire assez vaste, regroupant le Boulonnais mais aussi le Calaisis et le sud de la Côte d'Opale.
La ville abrite aussi le site judiciaire des Tintelleries, rue Faidherbe dans le centre-ville, qui joue le rôle de tribunal d'instance, de tribunal de commerce et de conseil de prud'hommes. Ce lieu se situe depuis 1957 sur le terrain d'un couvent et d'une église (l'église Saint-Alphonse de Liguori) détruits lors de la Seconde Guerre mondiale.
Boulogne-sur-Mer relève également de la cour d'appel de Douai, du tribunal administratif de Lille et de la cour administrative d'appel de Douai.

#### Police et criminalité
Le taux de violence à Boulogne-sur-Mer est de 4,39 faits pour 1 000 habitants, ce qui est inférieur à la moyenne nationale, qui se monte à 5,93 faits pour 1 000 habitants. Par ailleurs, d'après les statistiques de police de la commune, on estimait à environ 4 215 le nombre de crimes et de délits pour l'année 2020.
En 2012, les quartiers de Beaurepaire et du Chemin Vert sont placés en zone de sécurité prioritaire par les ministères de l'Intérieur et de la Justice.

## Population et société

### Démographie

#### Évolution démographique
L'évolution du nombre d'habitants est connue à travers les recensements de la population effectués dans la commune depuis 1793. Pour les communes de plus de 10 000 habitants les recensements ont lieu chaque année à la suite d'une enquête par sondage auprès d'un échantillon d'adresses représentant 8 % de leurs logements, contrairement aux autres communes qui ont un recensement réel tous les cinq ans,.

En 2022, la commune comptait 41 039 habitants, en évolution de −1,51 % par rapport à 2016 (Pas-de-Calais : −0,72 %, France hors Mayotte : +2,11 %).
| 1793   | 1800   | 1806   | 1821   | 1831   | 1836   | 1841   | 1846   | 1851   |
| ------ | ------ | ------ | ------ | ------ | ------ | ------ | ------ | ------ |
| 10 137 | 10 685 | 13 257 | 17 728 | 20 874 | 25 732 | 29 145 | 30 994 | 30 783 |

| 1856   | 1861   | 1866   | 1872   | 1876   | 1881   | 1886   | 1891   | 1896   |
| ------ | ------ | ------ | ------ | ------ | ------ | ------ | ------ | ------ |
| 34 739 | 35 349 | 38 492 | 38 514 | 40 075 | 44 842 | 45 916 | 45 205 | 46 807 |

| 1901   | 1906   | 1911   | 1921   | 1926   | 1931   | 1936   | 1946   | 1954   |
| ------ | ------ | ------ | ------ | ------ | ------ | ------ | ------ | ------ |
| 49 949 | 51 201 | 53 128 | 55 336 | 52 839 | 51 854 | 52 371 | 34 885 | 41 870 |

| 1962   | 1968   | 1975   | 1982   | 1990   | 1999   | 2006   | 2011   | 2016   |
| ------ | ------ | ------ | ------ | ------ | ------ | ------ | ------ | ------ |
| 49 281 | 49 276 | 48 440 | 47 653 | 43 678 | 44 859 | 44 273 | 42 680 | 41 669 |

| 2021   | 2022   | - | - | - | - | - | - | - |
| ------ | ------ | - | - | - | - | - | - | - |
| 40 910 | 41 039 | - | - | - | - | - | - | - |

Au dernier recensement de 2022, la commune est la 2e ville la plus peuplée du département, la 11e de la région Hauts-de-France et la 166e du pays.
La population de Boulogne-sur-Mer atteint son maximum dans la première moitié du XXe siècle (entre 50 000 et 55 000 habitants), puis est fortement touchée par la Seconde Guerre mondiale et ne retrouva jamais sa population d'antan.

#### Pyramide des âges
La population de la commune est relativement jeune.
En 2018, le taux de personnes d'un âge inférieur à 30 ans s'élève à 39,8 %, soit au-dessus de la moyenne départementale (36,7 %). À l'inverse, le taux de personnes d'âge supérieur à 60 ans est de 24,2 % la même année, alors qu'il est de 24,9 % au niveau départemental.
En 2018, la commune comptait 19 080 hommes pour 21 584 femmes, soit un taux de 53,08 % de femmes, légèrement supérieur au taux départemental (51,5 %).
Les pyramides des âges de la commune et du département s'établissent comme suit.
| Hommes | Classe d’âge | Femmes |
| ------ | ------------ | ------ |
| 0,4    | 90 ou +      | 2,0    |
| 5,1    | 75-89 ans    | 9,6    |
| 14,0   | 60-74 ans    | 16,8   |
| 18,8   | 45-59 ans    | 17,8   |
| 19,7   | 30-44 ans    | 16,1   |
| 23,2   | 15-29 ans    | 20,1   |
| 18,8   | 0-14 ans     | 17,6   |

| Hommes | Classe d’âge | Femmes |
| ------ | ------------ | ------ |
| 0,5    | 90 ou +      | 1,6    |
| 5,6    | 75-89 ans    | 8,9    |
| 16,7   | 60-74 ans    | 18,1   |
| 20,2   | 45-59 ans    | 19,2   |
| 18,9   | 30-44 ans    | 18,1   |
| 18,2   | 15-29 ans    | 16,2   |
| 19,9   | 0-14 ans     | 17,9   |

#### Origine de la population
L'analyse des patronymes de la région, francisés au cours des siècles, montre que les Boulonnais sont essentiellement d'origine scandinave, flamande, picarde ou anglaise[réf. nécessaire].
En 2012, on compte 1 572 immigrés à Boulogne, soit 3,7 % de la population de la commune, ce qui est inférieur à la moyenne nationale (8,8 %).

### Manifestations culturelles et festivités
- Février : l'Enduropale, course de motos organisée début février au Touquet. Chaque année, plus de 2 000 motos partent du quartier Bréquerecque à Boulogne en direction du Touquet[196].
- Mars : la nuit de la promenade guidée (ville fortifiée), le samedi du weekend de Pâques.
- Mai : la gainée, marathon culinaire sur le port de pêche (mai-juin)[197].
- Juin : la Fête de la Musique dans les rues du centre-ville, le 21 juin.
- Juillet :

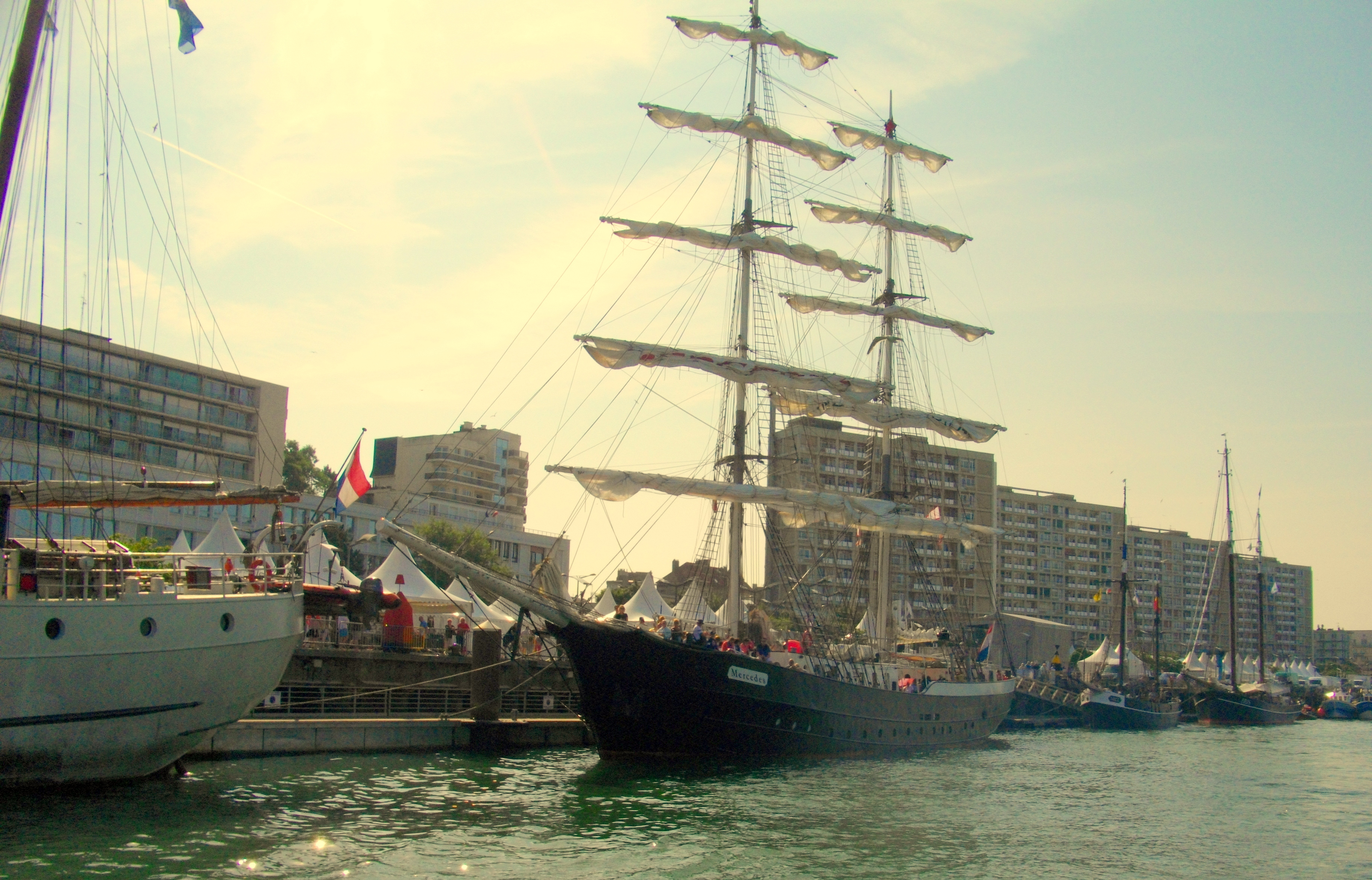
La fête de la mer en 2015.

- - le festival de street art, depuis 2016[198] ;
  - le festival de la Côte d'Opale ;
  - la Fête de la mer : rassemblement de navires et vieux gréements tous les deux ans.
- Août :
  - la Cavalcade d'Été dans les rues du centre-ville, le 15 août ;
  - la Fête du sport, sur les berges de la Liane, entre fin août et mi-septembre.
- Septembre
  - le festival Poulpaphone qui a lieu en octobre puis depuis plusieurs années en septembre : électro, rock, rap, métal, reggae… ;
  - la Route du Poisson, manifestation sportive d'attelage équestre ;
  - le camp de Boulogne : reconstitutions de batailles napoléoniennes.
- Octobre :
  - la Revue Boulonnaise ;
  - le spectacle « son et lumière » L'étonnante histoire de Boulogne-sur-Mer, avec 250 figurants et 700 costumes, qui raconte l'histoire de la ville de l'époque romaine à aujourd'hui ;
  - la « Boulogne Geek Festival », manifestation culturelle et numérique, portée par l'association Mashalaw avec la ville de Boulogne-sur-mer[199].
- Novembre :
  - la fête du hareng ;
  - le festival Innovation Mer et Littoral, 8e édition en 2023[200] ;
  - le festival Intramurock.
- Décembre :
  - le défilé de la Saint-Nicolas début décembre en centre-ville avec un feu d'artifice sur le port ;
  - le festival BD de Boulogne-sur-Mer ;
  - la fête des guénels.

#### Autres manifestations
- Nos Quartiers d'Été durant les vacances estivales, permettant aux personnes ne pouvant partir en vacances de profiter d'animations organisées par le tissu associatif boulonnais et gérées par l'association Développement Social Urbain (DSU)
- Expo Ch'Tar Wars, convention sur le thème de la saga Star Wars (organisée par l'association SWCO62). 3 éditions : 2 et 3 décembre 2017 à la Gare Maritime, 9, 10 et 11 novembre 2019 au Palais des Sports Damrémont, 11, 12 et 13 novembre 2022 au Palais des Sports Damrémont.

### Sports et loisirs

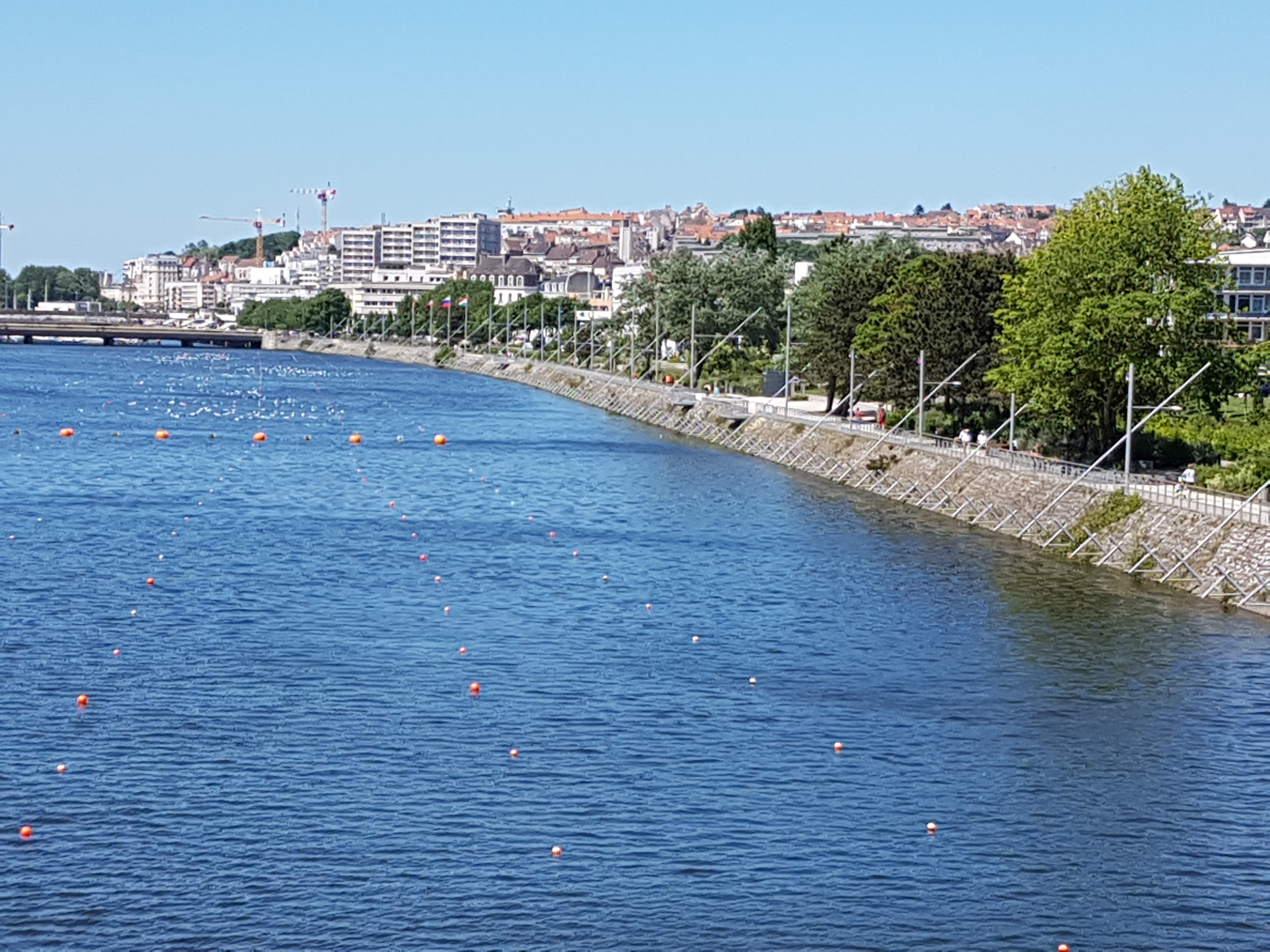
La Liane où s’entraînent les équipes d'aviron et de canoë.

La ville compte de nombreux équipements sportifs : des salles de sports, des courts de tennis, des stades, la piscine de Nausicaá, le complexe piscine-patinoire Hélicéa, les centres d'aviron et de canoë, etc. De nombreuses activités sont proposées sur la plage de Boulogne (voile, plongée, char à voile, kitesurf…). La ville bénéficie aussi d'équipements dans les communes environnantes : parcours de golf à Wimereux et Hardelot, centres équestres à La Capelle et Hardelot, complexes multi-sports à Saint-Martin et Outreau, etc.
Le club de football professionnel de Boulogne, l'Union sportive Boulogne Côte d'Opale (USBCO), est relégué en Ligue 2 en 2010 après avoir appartenu à l'élite du football français, puis en National (3e division) en 2012. Le club dispute ses matchs à domicile au stade de la Libération (15 034 places), situé dans le quartier du Dernier Sou.
Scénario similaire pour l'équipe de basket-ball, le Stade olympique maritime boulonnais (SOMB), qui descend de la Pro A à la Pro B en 2015, puis en Nationale 1 en 2017. Elle dispute ses matchs à domicile au palais des sports Damrémont (2 000 places), situé sur la rive ouest de la Liane. Fait remarquable, l'ESSM, équipe basée dans la commune voisine du Portel, évolue également à haut niveau. Faute de salle homologuée par la fédération, les deux équipes disputaient d'ailleurs leurs matchs dans la même salle entre 2007 et 2015 avant l'ouverture du Chaudron.
Boulogne a aussi des équipes de « haut niveau » très reconnues en sports maritimes, en aviron et en canoë. Ces clubs forment de nombreux champions de France et médaillés olympiques.
Le Yacht Club Boulonnais (YCB) fête son centenaire en 2025, à cette occasion une plaque commémorative est apposée à la base de voile.
Les reliefs du Boulonnais attirent les cyclistes. La ville accueille souvent les Quatre Jours de Dunkerque et a accueilli le Tour de France en 1949, 1994, 2001, 2012 et 2025, ainsi que les championnats de France de cyclisme sur route en 2005 et 2011.
Boulogne, sur son circuit spécifique, a organisé la Coupe des Voiturettes entre 1906 et 1924, ainsi que le Grand Prix automobile de Boulogne et la Coupe Georges Boillot sans discontinuer de 1921 à 1928.
En sports automobiles, août 2023 voit la 32e édition du « rallye du Boulonnais », labellisé course régionale depuis 2022.

#### Course des caps
La course des caps est une course au large qui se déroule pour la première fois en 2025. Onze voiliers de la classe Imoca y prennent le départ de Boulogne-sur-Mer le 29 juin 2025 à 14 h 30 pour un tour des îles Anglo-Celtes soit 2 000 milles comprenant sept caps et quatre mers, l'arrivée est jugée dans la ville de départ. Cette première course des caps est remportée par Sam Goodchild en 6 j 1 h 10 min.

#### Jeux olympiques
Comme d'autres villes du Pas-de-Calais, Boulogne-sur-Mer a fait office de base arrière pour les Jeux olympiques de Londres 2012 où de nombreuses délégations sportives françaises et étrangères sont venus pour peaufiner leur préparation avant les Jeux. Un nouveau stade nautique a été inauguré pour l'occasion et est aujourd'hui utilisé par les sportifs de haut niveau du territoire.
Le 3 juillet 2024, la commune accueille la flamme olympique des Jeux olympiques d'été de 2024, officiellement appelés les Jeux de la XXXIIIe olympiade, qui se dérouleront du 26 juillet au 11 août 2024 à Paris.

#### Pistes cyclables
La piste cyclable « La Vélomaritime », partie côtière française de la « Véloroute de l’Europe - EuroVelo 4 », qui relie Roscoff en France à Kiev en Ukraine sur 5 100 km, traverse la commune, en venant du Portel pour desservir Wimereux,.

#### Sentiers de randonnée
La commune est traversée par deux sentiers de grande randonnée :
- le sentier de grande randonnée GR 120 ou GR littoral (partie du sentier européen E9 allant du Portugal à l'Estonie), appelé aussi sentier des douaniers, longe la côte[217] ;
- le sentier de grande randonnée GR 121, reliant Wavre, en région Région wallonne (Belgique) à Boulogne-sur-Mer, dans le département du Pas-de-Calais (France)[218].

### Cultes

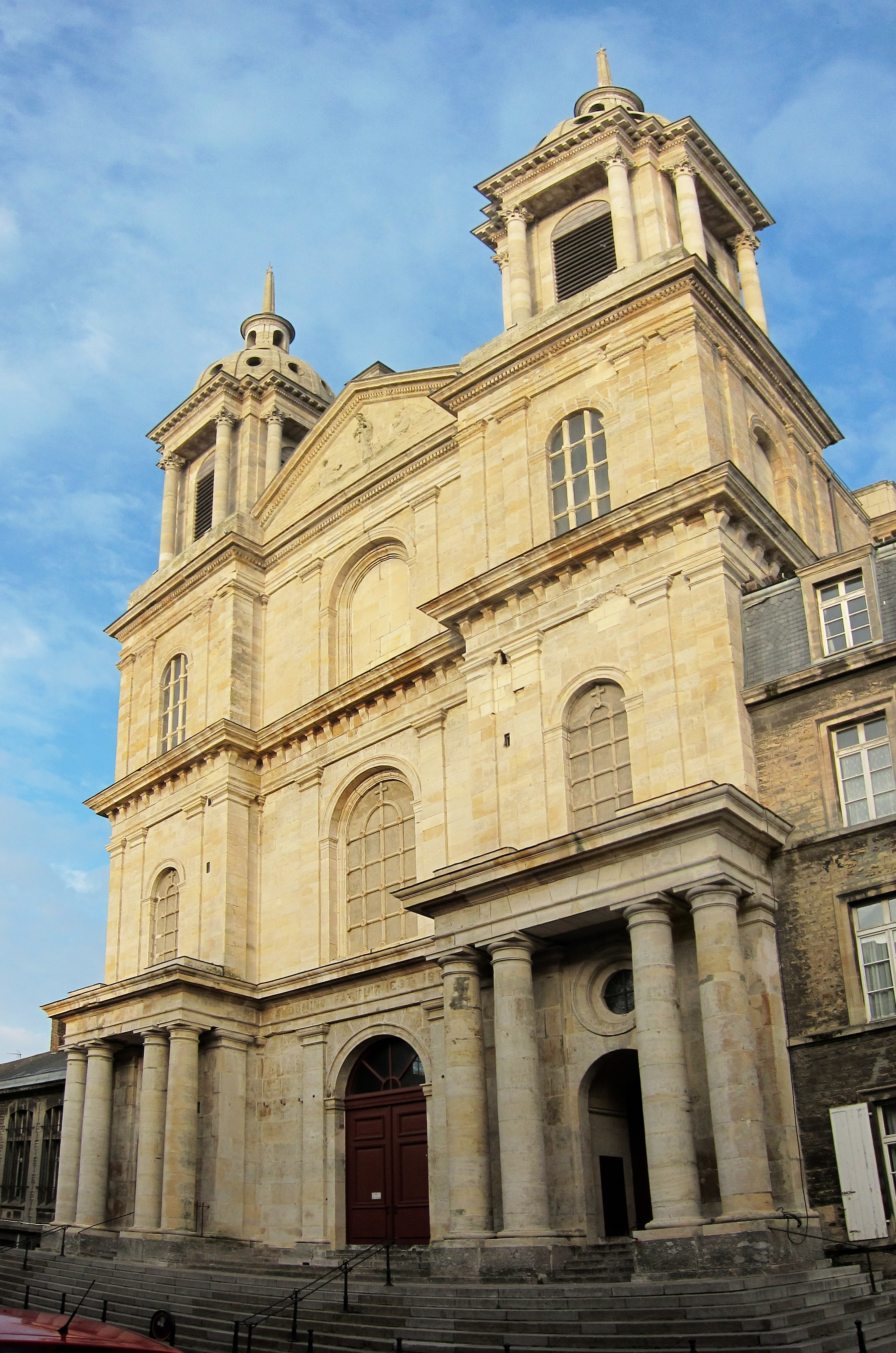
Le porche de la basilique Notre-Dame.

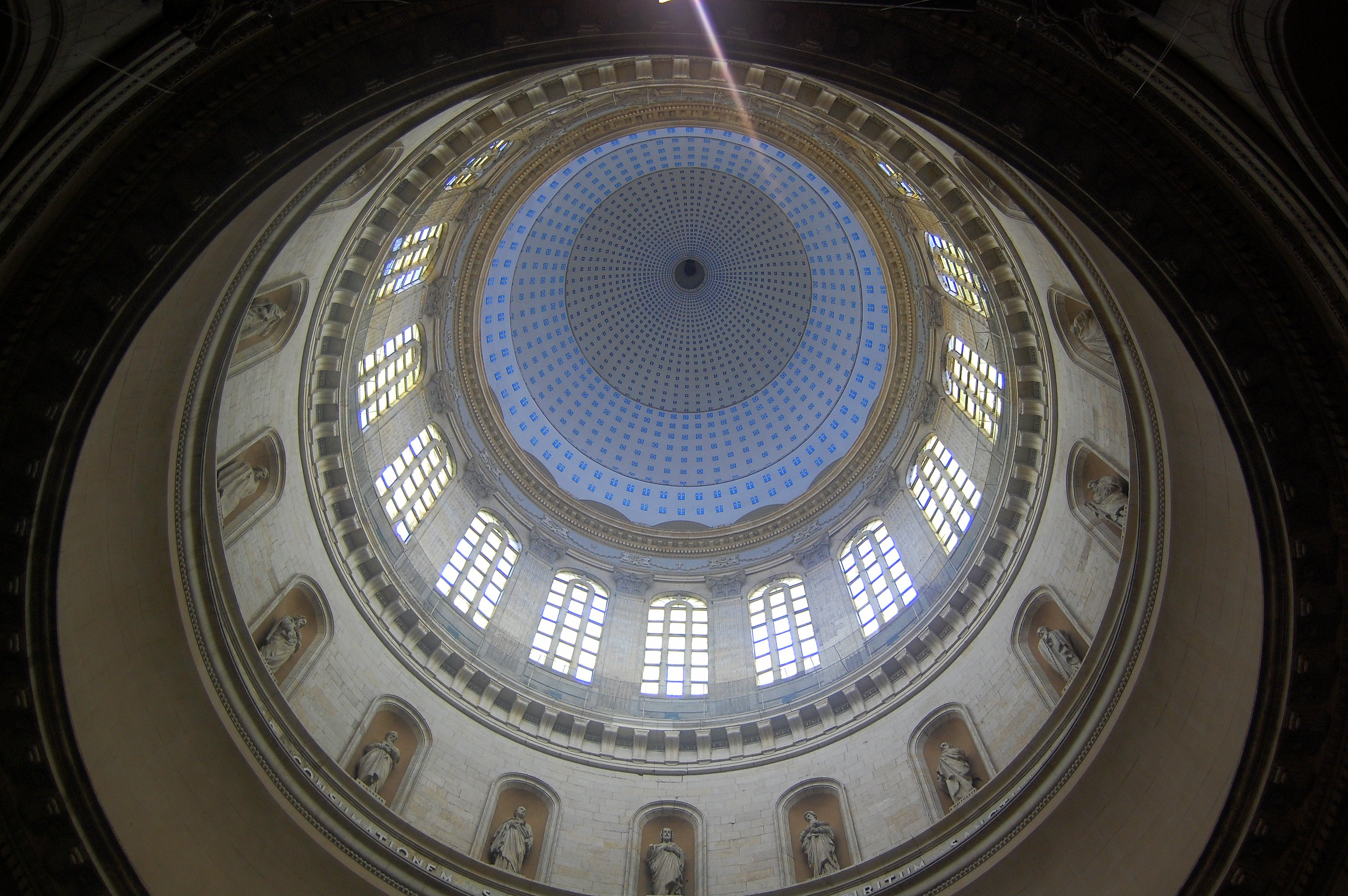
La coupole de la basilique vue de l'intérieur.

#### Catholique
La fonction religieuse ancienne de la ville relève du fait qu'elle était le siège d'un ancien évêché (d'où la présence d'une cathédrale), tête du diocèse de Boulogne-sur-Mer ayant existé entre 1566 et 1801 (année pendant laquelle il est dissous pour être intégré en totalité au diocèse d'Arras). Le diocèse de Boulogne correspondait a un territoire s'étendant jusqu'à Étaples, Montreuil, Hesdin, Saint-Pol-sur-Ternoise et Calais.
L'histoire religieuse de Boulogne est aussi marquée par sainte Ide, mère de Godefroy de Bouillon, qui fut nommée patronne de Boulogne et de son comté par le roi Louis XI en avril 1478.
De plus, un pèlerinage à la Vierge de Boulogne existe depuis le Moyen Âge. Par le passé, ce pèlerinage était très connu dans les autres régions de France. À tel point que les habitants de l'Île-de-France, afin de pouvoir lui rendre hommage, créèrent un pèlerinage secondaire dans la forêt du Rouvre (dont un vestige est le Bois de Boulogne) qui allait favoriser la fondation de « Boulogne-la-Petite » appelée de nos jours Boulogne-Billancourt. Dans les années 1930, cette dévotion fut ranimée par le transport d'une statue placée dans une remorque automobile à laquelle on fit faire le tour de la France.
Les lieux suivants se trouvent donc sur le doyenné du Boulonnais, lui-même faisant partie du diocèse d'Arras :
- Basilique Notre-Dame-de-l'Immaculée-Conception, Parvis Notre-Dame (ancienne cathédrale) ;
- Église Saint-François-de-Sales, rue de Bréquerecque ;
- Église Saint-Louis, rue Félix-Adam ;
- Église Saint-Michel, place Saint-Michel ;
- Église Saint-Nicolas, place Dalton ;
- Église Saint-Patrick, rue du Chemin-Vert ;
- Église Saint-Pierre, rue du Camp-de-Droite ;
- Église Saint-Vincent-de-Paul, place d'Estienne-d'Orves ;
- Église Saint-Jean-Baptiste, rue Gustave-Flaubert ;
- Chapelle du Saint-Sang ou Notre-Dame du Saint-Sang, 55 avenue John-Kennedy[219] ;
- Les Annonciades, place de la Résistance ;
- Chapelle de l'hôpital de jour, rue de la Paix ;
- Chapelle du groupe scolaire Haffreingue- Nazareth, rue De Gaulle ;
- Chapelle des Rédemptoristes, rue Faidherbe ;
- Chapelle et calvaire des marins, rue de la Tour d'Odre.

#### Protestants
- temple protestant, rue basse des Tintelleries ;
- Église baptiste, rue du Bras-d'Or ;
- Évangélique - centre chrétien -, allée de l'Alma ;
- Église adventiste, rue du Colonel-l'Espérance ;
- Église évangélique, rue Émile-Cazin ;
- Église réformée, avenue John-Kennedy ;

#### Israélite
- Synagogue, rue Charles Butor.

#### Musulman
- Mosquée, route de Calais à Saint-Martin-Boulogne.

### Médias
L'émetteur situé au sommet du mont Lambert permet la réception de la télévision et de la radio.
Apparue en 2017, BFM Grand Littoral (anciennement Grand Littoral TV) est la seule chaîne de télévision locale disponible sur la TNT (auparavant, Opal'TV s'est arrêté en 2014, et la chaîne régionale Wéo ne couvre pas le territoire). Boulogne reçoit l'une des 24 antennes régionales de France 3, France 3 Nord-Pas-de-Calais, ainsi qu'une édition locale France 3 Côte d'Opale.
Sur le plan radiophonique, la ville est couverte par de nombreuses stations locales comme Radio 6 (92,0 MHz), Transat FM (98,5 MHz), Delta FM (100,7 MHz), Contact (90,4 MHz), La radio de la mer (105,0 MHz), mais aussi des déclinaisons régionales d'acteurs nationaux comme Virgin Radio Côte d'Opale (91,5 MHz) ou NRJ Nord Littoral (102,2 MHz). En 2014, Europe 1, RFM et Fun Radio sont les radios les plus écoutées par les Boulonnais.
Concernant la presse écrite, l'hebdomadaire La Semaine dans le Boulonnais est le principal journal du Boulonnais. Le quotidien La Voix du Nord est également présent avec une édition spéciale Boulogne-sur-Mer. Le mensuel Touz'azimuts est consacré aux événements et aux loisirs dans le Boulonnais. Il y a également des publications internes, comme « Boulogne-sur-Mer le Mag » (ou « BMag ») par la mairie et « Agglorama » par la communauté d'agglomération.

## Économie

### Revenus de la population et fiscalité
En 2021, la commune compte 18 153 ménages fiscaux, regroupant 35 372 personnes.
Le revenu fiscal médian par ménage, le taux de pauvreté des ménages et la part des ménages fiscaux imposés de la commune, du département du Pas-de-Calais et de la métropole sont les suivants :
- le revenu fiscal médian par ménage de la commune est de 17 720 €, inférieur à celui du département du Pas-de-Calais (20 720 €) et inférieur à celui de la France métropolitaine (23 080 €)[Insee 5],[Insee 6],[Insee 7] ;
- le taux de pauvreté des ménages de la commune est de 30 %, de 18,4 % au niveau du département et de 14,9 % au niveau de la métropole[Insee 8],[Insee 9],[Insee 10] ;
- la part des ménages fiscaux imposés dans la commune est de 36 %, de 44,1 % au niveau du département et de 53,4 % au niveau de la métropole[Insee 5],[Insee 6],[Insee 7].

### Emploi
|                       | 2010   | 2015   | 2021   |
| --------------------- | ------ | ------ | ------ |
| Commune               | 21,5 % | 28,8 % | 23,0 % |
| Département           | 15,4 % | 17,7 % | 14,7 % |
| France métropolitaine | 11,6 % | 13,7 % | 11,7 % |

En 2021, la population âgée de 15 à 64 ans s'élève à 25 993 personnes, parmi lesquelles on compte 68,9 % d'actifs (53,1 % ayant un emploi et 15,8 % de chômeurs) et 31,1 % d'inactifs,. En 2021, le taux de chômage communal (au sens du recensement) des 15-64 ans est supérieur à celui du département du Pas-de-Calais et supérieur à celui de la France métropolitaine.
La commune est la commune-centre de l'aire d'attraction de Boulogne-sur-Mer,. Elle compte 22 443 emplois en 2021, contre 21 508 en 2015 et 23 001 en 2010. Le nombre d'actifs ayant un emploi résidant dans la commune est de 14 006, soit un indicateur de concentration d'emploi de 160,2 et un taux d'activité parmi les 15 ans ou plus de 53,5 %.
Sur ces 14 006 actifs de 15 ans ou plus ayant un emploi, 7 922 travaillent dans la commune, soit 57 % des habitants. Pour se rendre au travail, 67,8 % des habitants utilisent une voiture, un camion ou une fourgonnette, 7,8 % les transports en commun, 21,6 % s'y rendent en deux-roues, à vélo ou à pied et 2,7 % n'ont pas besoin de transport (travail au domicile).

### Entreprises et commerces

#### Agriculture
La commune est dans le « Boulonnais », une petite région agricole dans le département du Pas-de-Calais. En 2020, il n'y a plus aucune activité agricole dans la commune,.
|               | 1988 | 2000 | 2010 | 2020 |
| ------------- | ---- | ---- | ---- | ---- |
| Exploitations | 8    | 2    | 1    | 0    |
| SAU (ha)      | 107  | 1    | 0    | 0    |

#### Activités hors agriculture
2 807 établissements marchands non agricoles sont économiquement actifs en 2022 à Boulogne-sur-Mer,,.
| Secteur d'activité                                                                                        | Commune | Commune | Département |
| Secteur d'activité                                                                                        | Nombre  | %       | %           |
| --- | ------- | ------- | ----------- |
| Ensemble                                                                                                  | 2 807   | 100 %   | (100 %)     |
| Industrie manufacturière, industries extractives et autres                                                | 147     | 5,2 %   | (6,8 %)     |
| Construction                                                                                              | 176     | 6,3 %   | (10,6 %)    |
| Commerce de gros et de détail, transports, hébergement et restauration                                    | 1 033   | 36,8 %  | (29,3 %)    |
| Information et communication                                                                              | 50      | 1,8 %   | (1,9 %)     |
| Activités financières et d'assurance                                                                      | 172     | 6,1 %   | (5,0 %)     |
| Activités immobilières                                                                                    | 119     | 4,2 %   | (4,9 %)     |
| Activités spécialisées, scientifiques et techniques et activités de services administratifs et de soutien | 412     | 14,7 %  | (14,2 %)    |
| Administration publique, enseignement, santé humaine et action sociale                                    | 444     | 15,8 %  | (16,8 %)    |
| Autres activités de services                                                                              | 254     | 9,0 %   | (10,5 %)    |

Le secteur du commerce de gros et de détail,
transports, hébergement et restauration est prépondérant dans la commune puisqu'il représente 36,8 % du nombre total d'établissements de la commune (1 033 sur les 2 807 entreprises implantées à Boulogne-sur-Mer), contre 29,3 % au niveau départemental.

### Le port

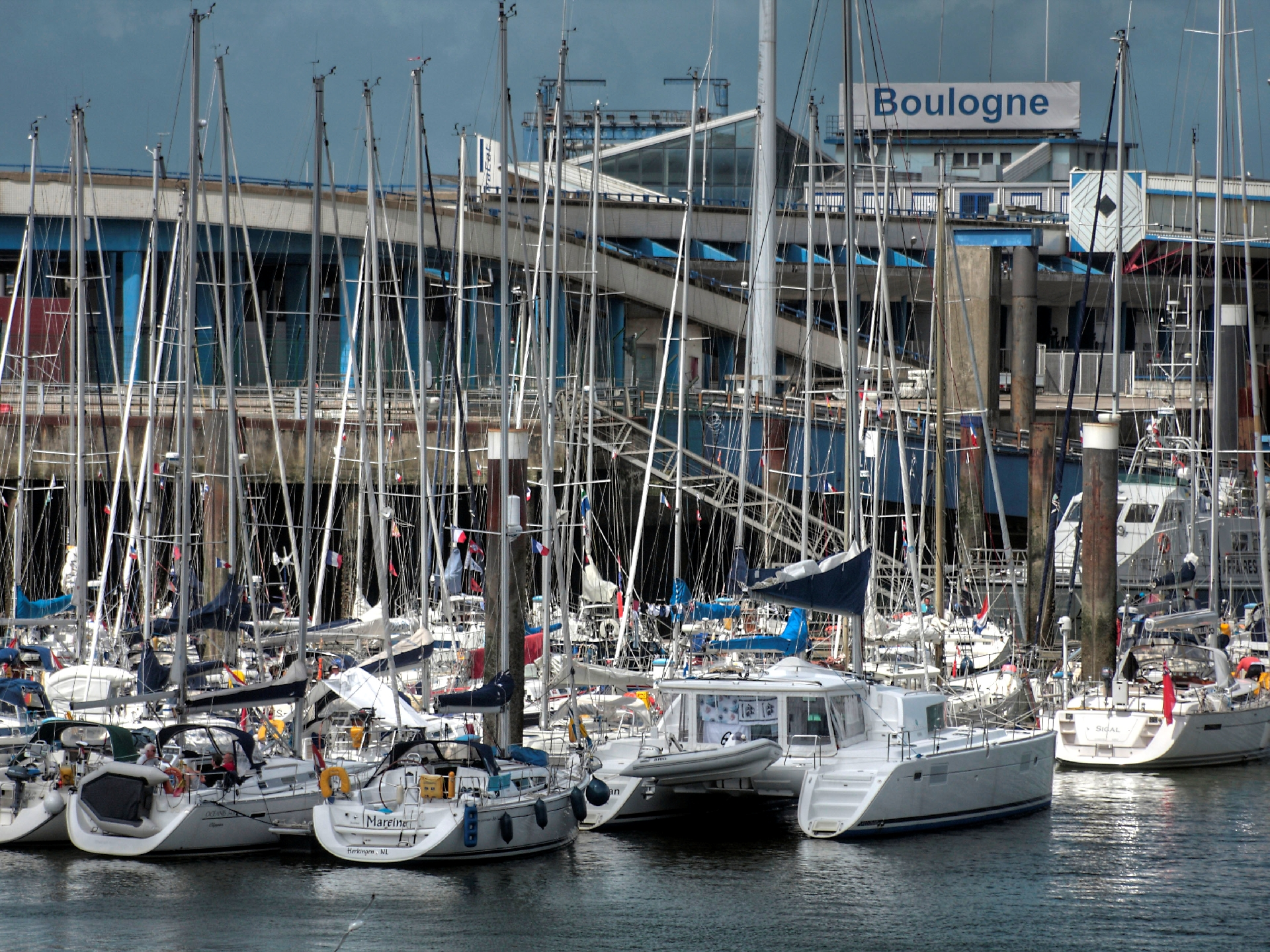
Le port de plaisance.

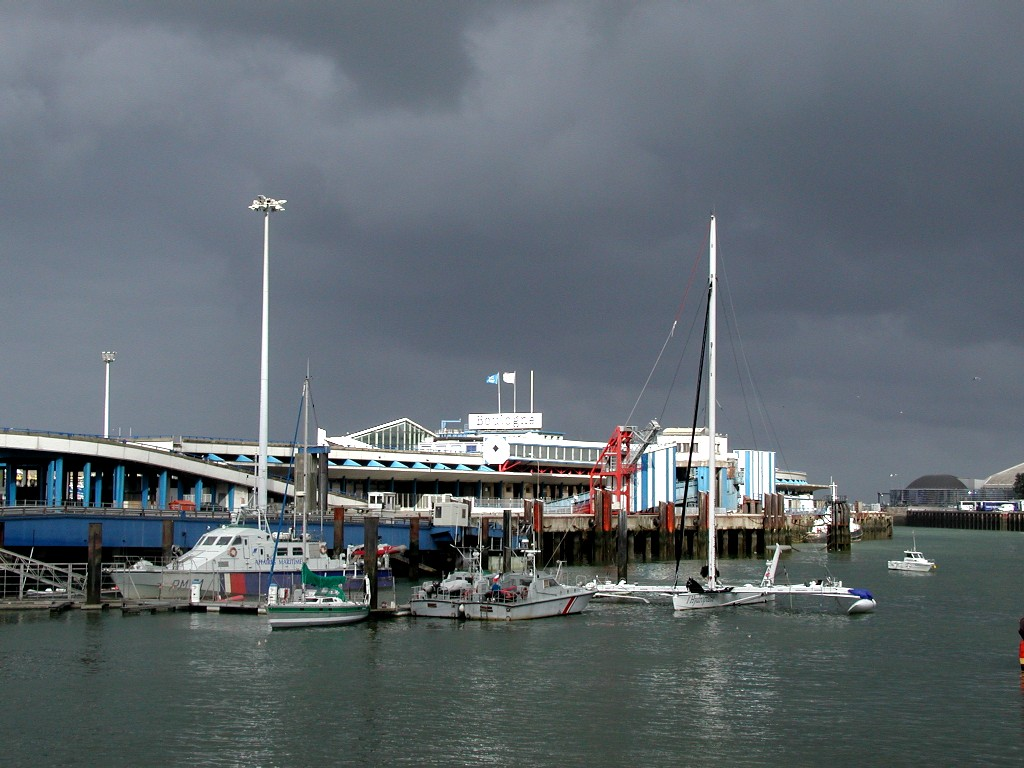
L'hydroptère d'Alain Thébault dans le port.

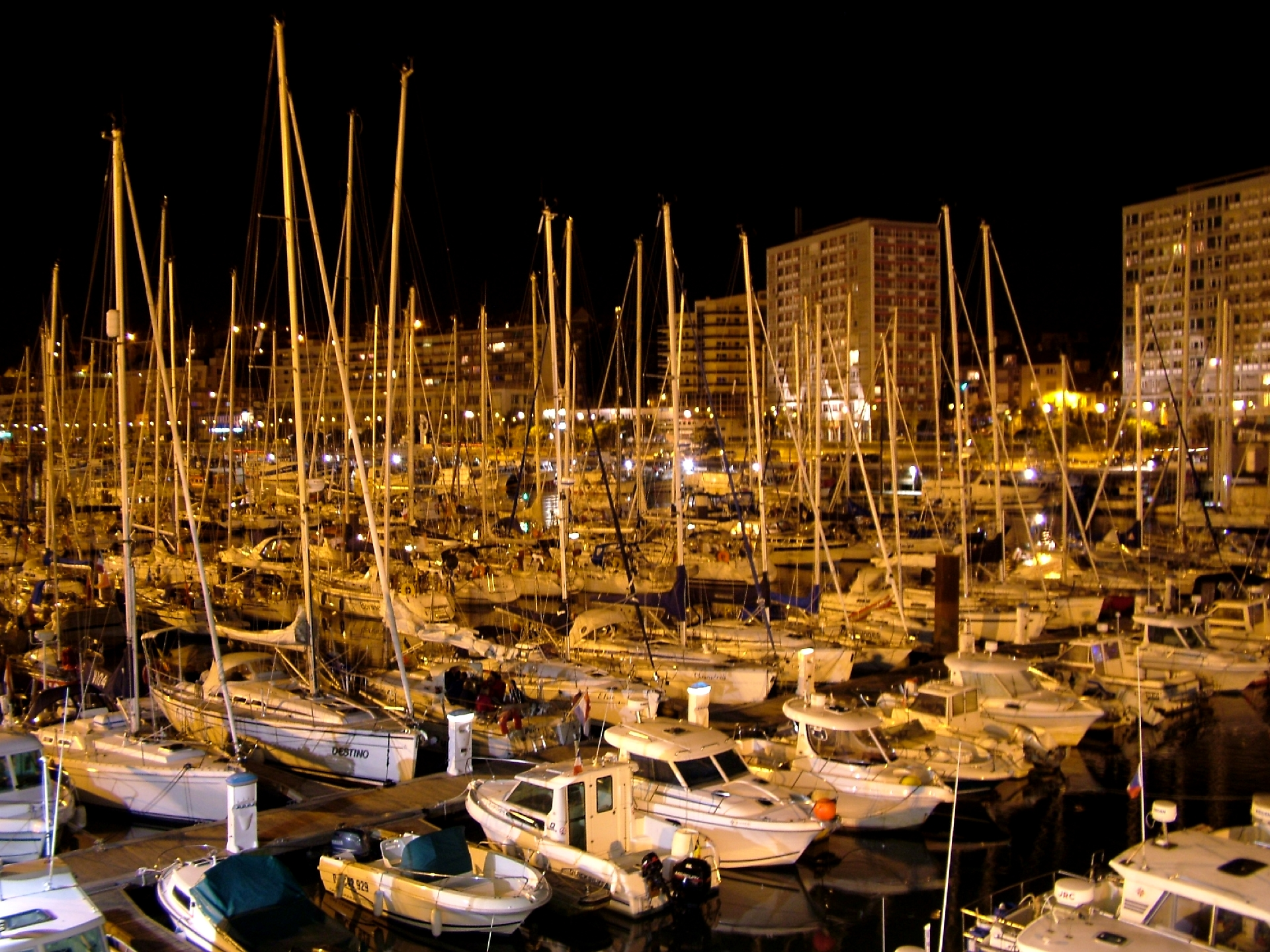
Le port de nuit.

Le port de Boulogne-sur-Mer fait partie des trois grands ports maritimes des Hauts-de-France avec ceux de Calais et de Dunkerque. Il est devenu un « port régional » en 2007, dans le cadre de la décentralisation.
Les bateaux immatriculés dans la commune ont pour code « BL », selon la liste des quartiers maritimes.

#### Port de pêche
Avec 33 628 tonnes de poissons pêchés en 2016, Boulogne reste le premier port de pêche français, devant le port breton de Lorient (deuxième avec presque 27 000 tonnes par an), malgré une importante baisse ces dernières années (43 952 en 2006 et 36 096 en 2012). De plus, les activités des entreprises halieutiques de Capécure permettent au port de Boulogne de recueillir chaque année 380 000 tonnes de produits de la mer et d'être le premier transformateur européen des produits de la mer. Boulogne est aussi le siège d’Aquimer, seul pôle de compétitivité national consacré à la filière de la pêche et à la valorisation des produits de la mer.

#### Port transmanche
La position géographique de Boulogne en a fait un grand port de liaison avec l'Angleterre. Au XIIIe siècle, la première liaison commerciale avec l'Angleterre fut créée à Boulogne. Dès le XVIIIe siècle, de nombreux transports de voyageurs à travers la Manche sont lancés à Boulogne si bien que, jusque dans les années 1990, Boulogne était le deuxième port de voyageurs en France,,. Mais l'ouverture du tunnel sous la Manche et le développement du port de Calais à la fin du XXe siècle causent la baisse du trafic du port et le départ des différentes compagnies (notamment SeaLink en 1992 et P&O en 1993), préférant consacrer leurs efforts sur la ligne Calais-Douvres. Le port de Boulogne a encore assuré pendant quelques années le passage d'un flux significatif de passagers vers l’Angleterre (entre 500 000 et 1 million de passagers chaque année jusqu'en 2008,) jusqu'à l'arrêt des activités transmanche en septembre 2010, malgré l'installation d'un nouveau terminal destiné au transmanche en 2009. Mais l'espoir que la liaison renaisse subsiste.

#### Port de commerce
Classé dixième port de commerce métropolitain en 1960, neuvième en 1990, la fermeture des hauts-fourneaux de la Comilog en 2004 met un coup de frein au volume d'activité du port de commerce. En effet, près de 58 % de l'activité portuaire de Boulogne était directement liée à l'activité industrielle de la Comilog. Le port de commerce de Boulogne-sur-Mer passe alors à la 20e place du classement en 2005. En 2010, le trafic commercial global du port s'élève à 1 755 164 tonnes.

#### Port de plaisance
Avec 470 anneaux répartis en trois bassins, le port de plaisance de Boulogne peut accueillir tous les bateaux de plaisance, y compris les voiliers jusqu'à vingt-cinq mètres. Chaque année, le port reçoit environ 3 500 bateaux-visiteurs. La rive du port, située entre la plage et le centre-ville, est aménagée pour les promeneurs et les touristes, et bénéficie d'une forte fréquentation, liée surtout au succès de Nausicaá.
Le port dispose également d'une activité de chantiers navals, la Socarenam.

### Commerces et services
Le centre hospitalier de Boulogne est le premier employeur du territoire du SCOT en 2010, avec plus de 2 000 employés. L'administration et les établissements publics constituent également un pôle d'emploi (équipements scolaires, DDTM, chambres, université, agence d'urbanisme…).
La ville compte de nombreux commerces, bars et restaurants, dans les différents quartiers de Boulogne. À cela s'ajoutent les supermarchés, supérettes et centres commerciaux. Plusieurs centres commerciaux sont installés en ville et en périphérie :
- le centre commercial de la Côte d'Opale, situé en périphérie Est, dans la commune de Saint-Martin-Boulogne, est le principal centre commercial du Boulonnais ;
- le centre commercial de la Liane est situé en limite du centre-ville ;
- le centre commercial Leclerc est situé en périphérie sud, dans la commune d'Outreau.

### Monnaie locale
Le 17 mai 2013, Boulogne-sur-Mer lance sa monnaie locale, le Bou'Sol. Sa circulation prend fin le 30 novembre 2020.

### Tourisme

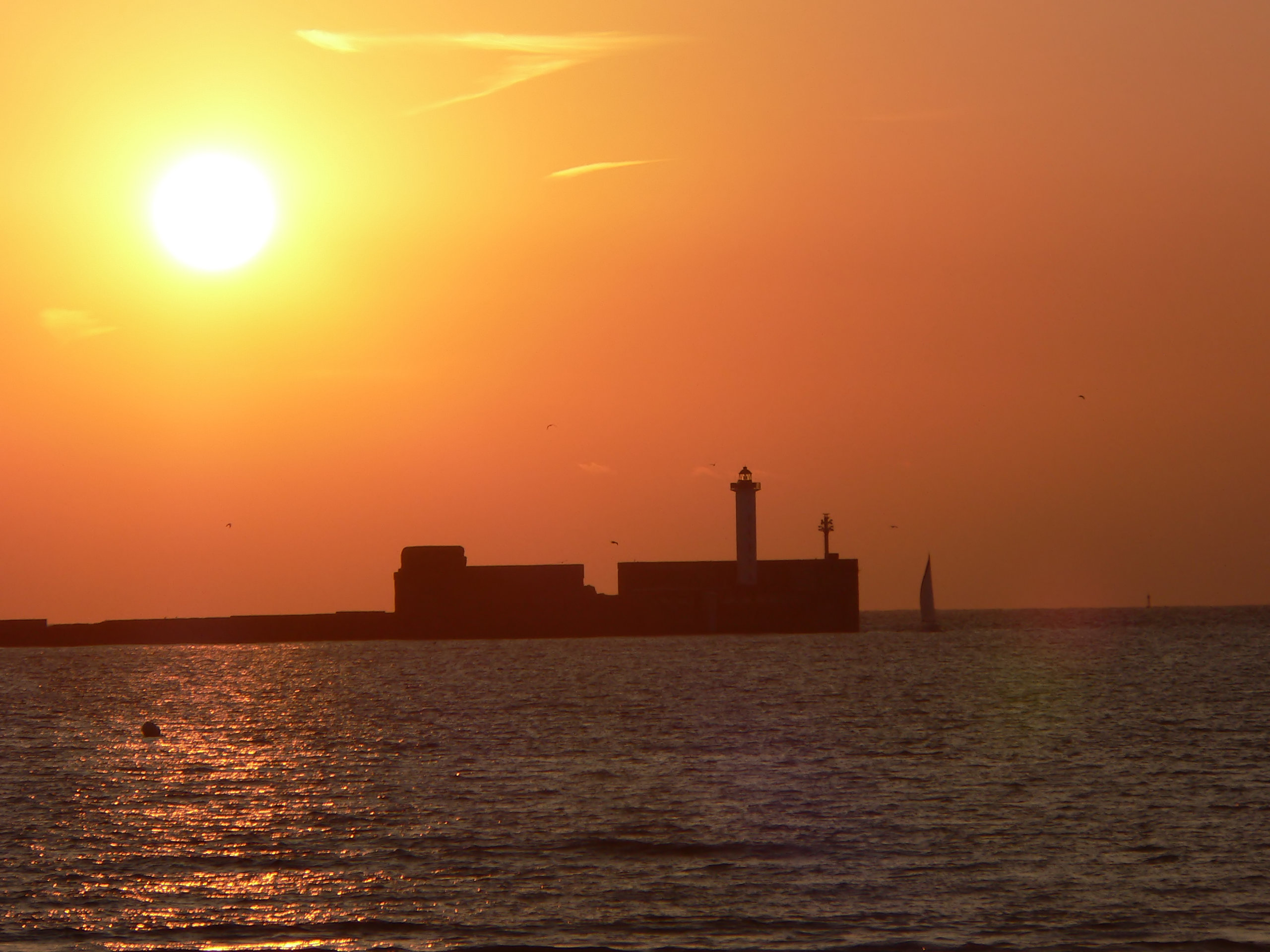
Le phare et la digue Carnot.

L'agglomération de Boulogne-sur-Mer est la principale destination touristique de la région Nord-Pas-de-Calais après la métropole lilloise. Sa situation géographique lui permet d'accueillir de nombreux Français, Belges et Anglais. Si la disparition des liaisons maritimes avec l'Angleterre a fortement perturbé l'activité touristique de Boulogne, le succès de Nausicaá depuis 1991 a limité les pertes.
Nausicaá, le centre de découverte de l'environnement marin constitué de l'un des plus grands aquariums publics d'Europe, est le premier site touristique de la région Nord-Pas-de-Calais, deuxième au nord de Paris après le Parc Astérix et quatorzième sur l'ensemble des sites non culturels de France.
En tant que ville côtière, Boulogne attire également de nombreux vacanciers sur sa plage, même si celles des communes voisines (Wimereux, Ambleteuse, Wissant, Hardelot, Équihen et Le Portel) sont souvent plus appréciées. La richesse du patrimoine attire aussi de nombreux touristes.
La digue Carnot, qui s'avance dans la mer sur près de 3 km, est un lieu privilégié des touristes et des pêcheurs de loisir. Elle abrite le « Phare de Boulogne », seul phare classé « phare en mer » de la région. À la suite de nombreux accidents, cette digue a menacé de fermer à plusieurs reprises.
Depuis le 31 décembre 2013, Boulogne-sur-Mer est classée « station de tourisme ». La commune bénéficie également de la dénomination de « commune touristique » depuis un arrêté préfectoral datant du 5 septembre 2011.
Au 1er janvier 2025, la commune dispose de dix hôtels pour une capacité totale de 350 chambres et de deux autres types d'hébergements collectifs totalisant 573 places de lit, mais ne dispose pas de camping.

### Industries et recherche
Boulogne dispose d'un réseau dense de PME et de PMI. Certaines entreprises sont leaders dans leurs spécialités comme l'usine de crayons Conté (BiC), le centre d'appels Armatis et l'entreprise d'aliments pour animaux Continentale Nutrition.
Près du port, de nombreuses entreprises sont spécialisées dans la filière halieutique (Findus, Alfesca, Marine Harvest, Scamer, Copromer, Tradimar, Océan Délices, etc). Il existe également plusieurs centres de recherche consacrés à la mer (notamment Ifremer et le pôle de compétitivité Aquimer).
Les communes voisines abritent également des industries, principalement sous forme de parcs d'activités, avec encore certaines entreprises leaders dans leurs spécialités comme le fabricant de cosmétiques Alkos, le fabricant de lessives écologiques Ecover, le fabricant d'alternateurs automobiles Valeo, la Société boulonnaise d'électronique (SBE) et la Société d'impression du Boulonnais (SIB).

## Culture locale et patrimoine

### Lieux et monuments

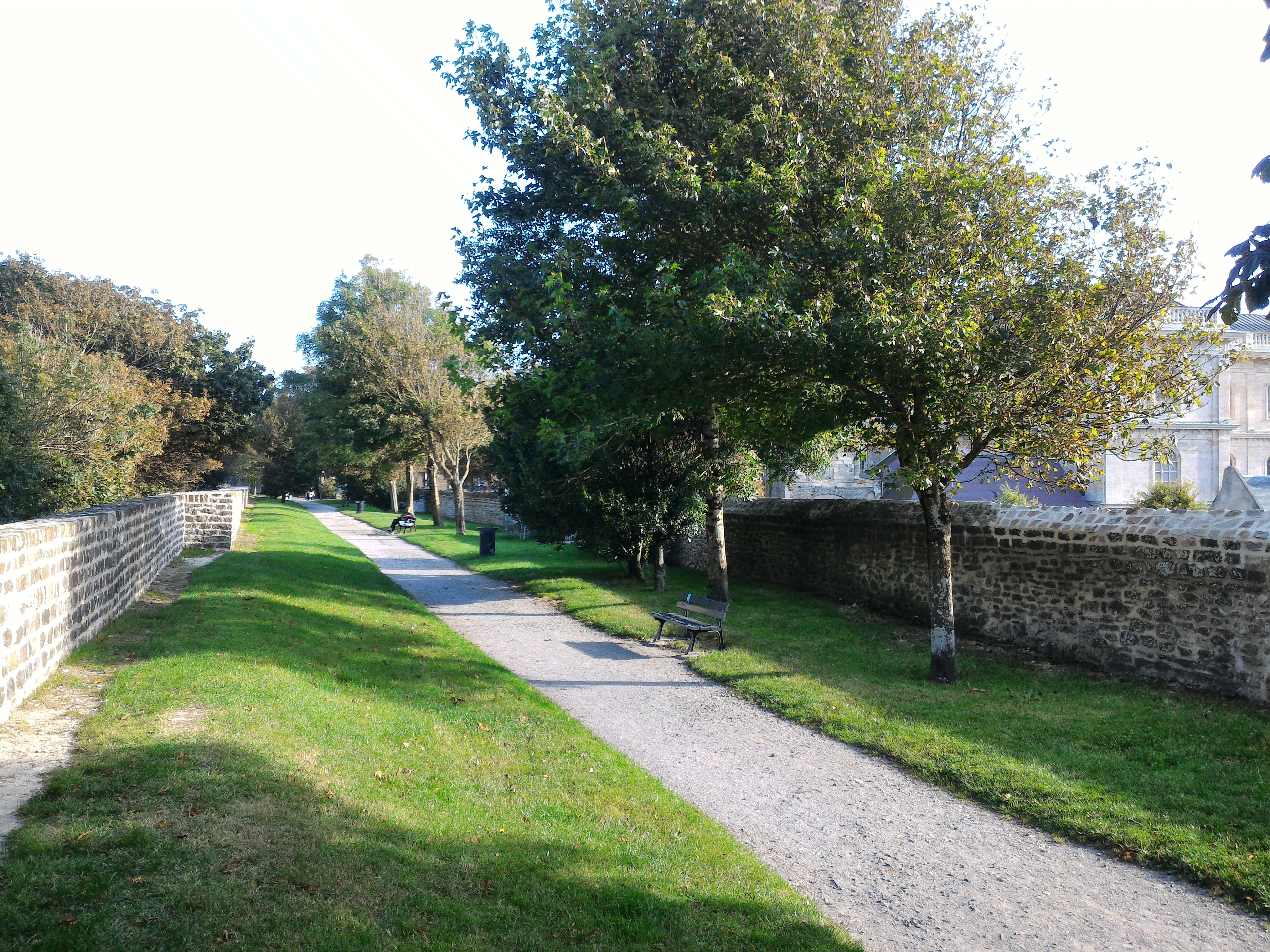
Promenade sur les remparts de la ville fortifiée.

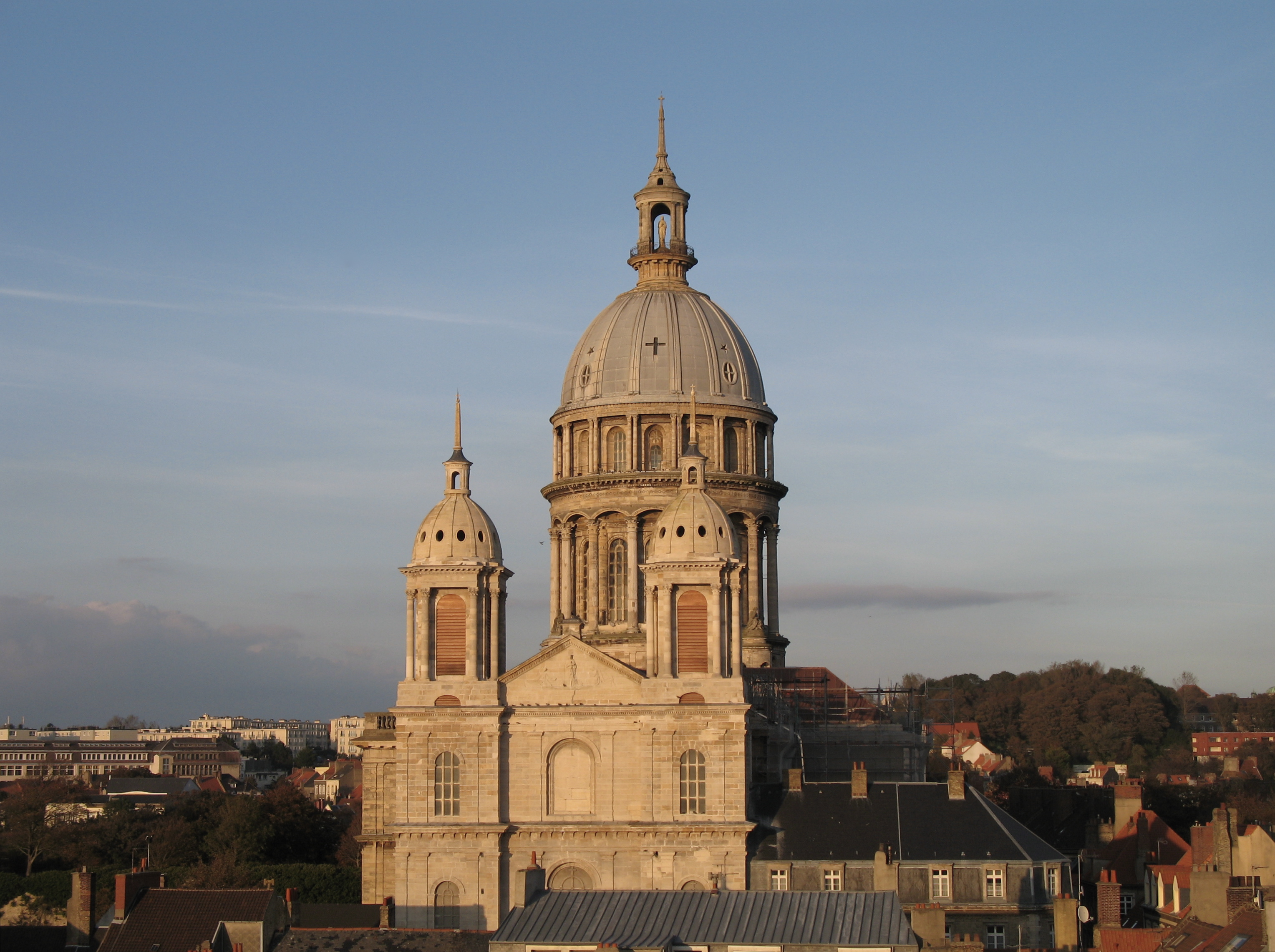
La basilique Notre-Dame.

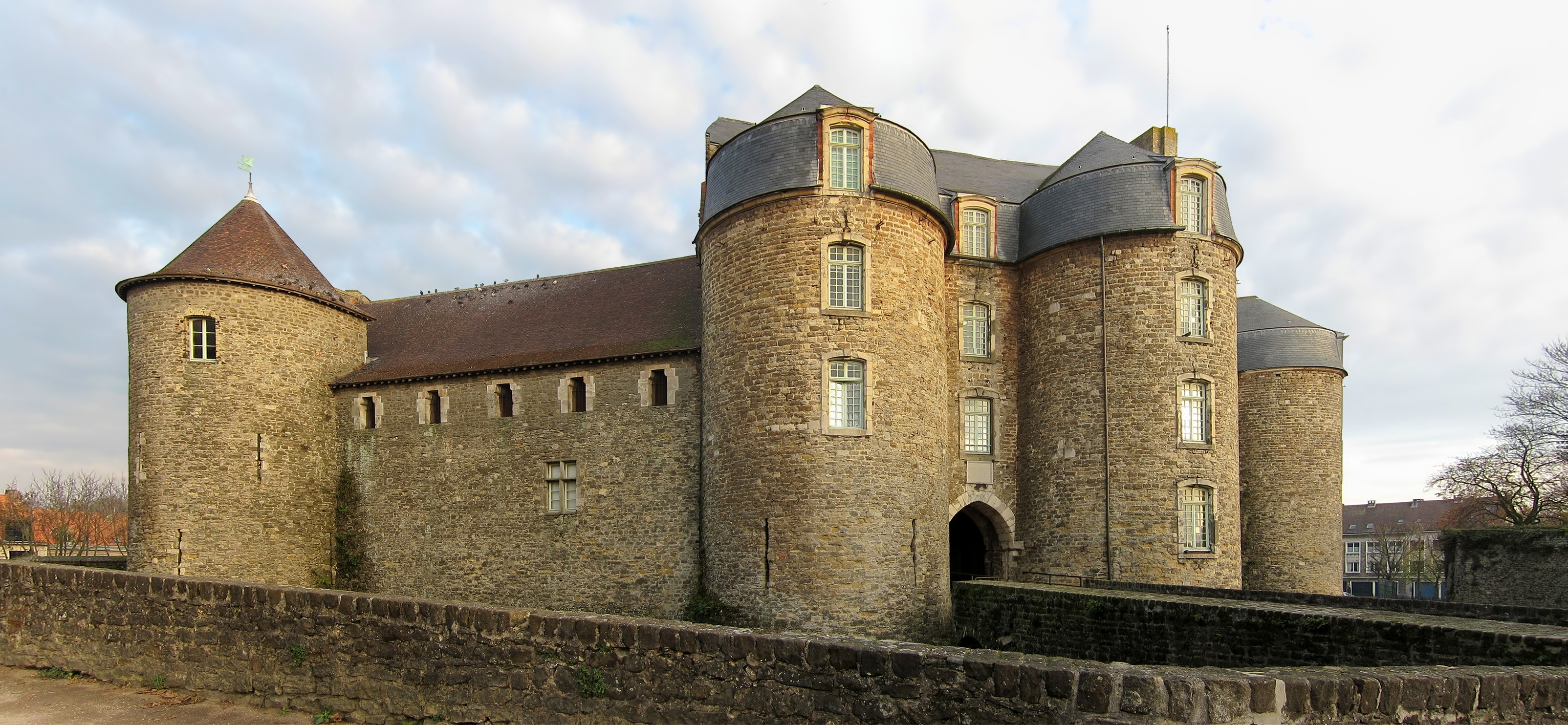
Le château d'Aumont, devenu château-musée.

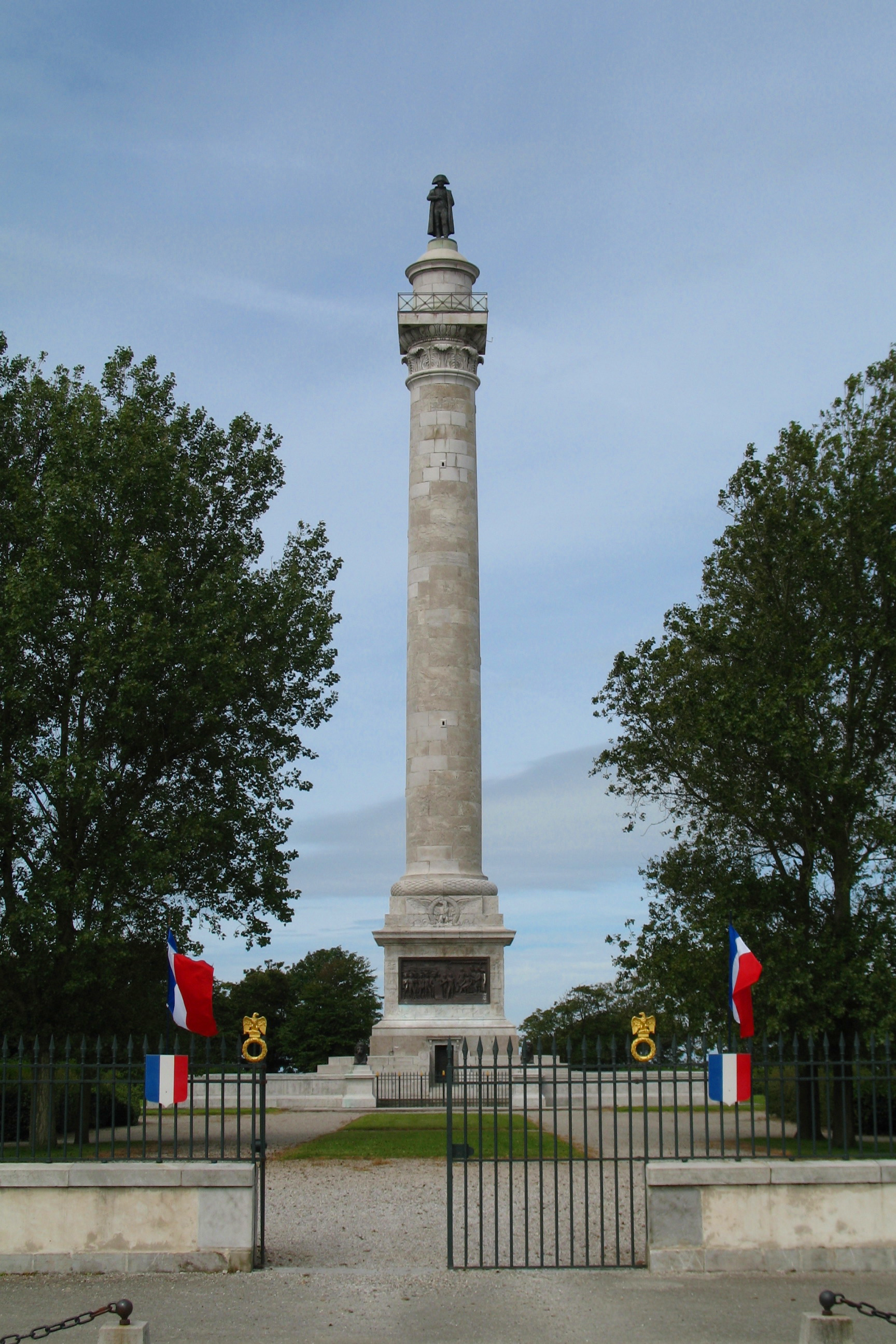
La Colonne de la Grande Armée, et sa statue de Napoléon tournant le dos à l'Angleterre.

#### Monuments historiques de la ville fortifiée
La ville fortifiée (aussi appelée vieille ville ou haute-ville) est construite à l'emplacement du camp romain qui devint la ville gallo-romaine de Gesoriacum, une des bases possibles de la « Classis Britannica ». Réalisées par Philippe Hurepel de Clermont, fils du roi de France Philippe Auguste, les fortifications qui l'entourent et le château (aujourd'hui musée) constituent l'un des ensembles architecturaux médiévaux les mieux conservés en France. Les soubassements de ces remparts sont ceux des remparts gallo-romains.
Aujourd'hui quartier de Boulogne-sur-Mer, la ville fortifiée conserve les dimensions et le tracé historique des voies orthogonales (cardo, decumanus, forum), derniers vestiges du castrum. Elle abrite de nombreux monuments historiques :
- le beffroi : inscription aux monuments historiques par arrêté du 10 juin 1926, inscription au patrimoine mondial de l'UNESCO en 2005. Il s'agissait à l'origine du donjon du premier château connu des comtes de Boulogne, attribué à Renaud de Dammartin (fin XIIe siècle). Ses salles accueillent un musée lapidaire (vitrail de Godefroy de Bouillon, boulets de pierre et de fonte, puits…)[244] ;
- la basilique Notre-Dame de l'Immaculée Conception : classement par arrêté du 26 mars 1982. Elle est construite par l'abbé Benoît-Agathon Haffreingue entre 1827 et 1866 sur l'emplacement de la cathédrale rasée en 1798. Son dôme, haut de 101 m, se voit à des kilomètres à la ronde. Le visiteur peut y découvrir le splendide autel Torlonia, chef-d'œuvre de la mosaïque italienne, réalisé dans les ateliers du Vatican. D'un poids de 16 tonnes, il est composé de 147 sortes de marbre et de pierres ornementales. De nombreuses œuvres d'Eugène Delaplanche y sont aussi présentées (statue de Notre-Dame de Boulogne, cénotaphe de l'abbé Haffreingue, autel du Sacré-Cœur…)[245],[246] ;
- la crypte de la basilique : classement avec la basilique. Ses soubassements datent de l'époque romaine. Celle-ci est très impressionnante par ses dimensions (l'une des cryptes les plus vastes de France et d'Europe du Nord), ses salles (crypte basse, crypte du dôme, chapelle de la Vierge…), ses murs recouverts de fresques (« grisailles » du XIXe siècle et peintures médiévales), ses sculptures et son trésor d'art sacré (dont le reliquaire du Saint-Sang, offert par Philippe le Bel en 1308) ;
- le château d'Aumont : inscription par arrêté du 10 juin 1926, classement par arrêté du 6 octobre 1977. Aujourd'hui château-musée, il comporte des collections variées : masques d'Alaska, collection d'antiquités égyptiennes, objets d'Afrique et d'Océanie, sculptures romaines et médiévales, tableaux de Georges Mathieu. Le visiteur découvre en même temps les fondations romaines de l'édifice ainsi que la salle de la Barbière (salle gothique voûtée d'ogives), la salle comtale et la chapelle[247],[248]. Les remparts sont inscrits avec le château ;
- le palais impérial, ou hôtel Desandrouin ou des Androuins : inscription par arrêté du 20 septembre 1946, classé partiellement par arrêté du 27 juin 1984. Construit en 1777 par Giraud Sannier pour le vicomte François-Joseph-Théodore Desandrouin, il a accueilli brièvement le Premier Consul puis empereur Napoléon, l'impératrice Marie-Louise d'Autriche et le tsar Alexandre Ier[249],[250] ;
- l'abbaye et église Saint-Wilmer : immeubles contenant les restes de l'abbaye et de l'église : inscription par arrêté du 11 janvier 1944[251] ;
- la fontaine aux Dauphins, rue de Lille : inscription par arrêté du 16 janvier 1947[252].
- la fontaine Louis XVI et pavillon, derrière la porte Gayole : fontaine, avec la façade du pavillon qui la surmonte et le mur sur lequel elle est adossée sur une longueur de 10 mètres environ de chaque côté du monument : inscription par arrêté du 5 octobre 1945[253] ;
- la maison du Croissant, rue de Lille, façade et porche : inscription par arrêté du 5 avril 1948[254] ;
- les ouvrages d'entrée de la ville fortifiée : Porte des Degrés[255], Porte Gayole (façade des deux tours qui forment la porte, à l'exclusion des locaux intérieurs)[256], Porte Neuve (ou Porte de Calais ou Porte Flamengue)[257] et Porte des Dunes[258] classées en 1905.

#### Autres monuments historiques
- La colonne de la Grande Armée, située tout près de Boulogne, à Wimille, érigée en 1804 sur l'ordre de Napoléon Ier, classée en 1905[259].
- Le mémorial de la Légion d'honneur, près de la plage, stèle inauguré en décembre 1809 en l'honneur de la première distribution de la Légion d'honneur au camp de Boulogne.
- L'église Saint-Nicolas : chœur et transept, inscription par arrêté du 10 juin 1926. Située en centre-ville, cette église gothique recèle de magnifiques statues du XVe siècle. Autour se trouvent de vastes souterrains remontant au XIIe siècle (propriétés privées non visitable par le public)[260].
- L'église Saint-Vincent-de-Paul : inscription en 2015[261],[262]. Elle est issue de la reconstruction du quartier Capécure au XXe siècle.
- La chapelle du Saint-Sang, dite la Capelette, son enclos et sa grille de clôture : inscription par arrêté du 5 mars 1990[263],[264].

#### Architecture contemporaine remarquable
- Les buildings du Quai Gambetta, construits entre 1951 et 1961 sur les plans de l'architecte Pierre Vivien et par l'ingénieur Eugène Mopin, sont labellisés Architecture contemporaine remarquable (ACR) depuis 2009[265].
- L'église paroissiale Saint-Jean-Baptiste sise 1-3 allée Gustave-Flaubert, construite en 1962 et 1963 sur les plans de l'architecte Pierre-André Dufétel est labellisée Architecture contemporaine remarquable (ACR) depuis 2004[265].

#### Site classé
Un site classé ou inscrit est un espace (naturel, artistique, historique…) profitant d'une conservation en l'état (entretien, restauration, mise en valeur…) ainsi que d'une préservation de toute atteinte grave (destruction, altération, banalisation…) en raison de son caractère remarquable au plan paysager. Un tel site justifie un suivi qualitatif, notamment effectué via une autorisation préalable pour tous travaux susceptibles de modifier l'état ou l'apparence du territoire protégé.
Dans ce cadre, la commune présente un site classé par arrêté du 16 mai 1916 : les remparts de Boulogne-sur-Mer à l'exception des parties des dits remparts déjà classés parmi les monuments historiques.

#### Autres lieux et monuments (liste non exhaustive)

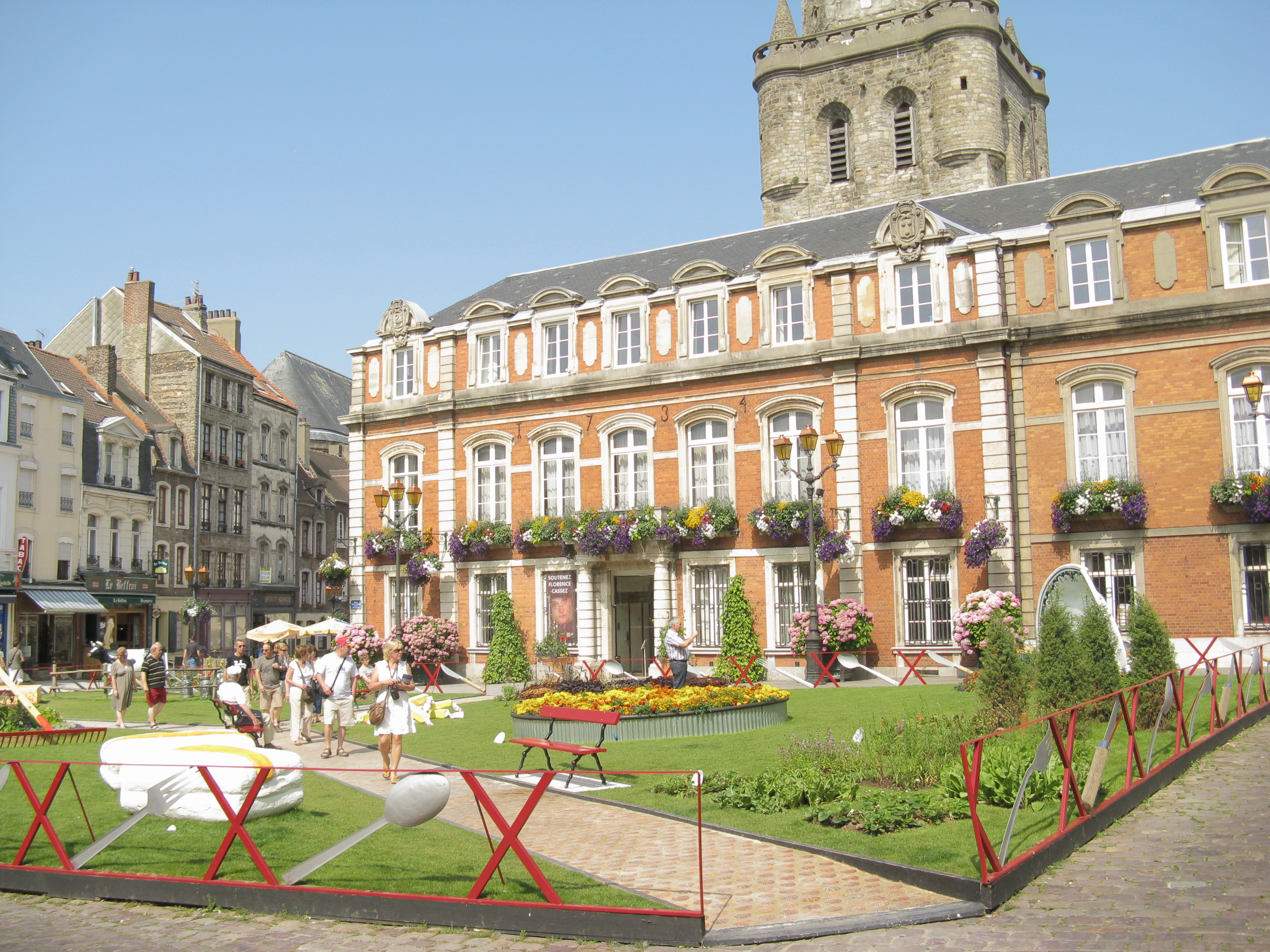
L'hôtel de ville.

- L'hôtel de ville, situé dans la ville fortifiée, présente une façade en brique et pierre, datée de 1734. De cette époque datent le bureau du maire ainsi que la salle des gouverneurs (ou salle des mariages), de style rocaille. On peut également y voir la salle Eurvin (salle des fêtes), orné d'un grand tableau représentant le siège de 1544, la salle du Conseil municipal et un jardin japonais.
- Le palais de justice du XIXe siècle dans la ville fortifiée, présente une façade néo-classique abritant, entre autres, les statues de Charlemagne et de Napoléon. Une tour carrée romaine a été découverte sous l'édifice.
- La bibliothèque municipale classée dans la ville fortifiée, dans l'ancien couvent des Annonciades, dont les dispositions d'ensemble (chapelle, cloître…) sont encore visibles. Elle abrite plusieurs dizaines de milliers d'ouvrages, dont une cinquantaine d'incunables[268].
- La Casa San Martín, dans le centre-ville, maison dans laquelle a résidé le libérateur argentin, le général José de San Martín, devenu aujourd'hui un musée en son honneur.
- La statue équestre du général San Martín, sculptée par Henri Allouard le long de la plage et inaugurée le 24 octobre 1909[269]. On compte également plus d'une vingtaine de statues ou ouvrages rendant hommage à des personnalités liées à la ville.
- La maison de la Beurière reconstitue l'habitat typique des anciens marins pêcheurs de Boulogne. Il s'y déroule, en septembre, des festivités liées à la pêche et à la vie traditionnelle des travailleurs de la mer tout au long de l'histoire (visites, démonstrations, défilés en habits traditionnels, dégustations…).
- Le calvaire des Marins, chapelle dédiée aux équipages des bateaux perdus en mer. La grande procession (dernier dimanche d'août) relie le calvaire à la basilique.
- La Villa Huguet, construite en 1900 par Charles Godefroy pour Huguet, neveu du sénateur-maire de Boulogne[270]. Elle a accueilli pendant plusieurs décennies le musée d'histoire naturelle de la ville et accueille aujourd'hui les services municipaux d'architecture, d'archéologie et d'Histoire.
- Le monument aux morts du boulevard Eurvin, pour les Boulonnais morts pendant les deux guerres mondiales[271].
- Le Boulogne Eastern Cemetery et le cimetière militaire de Terlincthun, créés durant la Première Guerre mondiale pour les soldats de l'armée impériale britannique morts dans les hôpitaux de la ville.
- Les quatre buildings du boulevard Gambetta, édifiés de 1951 à 1955 par l'architecte Pierre Vivien, reconnus « patrimoine du XXe siècle » en 2009. Issus de la reconstruction d'après-guerre, ils se distinguent par leurs hauteurs de 40 mètres et le traitement coloré des façades[272],[273].
- La gare maritime, ancienne gare ferroviaire et ancien terminal d'embarquement pour l'Angleterre, aujourd'hui utilisée pour des expositions, des conférences et des événements culturels.
- L'école-musée, dans le centre-ville, retrace l'histoire de l'école du début du XIXe siècle à aujourd'hui et présente un mobilier d'époque remarquable.
- Le conservatoire à rayonnement départemental, établissement d'enseignement de musique et de danse situé en centre-ville depuis 1987, dans l'ancien collège Angelier (construit en 1841) rénové par l'architecte Bertrand Klein.
- L'école d'Arts, en centre-ville, construit au XVIIIe siècle en tant qu'Hôtel Chanlaire, devenu ensuite école, puis bibliothèque municipale et école d'arts[274].
- Britannia a été un monument érigé à Boulogne-sur-mer en 1938 en commémoration du rôle joué par les soldats du Royaume-Uni pendant la Première Guerre mondiale. Il fut bombardé en juillet 1940 par les Allemands et ne fut pas reconstruit.

### Patrimoine culturel

#### Bijou boulonnais
C'est dans le milieu maritime, au début du XIXe siècle, que naît l'histoire du bijou boulonnais comme le nœud d’amour, aussi appelée « bague boulonnaise » ou les dorlots. Il est un signe extérieur de richesse pour les mareyeurs. La bague boulonnaise était offerte par les marins à leurs épouses pendant leur grossesse, il est composé de neuf boules en or, chaque boule représentant un mois de grossesse et les cordages qui les entourent rappellent les cordes des bateaux. Des personnages connus portent ces bijoux comme Carole Bouquet, Eddy de Pretto et Valérie Trierweiler,.

#### Folklore
Comme de nombreuses villes de la région, Boulogne-sur-Mer possède ses géants : Batisse et Zabelle, inaugurés en 1923, représentant un marin pêcheur et sa femme. Ils mesurent 3,80 m et pèsent 60 kg.
Ils se sont mariés en 2003 et ont eu un enfant, le géant « Ti Pierre », le 14 juillet 2015 (il mesure 2,60 m pour 35 kg).

#### Langues
La langue principalement parlée à Boulogne-sur-Mer est le français. Une minorité de la population (variable selon les quartiers) parle encore le patois boulonnais, dérivé du picard, parfois mêlé d'anglo-normand.
La proximité avec l'Angleterre fait que l'anglais est également bien parlé dans certains quartiers.

### Gastronomie

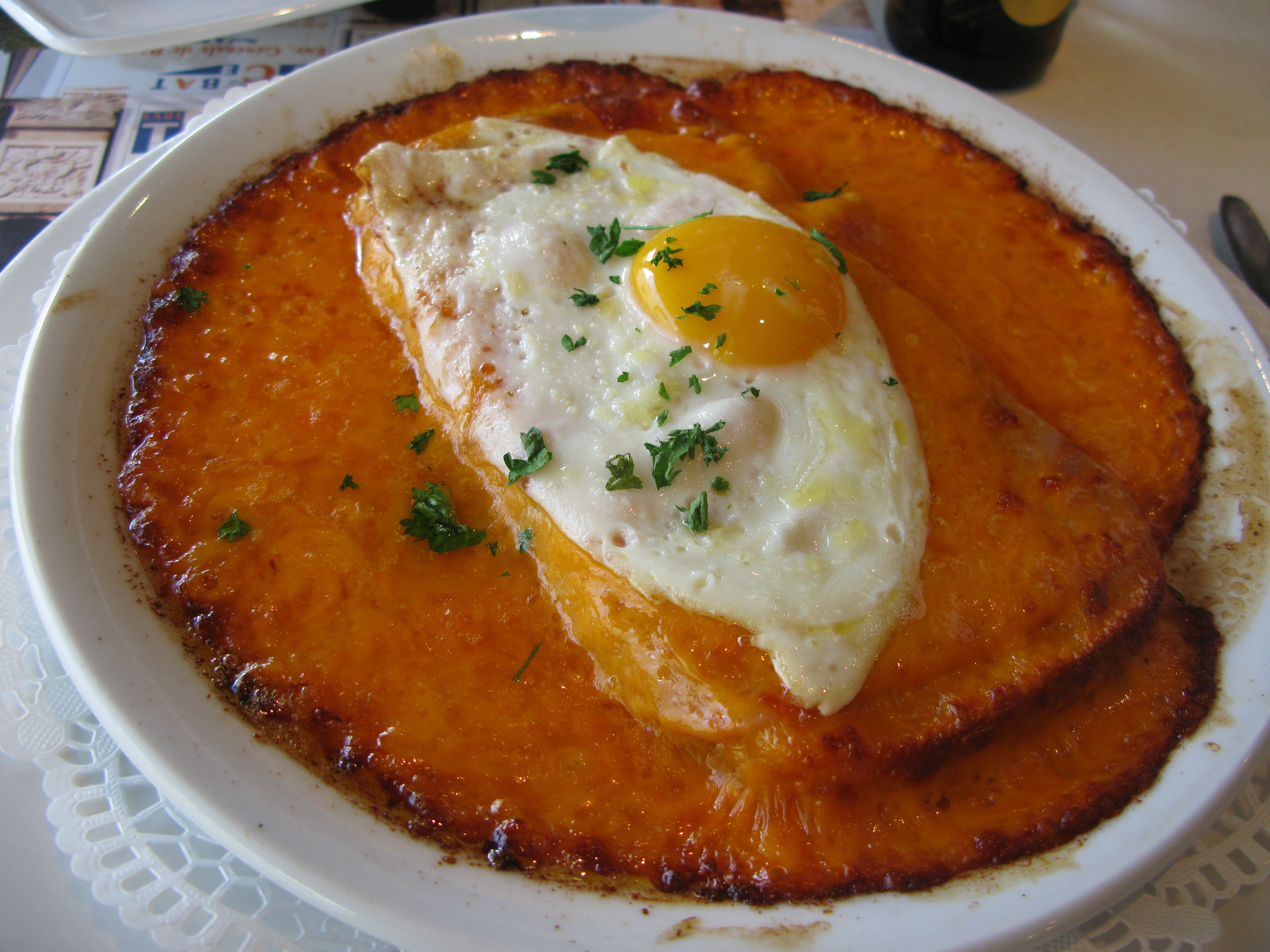
Le welsh est devenu un plat typique des brasseries boulonnaises.

Beaucoup de spécialités gastronomiques du premier port de pêche français sont à base de produits de la mer (comme le kipper ou le rollmops à base de hareng, le maquereau au vin blanc ou encore les moules, traditionnellement mangées dans la région avec des frites).
D'autres spécialités de Boulogne et ses environs sont également réputées et appréciées, comme les fraises de Samer, la tarte au papin, la bière des 2 Caps, les chocolats de Beussent ainsi que de nombreux fromages (le vieux Boulogne, l'écume de Wimereux, le fort d'Ambleteuse, etc).
Bien que présentes, les célèbres spécialités du Nord (friteries, maroilles, fricadelle…) sont moins communes que dans le reste de la région. La gastronomie boulonnaise est surtout influencée par la gastronomie d'outre-Manche (avec le welsh ou le pudding de Noël par exemple).

### Nausicaá, le centre national de la mer
Centre national de la mer, Nausicaá a déjà accueilli plus de quinze millions de visiteurs. C'est un centre de culture scientifique et technique consacré à la relation que l'homme entretient avec la mer. Ouvert le 18 mai 1991 après plus de dix ans de gestation, le centre est aujourd'hui l'un des principaux sites touristiques de France (le premier du département et le deuxième au nord de Paris).
Outre sa vocation de loisir, le centre privilégie la dimension pédagogique de son projet en sensibilisant au respect des mondes marin et côtier. Cette politique lui a valu en 1999 le label Centre d'Excellence de la Commission Océanographique Intergouvernementale de l'UNESCO. En 2006, il accède au statut de membre de l'Union internationale pour la conservation de la nature (UICN). Situé face au port de pêche, sur la jetée, ses aquariums totalisant plus de 17 millions de litres d'eau de mer abritent une faune riche de plus de 60 000 espèces marines venant du monde entier, sur 10 000 m2. Ils sont accompagnés d'expositions sur la faune maritime, l'exploitation et la gestion des ressources marines (pêche, aquaculture, aménagement du littoral, transport maritime, exploitation des ressources minérales et énergétiques, tourisme…). Son objectif est de faire découvrir et aimer la mer au grand public, tout en le sensibilisant à la nécessité d'une bonne gestion des ressources marines.

### Lieux culturels et de spectacle

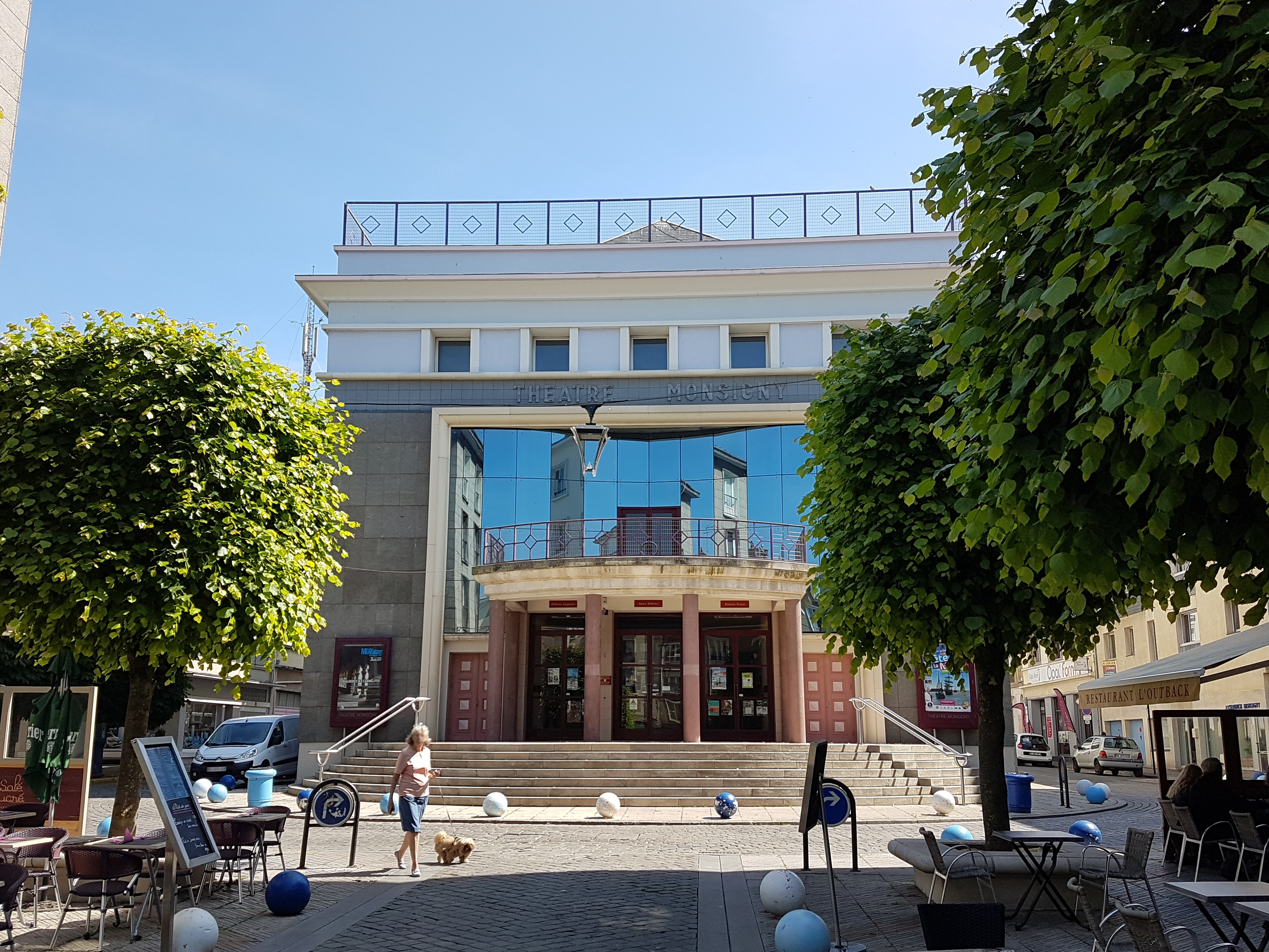
Façade du théâtre Monsigny.

Une école d'art et un conservatoire assurent une formation artistique de qualité.
La première salle de spectacle de Boulogne ouvre ses portes en 1772, à l'initiative de Philippe Baret. En 1823, la municipalité s'engage dans la construction d'un véritable théâtre, plus vaste et plus confortable, bâti par Éloi Labarre entre 1825 et 1827. Le théâtre est détruit dans un incendie en 1854. Il est nécessaire pour la ville, très dynamique à l'époque, de le reconstruire. Elle confie à son architecte municipal, Albert Debayser, le soin de réaliser ce nouveau théâtre.
Le théâtre Monsigny est ainsi inauguré en juin 1860 dans le centre-ville de Boulogne et permet la représentation d'opérettes, de comédies musicales, d'opéras et de comédies. Aujourd'hui, il s'agit d'une salle de spectacle de 502 places (depuis sa rénovation de 2023) permettant l'accueil d'artistes de renommée internationale, mais aussi de troupes locales, théâtrales et lyriques.
Boulogne abritait quatre cinémas en ville jusque dans les années 1980. Jusque juillet 2024, le complexe Les Stars avec ses sept salles pouvant accueillir jusqu'à 880 personnes était le seul cinéma de la ville. Depuis août 2024, un nouveau complexe de 14 salles, dont 4 avec des particularités spéciales a ouvert en 2024 dans le quartier de Capécure. Celui-ci est bien plus grand que celui du centre-ville, aujourd’hui fermé. Ce nouveau cinéma dispose également d’un restaurant. En périphérie se trouvent aussi un cinéma à Hardelot (deux salles) et un multiplexe de 12 salles à la Cité Europe de Coquelles pouvant accueillir jusqu'à 2 371 personnes.
La ville dispose d'autres salles de spectacles : la Faïencerie et le Rollmops Théâtre à Bréquerecque, les Pipots dans le centre, le Carré Sam au Chemin Vert, etc. Le palais des sports Damrémont peut également accueillir des spectacles. En septembre 2024 a été inauguré l'Embarcadère dans le quartier de Capécure, dont la capacité est de 3 000 places assises/debout ou 1 647 places en configuration assise.
Un réseau de trois médiathèques est également ouvert au public.

### La statue du général San Martín

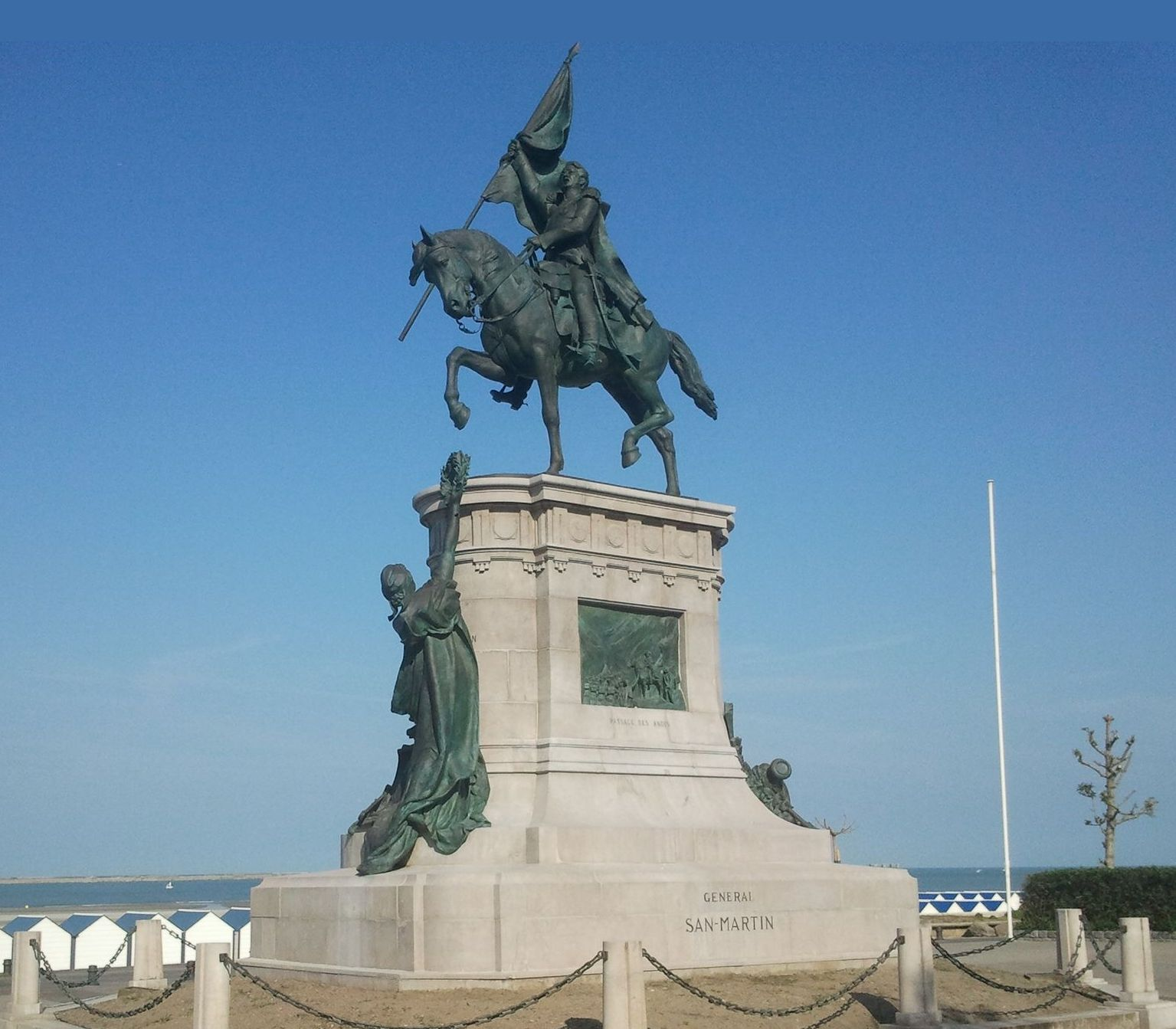
Statue du général San Martín, sur le boulevard Sainte-Beuve.

Au cours de la Seconde Guerre mondiale, Boulogne-sur-Mer endure des raids aériens et beaucoup d'attaques navales. Dans la nuit du 15 juin 1944, 300 avions anglais larguent des tonnes de bombes sur la ville. Toutes ces attaques cherchent à affaiblir une base sous-marine installée à 200 mètres de la statue du Libérateur[réf. nécessaire].
Comme d'habitude dans la région, les attaques sont faites à haute altitude afin d'occasionner plus de dégâts. Tout est détruit dans le secteur près de la statue du général San Martín, sauf la statue de San Martín elle-même, bien que plusieurs bombes aient explosé autour.

### Boulogne-sur-Mer dans les arts

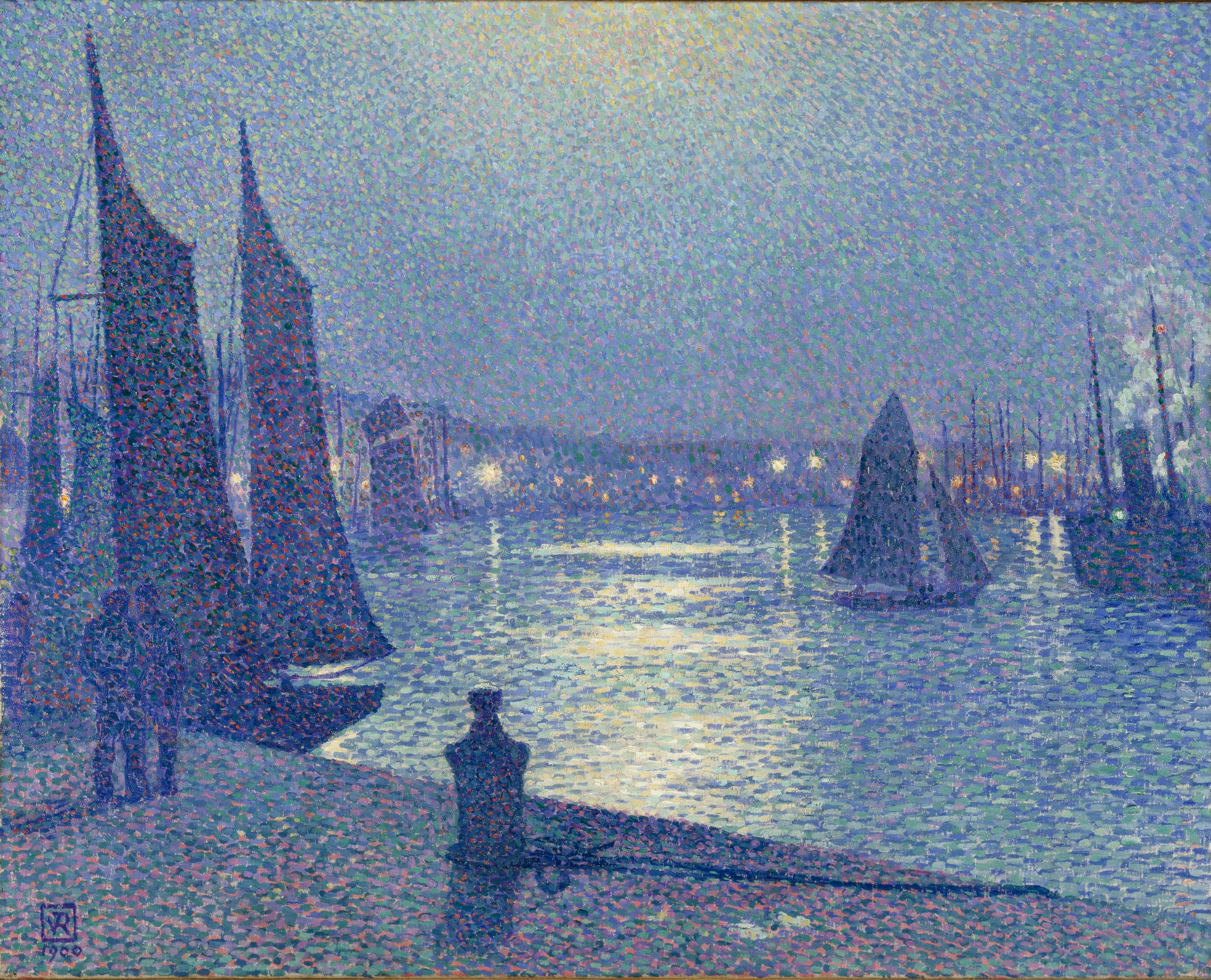
Clair de lune à Boulogne-sur-Mer
Théo Van Rysselberghe, 1900
Musée Folkwang, Essen

#### Œuvres littéraires
- La nouvelle En mer (1883) de Guy de Maupassant se déroule à Boulogne-sur-Mer.
- Le Brigadier Gérard d'Arthur Conan Doyle (1903) se situe durant le Camp de Boulogne en pleine épopée napoléonienne. Ce livre a été écrit entre Le Chien des Baskerville (1902) et Le Retour de Sherlock Holmes (1904).
- Le Fundamento de Esperanto qui fixe les bases de la langue internationale espéranto, rédigé par Louis-Lazare Zamenhof, est adopté en 1905 à Boulogne-sur-Mer à l'occasion du premier congrès mondial d'espéranto qui réunit 688 participants issus de 20 pays.
- Fantômas est également passé à Boulogne-sur-Mer : au chapitre 27 du roman Les Amours d'un prince (1912), devenu en 1933 Fantômas s'amuse.
- Le Capitaine du Jamboree de Jean-Louis Dubreuil (1951), une fresque littéraire incontournable pour les intéressés du scoutisme ou de la marine.
- Le commissaire San-Antonio (SA no 7 En long, en large et en travers, 1958) pour une intrigue sur la Côte d'Opale entre Montreuil, Le Touquet-Paris-Plage et Boulogne-sur-Mer.
- Adieu mes quinze ans (1964) de Claude Campagne (pseudonyme utilisé par le couple Jean-Louis et Brigitte Dubreuil).
- Les Enfants de la Brume, de Claude Campagne, est la suite de la saga du Cadran solaire et d'Adieu, mes Quinze Ans.
- Le Cahier bleu de Claude Campagne, Éditions Christian Navarro.
- Un impossible Amour de Claude Campagne, Éditions Christian Navarro.
- SOS Bagarreur (1968). Bande dessinée sur un remorqueur boulonnais de la collection Alain Brisant / Dupuis Aventure des éditions Dupuis. Dessins de René Follet et scénario de Maurice Tillieux.
- Portus Itius d'Auguste Mariette. Ouvrage sur le port d'embarquement mythique de Jules César qui, selon l'auteur, est Boulogne-sur-Mer. Éditions Christian Navarro.
- Étude sur le Portus Itius de Jules César, de Daniel Haigneré, qui conforte la thèse d'Auguste Mariette selon laquelle Boulogne-sur-mer est le fameux Portus Icius, Éditions Christian Navarro.
- Les héros de Love Affairs for Grown-Ups (2009) de Debby Holt se rencontrent sur le car-ferry entre Douvres et Boulogne-sur-Mer.
- Mariette Pacha - L'Homme du Désert d'Ernest Desjardins, une biographie très fouillée sur l'égyptologue, Éditions Christian Navarro.
- Dictionnaire du Parler picard du Boulonnais et de ses confins…, de Jacques Mahieu-Bourgain, ouvrage composé de quatre parties (Phonétique du parler boulonnais, Une histoire en patois boulonnais, dictionnaire de référence des mots patois, conjugaison…) Éditions Christian Navarro.
- Noms de Lieux du Boulonnais, de Jacques Mahieu-Bourgain, ouvrage sur la toponymie des villages du boulonnais et de ses confins. Éditions Christian Navarro.

#### Œuvres musicales
- Le compositeur Richard Wagner a composé son « Vaisseau fantôme » en 1841 après sa traversée en bateau entre Riga et Boulogne-sur-Mer, marquée par une tempête au large de la Norvège.
- La chanson It's a Long Way to Tipperary fut popularisée par les Connaught Rangers (en) lorsqu'ils traversèrent la ville le 13 août 1914.
- Les scènes en extérieur du clip Face à la mer (2004) de Calogero et Passi ont été tournées à Boulogne-sur-Mer (sur la plage et la place Damrémont) et dans le Boulonnais.

#### Films et séries
Boulogne-sur-Mer est une ville recherchée pour y tourner des films ou des scènes de films. À deux heures des studios de Paris, sa diversité, son littoral, sa lumière et la disponibilité de ses habitants en font une ville de prédilection pour l'industrie du cinéma. Liste des films et séries tournés à Boulogne-sur-Mer :
- 1897 : Boulogne-sur-Mer, premier film de la société Gaumont, qui débuta la production de films avec des documentaires ;
- 1963 : Muriel ou le Temps d'un retour, drame d'Alain Resnais, récompensé à la Mostra de Venise[285]. Le film est diffusé, à Boulogne-sur-Mer, le 22 octobre 1963 au cinéma VOG rue Coquelin, en présence d'Alain Resnais et rediffusé le 6 octobre 2023 aux Stars[286] ;
- 1967 : Maigret : Le chien jaune, téléfilm d'après le roman (dont l'action est située à Concarneau) de Georges Simenon, avec Jean Richard dans le rôle de Maigret ;
- 1971 : Adieu mes quinze ans, feuilleton télévisé en dix-neuf épisodes de treize minutes, créé par Pierre Dupriez d'après le roman éponyme de Claude Campagne et diffusé à partir du 4 mai 1971 sur la première chaîne de l'Office de radiodiffusion-télévision française (ORTF) ;
- 1987 : Sous le soleil de Satan, de Maurice Pialat, avec Gérard Depardieu et Sandrine Bonnaire, palme d'or du Festival de Cannes 1987, adapté du roman éponyme de Georges Bernanos publié en 1926 ;
- 1992 : Omnibus, tourné à Saint-Omer (première gare), Boulogne-sur-Mer (scène de départ) et Desvres : une perle de huit minutes, qui a obtenu entre autres la palme d'or du meilleur court-métrage en 1992, le César du cinéma du meilleur court-métrage en 1993 et l'oscar du cinéma du meilleur court-métrage en 1993 ;
- 1995 : En avoir (ou pas), drame romantique de Lætitia Masson avec Sandrine Kiberlain ;
- 1999 : Inséparables, comédie de Michel Couvelard, avec Catherine Frot et Jean-Pierre Darroussin ;
- 1999 : Rien à faire, drame romantique de Marion Vernoux avec Valeria Bruni Tedeschi ;
- 2000 : Le Monde de Marty, drame, avec Michel Serrault dans le rôle d'un homme atteint de la maladie d'Alzheimer ;
- 2007 : Mini-série de télévision Les Oubliées, six épisodes de cinquante-deux minutes (scènes également tournées à Lille) ;
- 2007 : La Chambre des morts, d’Alfred Lot, avec Mélanie Laurent et Gilles Lellouche, d'après le roman policier à succès éponyme de Franck Thilliez ;
- 2008 : M & N, un drame de Frederic Colier ;
- 2008 : La ville est le sujet d'un épisode complet de la série télévisée américaine Les Tudors (saison 4, épisode 8[287]) consacré au siège de Boulogne de 1544. Néanmoins, les scènes n'ont pas été tournées dans le vrai Boulogne mais dans une reconstitution ;
- 2013 : Plusieurs épisodes de la série franco-britannique Tunnel diffusée sur Canal+ sont tournés à Boulogne : sur la place Dalton en centre-ville en 2013[288], à la gare et au Chemin Vert en 2017[289] ;
- 2014 : Construire ensemble la rue Auguste Delacroix de Jacques Kébadian et Sophie Ricard, décrit la réhabilitation architecturale d'une rue du quartier Chemin Vert, en liaison permanente avec ses habitants[pertinence contestée] ;
- 2014 : Chante ton bac d'abord, film réalisé par David André et sorti le 22 octobre 2014 en salles, met en scène des lycéens du lycée Mariette qui préparent leur baccalauréat. Le film présente Boulogne comme une ville « au passé glorieux où il n'y a plus d'espoir aujourd'hui ». Présenté au FIGRA, il a reçu le FIPA d'or du documentaire de création 2014[290],[291] ;
- 2015 : La série Virage Nord, polar diffusé sur Arte en 2015, prix de la meilleure série au Festival de la fiction TV de La Rochelle 2014, qui raconte l'histoire d'un club de football secoué par le meurtre d'un supporter. Boulogne-sur-Mer est pris comme décor pour représenter la ville fictive d'Arcanville[284] ;
- 2016 : Ma Loute, film de Bruno Dumont, avec Fabrice Luchini et Juliette Binoche, sélection officielle du Festival de Cannes 2016 et nommé aux César 2017, est tourné intégralement dans le Boulonnais, dont en partie sur le port de Boulogne[292] ;
- 2017 : Happy End, film de Michael Haneke, avec Isabelle Huppert, Jean-Louis Trintignant et Mathieu Kassovitz, sélection officielle du Festival de Cannes 2017[293].
- 2021 : Les Pires, film de Lise Akoka et Romane Guéret, tourné à la cité Picasso à Boulogne-sur-Mer. Le long-métrage est projeté dans la section Un Certain Regard au Festival de Cannes 2022[294].
- 2024 : Tombés du camion, film de Philippe Pollet-Villard, avec Patrick Timsit et Valérie Bonneton. Histoire d'un artisan pêcheur, film tourné à Boulogne-sur-Mer et au Portel[295] ;
- 2025 : Désenchantées, mini-série réalisée par David Hourrègue, adaptée du roman de Marie Vareille, scènes tournées au palais de justice, diffusion prévue en 2026[296].

#### «Parcours d'Art urbain – Street art»
Depuis 2015, la municipalité a créé un parcours d'art urbain avec le festival « Parcours d’Art urbain – Street art ».  En 2021, Boulogne-sur-Mer est sacré avec l'œuvre de l'artiste espagnol Gonzalo Borondo, auteur du trompe-l'œil du grand escalier de la rue Jules-Baudelocque, qui remporte le premier prix du Golden Street Art. En 2024, ce sont 84 œuvres, réalisées par 73 artistes locaux et internationaux, qui ornent les murs de la ville et qui en font un véritable musée de plein-air,. La 10e édition, qui se déroule du 23 juillet au 31 août 2025, investit le quartier de la gare où dix-sept artistes ont réalisés leurs œuvres sur les murs de ce quartier,.

### Personnalités liées à la commune

#### Personnalités natives de la commune
- Godefroy de Bouillon (1058-1100), premier souverain du royaume de Jérusalem.
- Mathilde de Boulogne (1105-1152), comtesse de Boulogne et, par mariage, reine d'Angleterre.
- Eustache le moine (1170-1217), pirate.
- Jean Marant, pirate et corsaire du XIVe siècle qui s'illustra pendant la guerre de Cent Ans.
- François Panetié (1626-1696), officier de la marine royale française.
- Michel Le Quien (1661-1731), historien et théologien français.
- Salomon Leclercq (1745-1792), frère des écoles chrétiennes, canonisé par le pape François en 2016.
- François Soulès (1748-1809), écrivain et traducteur de l'anglais.
- François Bucaille (1749-1804), ecclésiastique et homme politique, député du clergé aux États généraux.
- Jean François Baret (1756-1800), homme politique sous la Révolution et l'Empire.
- Pierre Daunou (1761-1840), homme politique, archiviste et historien.
- André Briche (1762-1839), homme politique.
- Jacques François Robert Aguy (1772-1850), militaire de la Révolution française puis du Premier Empire.
- Henri Dupont-Delporte (1783-1854), haut fonctionnaire et homme politique français du XIXe siècle.
- Frédéric Sauvage (1786-1857), ingénieur naval, concepteur de la propulsion par hélice. Inhumé au cimetière de l'Est.
- Eusèbe Dupont de Caperoy (1786-?), haut fonctionnaire français du XIXe siècle.
- Louise Dabadie (1804-1877), cantatrice soprano.
- Charles-Augustin Sainte-Beuve (1804–1869), critique et écrivain.
- Guillaume-Benjamin Duchenne (1806–1875), clinicien du XIXe siècle et fondateur de la neurologie (initiateur de l'électricité médicale). Inhumé au cimetière de l'Est.
- Auguste Delacroix (1809-1868), peintre.
- Philippe-Auguste Jeanron (1809-1877), peintre et littérateur.
- Nicolas Prosper Bourée (1811-1886), diplomate.
- Eugène Vermeulen (1811-1835), artiste peintre.
- Louis Pigault de Beaupré (1816-1878), ingénieur des ponts et chaussées.
- Pierre Edmond Alexandre Hédouin (1820-1889), peintre, lithographe, aquafortiste et illustrateur.
- Auguste Mariette (1821-1881), égyptologue, découvreur du Sphinx de Gizeh et fondateur du musée égyptien du Caire.
- Auguste Huguet (1822-1919), maire de Boulogne-sur-Mer, sénateur du Pas-de-Calais de 1876 à 1919[302].
- Charles d'Héricault (1823-1899), écrivain catholique.
- Louis Marie Jules Lhote (1827-1890), peintre français.
- Joseph O'Kelly (1828-1885), compositeur franco-irlandais.
- Achille Adam-Fontaine (1829-1887), banquier et homme politique français.
- Eugène Sergent (1829-1900), organiste et titulaire des grandes orgues de la cathédrale Notre-Dame de Paris durant 53 ans.
- Victor Fénoux (1831-1895), ingénieur des ponts et chaussées en Bretagne.
- Alexandre Guilmant (1837-1911), organiste, concertiste, compositeur, professeur.
- Étienne-Prosper Berne-Bellecour (1838-1910), peintre, aquafortiste et illustrateur.
- Albert Theisz (1839-1881), est un communard français, élu au Conseil de la Commune de Paris.
- Henri-Arthur Bonnefoy (1839-1917), artiste peintre de l'école de Barbizon.
- Constant Coquelin (1841-1909), comédien.
- Edmond Magnier (1841-1906), journaliste.
- Ernest Hamy (1842-1908), médecin professeur au Muséum d'Histoire naturelle.
- Alexandre Honoré Ernest Coquelin (1848-1909), comédien. Inhumé au cimetière de l'Est.
- Louise Marie Puisoye (1855-1942), peintre française.
- Achille Adam (1859-1914), banquier et homme politique français.
- Georges Vidor (1861-1928), armateur français.
- Jules Huret (1863-1915), journaliste et écrivain français.
- Georges Docquois (1863-1927), poète et romancier français.
- Jehan-Rictus (1867-1933), poète.
- Henri Malo (1868-1948), historien, conservateur adjoint du musée Condé de Chantilly. Il rédigea de nombreux ouvrages sur l'histoire de sa ville natale, sur sa province et de nombreux autres sujets
- Georges Griois (1872-1944) Artiste peintre, inhumé au Cimetière de l'est.
- Paul Henri Graf (1872-1947), sculpteur.
- Victor Dupont (1873-1941), peintre, sculpteur, graveur.
- Roger Farjon (1876-1945), homme politique, maire et sénateur du Pas-de-Calais.
- Gaston d'Illiers (1876-1932), sculpteur animalier.
- Jules Leleu (1883-1961), ébéniste de l'Art déco.
- Georges Dufétel (1886-1944), architecte et résistant.
- Valentine Hugo (1887-1968), peintre, née dans le quartier de Capécure.
- Henry-Laverne (1888-1953), acteur comique.
- Jules Noutour, (1897-1945), résistant, cofondateur du mouvement Voix du Nord, mort en déportation.
- Louis Gressier (1897-1959), champion d'aviron.
- Georges Lecointe (1897-1932), champion d'aviron.
- Charles Brown (1898-1988), compositeur.
- Eugène Constant (1901-1970), champion d'aviron.
- Raymond Talleux (1901-1982), champion d'aviron.
- Emmanuel Le Petit (1905-1991), artiste peintre.
- Marcel Lepan (1909-1953), champion d'aviron.
- Léo Marjane (1912-2016), chanteuse.
- Cesare Moretti Jr. (1914-1985), coureur cycliste sur piste.
- Pierre Spiers (1917-1980), harpiste, chef d'orchestre.
- Georges Mathieu (1921-2012), peintre.
- Pierre-André Dufétel (1921-2014), architecte et résistant.
- Denise Péron (1925-1996), actrice française.
- Claude Campagne (1928-2009), écrivain, auteur du roman Adieu, mes Quinze ans.
- Pierre Fabre (1933-2006), acteur, scénariste et réalisateur français.
- Sophie Daumier (1934-2004), comédienne.
- Jean-Pierre Dickès (1942-2020), médecin, historien régionaliste, éditeur, essayiste et militant catholique.
- Danielle Licari (1943-), chanteuse.
- Georges Guillain (1947-), poète français.

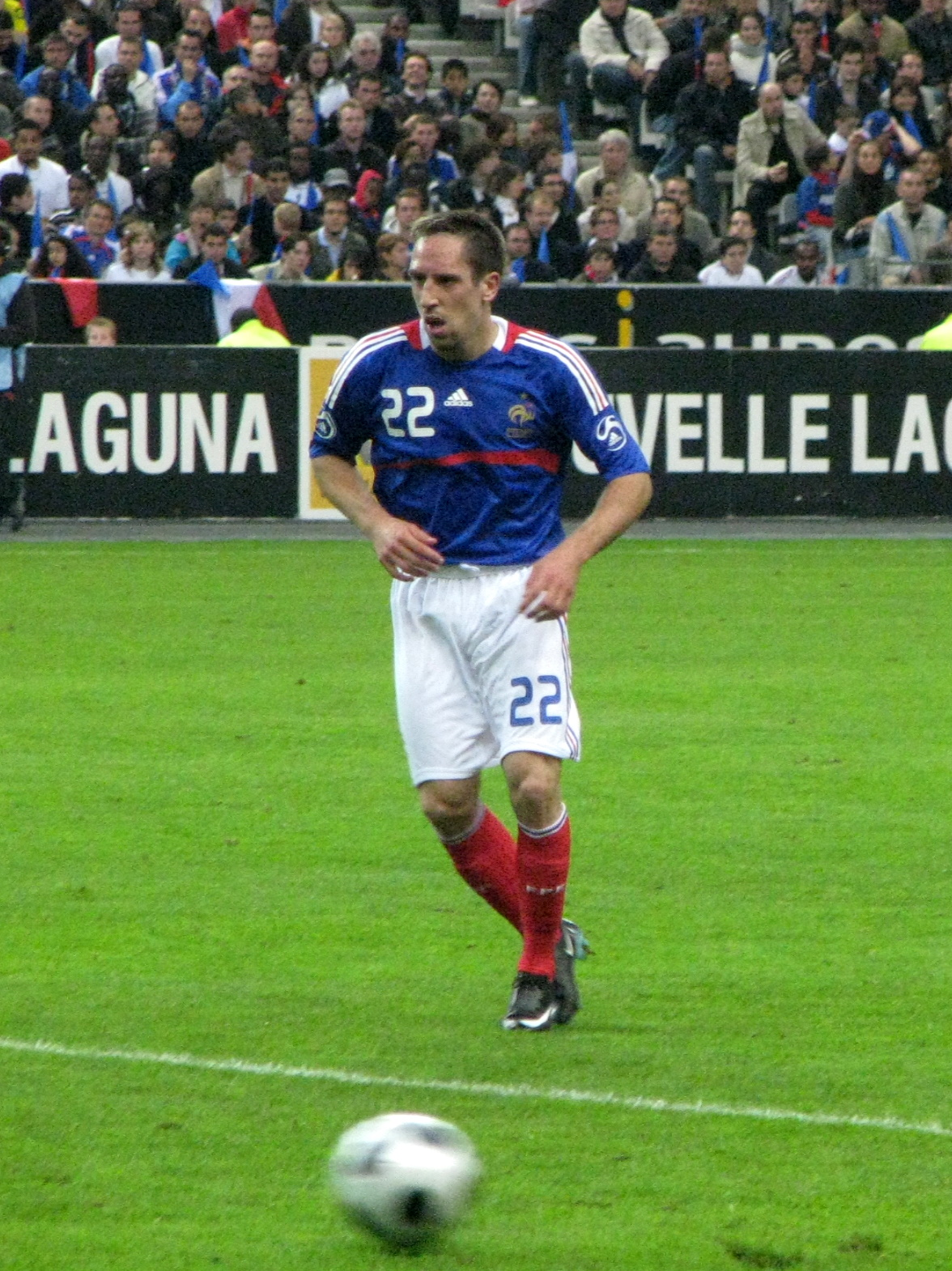
Franck Ribéry, ici sous les couleurs de l'équipe de France de football, est né à Boulogne-sur-Mer.

- Jean-Pierre Sueur (1947-), homme politique.
- Jean Le Boël (1948-), poète.
- Didier Gervais (1952-), champion de char à voile.
- Catherine Fournier (1955-2021), née Hochart, femme politique.
- Brigitte Bourguignon (1959-), née Cappe, est une femme politique française.
- Didier Hoyer (1961-), champion de canoë-kayak, devenu président du club de Boulogne.
- Olivier Latry (1962-), organiste, improvisateur et pédagogue musical, titulaire des grandes orgues de Notre-Dame de Paris.
- Jean-Pierre Papin (1963-), footballeur professionnel, Ballon d'or 1991, capitaine de l'équipe de France de football en 1992 et 1993, et vainqueur de la Ligue des champions en 1994.
- Michel Couvelard (1963-) réalisateur de cinéma, il a notamment réalisé Inséparables avec Catherine Frot.
- Emmanuelle Marie (1965-2007), dramaturge, comédienne et romancière.
- Frédéric Cuvillier (1968), maire de Boulogne depuis 2002, député et ministre des Transports et de l'Économie maritime entre 2012 et 2014.
- Stéphane Lannoy (1969), arbitre de football de première division et arbitre international.
- Aymeric Caron (1971), journaliste, animateur et chroniqueur de télévision et de radio.
- Christophe Lattaignant (1971-), champion d'aviron.
- Babouse, François-Henry Monier de son vrai nom (1972-), dessinateur de presse, notamment à Charlie Hebdo.
- Catherine Griset (1972-), personnalité politique.
- Christophe Dickès (1972-), historien et journaliste, fils de Jean-Pierre Dickès.
- Clothilde Magnan (1973-), championne d'escrime.
- Yohan Bouzin (1974-), footballeur.
- Ludovic Wasselin (1975-), champion de char à voile.
- Lise Legrand (1976-), lutteuse.
- Julie Delarme (1978-), actrice.
- Mathieu Goubel (1980-), champion de canoë-kayak.
- Mickaël Bourgain (1980-), cycliste professionnel.
- Maxime Beaumont (1982-), kayakiste, médaillé olympique à Rio en 2016.
- Hélène Cazier (1983-), championne de char à voile.
- Franck Ribéry (1983-), footballeur professionnel, finaliste de la Coupe du monde de football de 2006, vainqueur de la Ligue des champions en 2013 et 3e au FIFA Ballon d'or 2013.
- Jean-Philippe Tanguy (1986-), personnalité politique
- Mélanie Lesaffre (1990-), lutteuse professionnelle.
- Alexis Busin (1995-), footballeur de l'US Avranches
- Jimmy Gressier (1997-), athlète spécialiste des courses de demi-fond.

#### Autres personnalités rattachées à la commune
- Arnoul d'Audrehem, maréchal de France, compagnon de Bertrand Du Guesclin et de Guillaume Boitel, défenseur de Boulogne en 1355, mort en 1370.
- François Ier de Lorraine, dit « duc de Guise » (1519-1563), opéré par Ambroise Paré au siège de Boulogne à la suite d'une grave blessure, d'où son surnom de « balafré ».
- Jacques d'Estampes de Valençay (1579-1639), aristocrate, militaire et homme politique français des XVIe et XVIIe siècles.
- Alain-René Lesage (1668-1747), mort à Boulogne-sur-Mer, romancier et auteur dramatique français.
- Richard Martin (1754–1834), parlementaire irlandais et militant pour les droits des animaux ; exilé à Boulogne en 1826, où il est mort.
- Charles-Louis-Marie-Albert-Furcy Fontaine (1767-1849), homme politique français.
- Adam Liszt (1776-1827), musicien, père du compositeur Franz Liszt, au retour de son troisième voyage d'Angleterre, il décède à Boulogne de la fièvre typhoïde.
- José de San Martín (1778-1850), général argentin, héros de l'indépendance de l'Amérique du Sud, a vécu en exil et est mort à Boulogne-sur-Mer.
- François-Joseph Cazin (1788-1864), médecin né dans le Boulonnais et mort à Boulogne-sur-Mer, conseiller municipal puis adjoint au Maire, auteur d'un traité sur les plantes médicinales.
- Raymond Quinsac Monvoisin (1790-1870), artiste-peintre adulé en Amérique du Sud, mort à Boulogne-sur-Mer.
- Léopoldine Blahetka (1810-1887), pianiste et compositrice autrichienne morte à Boulogne-sur-Mer.
- Charles Dickens (1812-1870), a vécu à Boulogne-sur-Mer où il passe trois étés, en 1853, 1854 et 1856[303], à l'emplacement du lycée Mariette actuel, près duquel une rue a été nommée en son honneur.
- Louis Léon Verreaux (1814-1878), peintre français qui a peint les environs de Boulogne-sur-Mer et qui y a habité.
- Charles-Louis Hanon (1819-1900), professeur de piano et compositeur, qui a publié un ouvrage pour l'étude du piano en 1873.

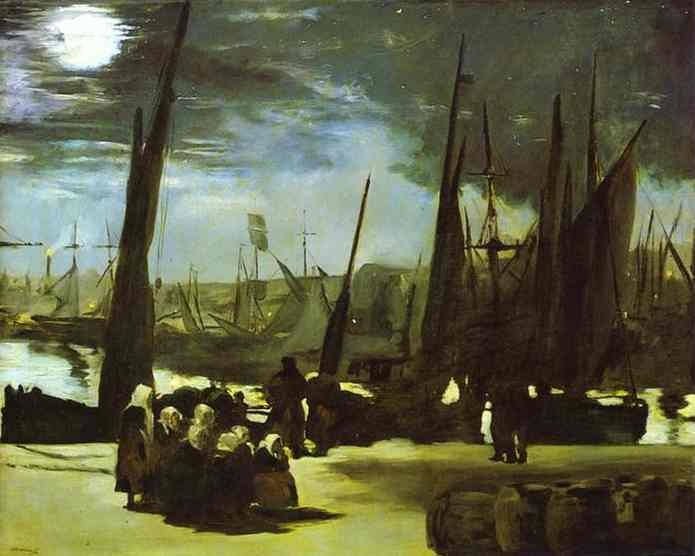
Clair de lune sur le port de Boulogne, 1869
Musée d'Orsay (Paris)

- Édouard Manet (1832-1883), peintre, a voyagé à Boulogne en 1864. Il a réalisé deux grandes toiles à la suite de ce voyage, dont une après sa visite du navire de guerre américain Kearsarge victorieux pendant la guerre de Sécession, qui avait jeté l'ancre près de Boulogne[304]. Il y passa plusieurs étés avec sa famille dans le port nord de Boulogne et a réalisé des carnets de croquis. Le tableau de Chicago est l'une des trois ou quatre œuvres qu'il a peintes à Paris à partir de ces croquis. On y voit un paquebot à roues latérales qui remonte la Manche, laissant dans son sillage les voiliers plus lents[305]. Sur la plage a été peint lui aussi en atelier à partir de dix-huit croquis au crayon[306]. Il réalisa deux peintures représentant Le Folkestone, ferry à vapeur qui transportait des passagers de Boulogne à Folkestone[307].
- Clémence Lestienne (1839-1919), vendeuse de pains d'épices et de confiseries, réputée pour son imposante barbe[308].
- Charles du Passage (1843-1926), dessinateur, peintre, sculpteur animalier, mort à Boulogne-sur-Mer.
- Auguste Angellier (1848-1911), poète, a vécu à Boulogne à partir de ses cinq ans et y est mort.
- Douglas Aigre (1851-1912), médecin, maire de Boulogne sur mer de 1892 à 1900, né à Paris, mort à Boulogne-sur-Mer.
- Joseph Bucciali (1859-1943), organiste à Saint-Nicolas et compositeur.
- Victor Planchon (1863-1935), inventeur des premières pellicules utilisées pour le cinéma par les frères Lumière[309].
- Georges Ricard-Cordingley (1873-1939), peintre français qui a habité à Boulogne-sur-Mer.
- Alfred Loewenstein (1877-1928), milliardaire belge, tombé de son avion, trouvé mort près de Boulogne-sur-Mer
- Gustave Malcuit (1882-1960), botaniste, enseignant à Boulogne-sur-Mer.
- Les frères Bucciali, Paul-Albert (1889-1981) et Angelo (1891-1946), constructeurs automobiles.
- Gaston Stiegler, mort en 1931, globe-trotter et écrivain, a réalisé en 1901 le premier tour du monde en moins de 80 jours, voulant relever le défi lancé par Jules Verne dans son roman Le Tour du monde en 80 jours. Il met le premier pas sur le sol français à Boulogne-sur-Mer, ovationné par une foule compacte.
- Alfred Georges Regner (1902-1987), peintre et graveur.
- Maurice Boitel (1919-2007), peintre issu de l'école des Beaux-Arts de Boulogne où il a habité dans sa jeunesse et où il est revenu peindre après la guerre.
- Audrey Bernard (1922-1997), poétesse.
- Jack Lang (1939-), homme politique français, plusieurs fois ministre, député à Boulogne-Nord de 2002 à 2012.
- Alice Rogoff (1951-), directrice d'édition de journaux, philanthrope et écrivaine américaine qui fait don, en 2024, à la commune, d'une centaine d'œuvres consacrées à la culture des peuples autochtones d'Alaska.
- Jean-Noël Vandaele (1952-), artiste peintre qui vit aux États-Unis et a vécu à Boulogne en 1974 et 1975. Sa fille est née à la clinique de la Sainte-Famille le 9 mars 1975[réf. nécessaire],[pertinence contestée].
- Catherine Ferry (1953-), chanteuse, représentante de la France à l'Eurovision 1976, qui vit à Boulogne depuis 1990.
- Gérard Ansaloni (1958-), compositeur, poète, romancier.
- Corinne Touzet (1959-), actrice, productrice et animatrice, qui a vécu à Boulogne durant sa jeunesse[310].
- Anne Ducros (1959-), chanteuse de jazz, née dans le Boulonnais, a fait sa scolarité et le conservatoire à Boulogne.
- Marcel et son Orchestre, groupe de musique boulonnais entre 1986 et 2021.
- N'Golo Kanté (1991-), footballeur international français, qui a commencé sa carrière par un contrat amateur à l'US Boulogne, le club de football de la ville.
- Alice Arutkin (1992-), championne de planche à voile, licenciée du Yacht Club de Boulogne.
- Maëva Coucke (1994-), Miss France 2018, originaire de l'agglomération boulonnaise et a passé son BTS Commerce International au lycée Mariette, situé à Boulogne-sur-Mer.

### Héraldique, logotype et drapeau
| Blason de Boulogne-sur-Mer | Blason  | D'or à l'écusson de gueules chargé d'un cygne d'argent, accompagné de trois tourteaux de gueules. Ornements extérieursCroix de chevalier de la Légion d'honneur Croix de guerre 1914-1918 Croix de guerre 1939-1945 |
| Blason de Boulogne-sur-Mer | Détails | Le cygne figurait en 1286 sur un sceau communal et les tourteaux sont issus des armes des comtes de Boulogne. Adopté en 1830.                                                                                       |

Logo de la ville.

Ancien logo de la ville.

Drapeau de la ville.

Le drapeau de la ville est celui de la milice boulonnaise, créée en 1670 et répartie en plusieurs régiments d’infanterie, de cavalerie et de dragons, qui avait pour unique but de défendre la province et la côte. Le drapeau, dit « drapeau des troupes boulonnaises », a été fixé par le duc d'Aumont, Louis-Marie-Augustin d'Aumont, gouverneur de la ville et du Boulonnais.
Ces drapeaux seront brûlés en 1792 avec quelques archives communales et des statues religieuses en bois. Le drapeau flotte aujourd'hui au sommet du beffroi et au-dessus de l'entrée de l’hôtel de ville.
La symbolique du cygne, présente sur les plus anciens sceaux connus de la cité, tiendrait son origine de la légende du « chevalier au cygne », qui serait l’ancêtre de Godefroy de Bouillon. Plus tard, le cygne municipal sera alors souvent lié aux tourteaux des armes seigneuriales de Boulogne ; lien encore visible sur les armes actuelles, officialisées par lettres patentes signées par le roi Charles X, en 1830.

Anciens blasons historiques (par ordre chronologique) :
Blason au XVIe siècle : de gueules au cygne d'argent (becqué et membré de sable).
Blason attribué par Pierre de La Planche (~1669) : parti de gueules au cygne d'argent, et d'or à trois tourteaux de gueules.
Blason attribué par Charles d'Hozier (~1696) : d'argent à la fasce d'azur chargée d'une macle d'or.

### Philatélie
À plusieurs reprises, la Poste française a produit des timbres sur le thème de Boulogne-sur-Mer :
- en 1939, un timbre à 0,70 franc + 0,30 franc de surcharge, afin de financer une statue rendant hommage Aux Marins perdus en mer[313] ;
- en 1967, un timbre à 0,95 franc, où apparaissent le phare et des bateaux de pêche[314] ;
- en 2012, un timbre au tarif lettre prioritaire où apparaît le château de Boulogne-sur-Mer[315] ;
- en 2014, un timbre à 0,61 € où apparaissent le château, le beffroi et la basilique[316].

## Pour approfondir